# Schamane

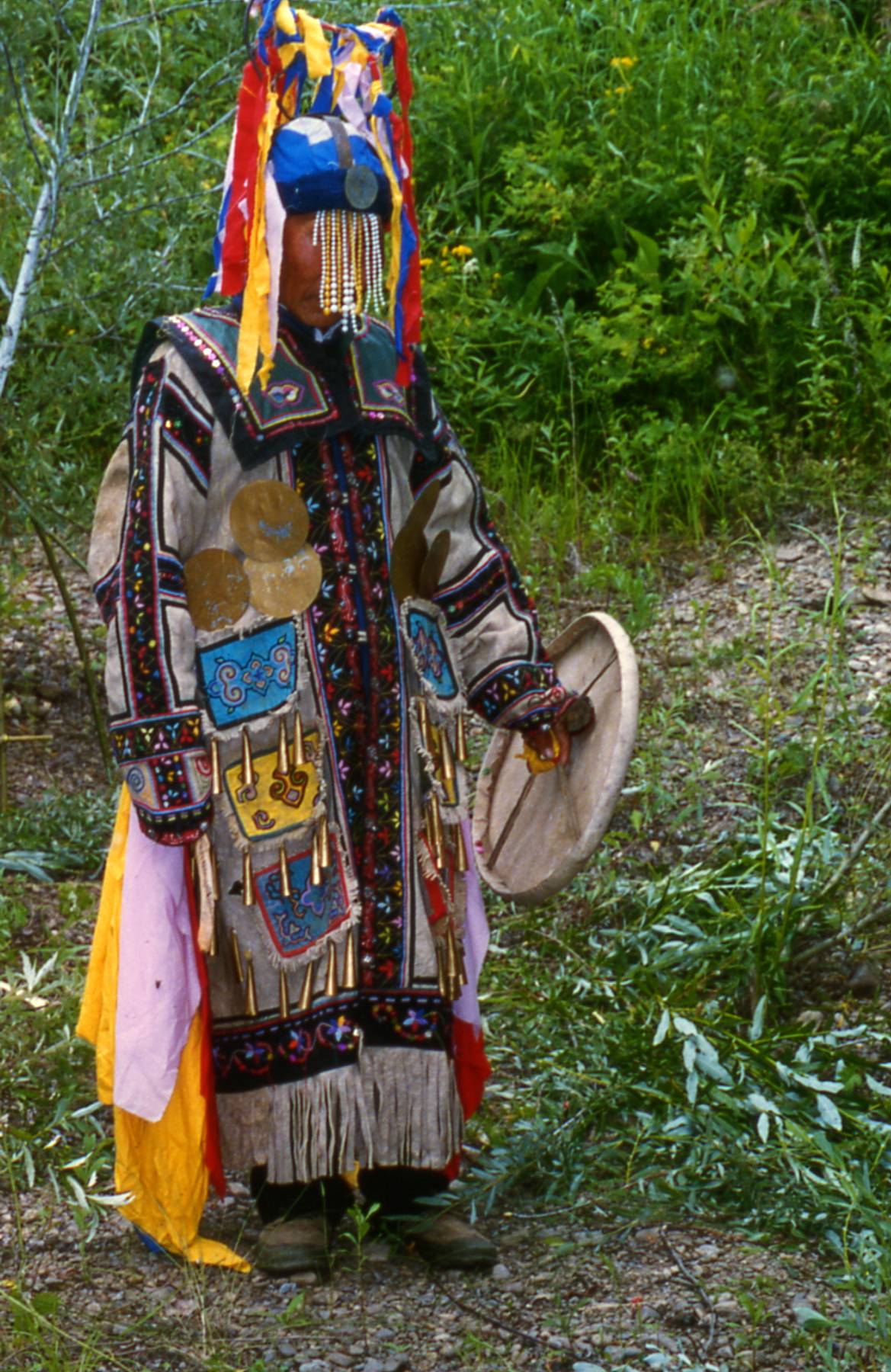
Sibirien: Chuonnasuan (1927–2000), der letzte Schamane des kleinen tungusischen Volks der Oroken (1994)

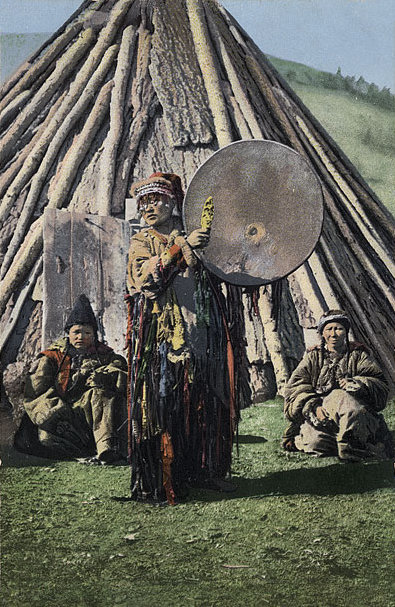
Schamanin der Chakassen, 1908

Der Ausdruck Schamane beziehungsweise Schamanin stammt ursprünglich von den tungusischen Völkern. Šaman bedeutet in der mandschu-tungusischen Sprache „jemand, der weiß“ und bezeichnet einen besonderen Wissensträger. Ursprünglich bezog sich der Begriff nur auf spirituelle Spezialisten sibirischer und zentralasiatischer Ethnien.
Heute wird „Schamane“ im weiteren, allgemeineren Sinne oft als Sammelbegriff verwendet: Er umfasst weltweit verschiedene religiöse, heilerische und spirituelle Spezialisten, die als Vermittler zur Geisterwelt gelten. Bezeichnungen wie Medizinmann, Geisterbeschwörer, Curandero, Angakok, Clever men sowie weitere rituelle Experten indigener Gemeinschaften und traditioneller Religionen werden darunter zusammengefasst. Auch in volksreligiösen Ausprägungen der Weltreligionen, etwa im Buddhismus oder Islam, finden sich vergleichbare Akteure. Seit der Entstehung des modernen Neoschamanismus der esoterischen Szene erfuhr der Begriff eine weitere Ausweitung auf selbsternannte Schamanen westlicher Prägung.
In der Wissenschaft wird der Begriff in zwei verschiedenen Lesarten verwendet, die sich aus dem jeweiligen Zusammenhang erschließen:
1. Im engeren, ursprünglichen Sinne bezeichnet Schamane ausschließlich die spirituellen Spezialisten der Ethnien des eurasischen Kulturareals Sibirien (etwa Nenzen, Jakuten, Altaier, Burjaten, Ewenken und Samen), bei denen das Vorhandensein von Schamanen von europäischen Forschern der Expansionszeit als wesentliches gemeinsames Kennzeichen erachtet wurde.[3]
2. Im weiteren, häufigeren Sinne dient die Bezeichnung Schamane als zentraler Begriff in den sogenannten Schamanismus-Konzepten. Sie wird dort als Sammelbegriff für verschiedene spirituelle, religiöse, heilerische oder rituelle Spezialisten verwendet, die als Vermittler zur Geisterwelt angesehen werden. Ihnen werden entsprechende magische Fähigkeiten zugeschrieben, und ihre kultischen Handlungen sollen dem Wohl der Gemeinschaft dienen. Zu diesem Zweck praktizieren sie verschiedene mentale Techniken und Rituale, teilweise unter Einsatz von Drogen, um die normale Sinneswahrnehmung zu erweitern und mit transzendenten Mächten in Kontakt zu treten.[4][5][6] In diesem Zusammenhang werden auch Medizinmänner oder -frauen amerikanischer oder australischer Stämme als Schamanen bezeichnet. Ebenso werden Geisterbeschwörer aus Afrika oder Melanesien (wie Zauberer, Heiler oder Wahrsager) mitunter so benannt, obwohl sie im Gegensatz zu den spirituellen Spezialisten Amerikas, Eurasiens und Australiens meist nur einzelne Aufgaben übernehmen.

Die sehr verallgemeinernde und undifferenzierte Verwendung des Begriffs für religiös-spirituelle Spezialisten außerhalb Sibiriens (wie im Kontext der sogenannten Schamanismus-Konzepte üblich) wird von einigen Wissenschaftlern und Indigenen kritisiert. Sie bemängeln, dass dadurch eine Gleichheit sehr unterschiedlicher kultureller Phänomene suggeriert werde und plädieren dafür, die jeweiligen regionalen Bezeichnungen zu verwenden.
Geisterbeschwörer und -beschwörerinnen waren und sind Akteure vieler ethnischer Religionen. Darüber hinaus finden sie sich auch in volksreligiösen Formen der Weltreligionen, etwa im Buddhismus oder Islam. Insbesondere bei einigen traditionellen indigenen Gemeinschaften spielen sie weiterhin eine Rolle, wenn auch häufig in veränderter Form. Die Existenz ritueller Experten reicht vermutlich bis in die magisch-spirituelle Religiosität der Mittelsteinzeit zurück. Die Interpretation entsprechender Funde ist jedoch umstritten (siehe Prähistorischer Schamanismus).
Früher waren solche Spezialisten meist Teilzeitausübende, die daneben anderen Subsistenzformen nachgingen. Im Gegensatz dazu sind moderne „Neoschamanen“ vielfach Vollzeitspezialisten, die von ihrer schamanischen Tätigkeit leben.

## Abgrenzungsproblematik

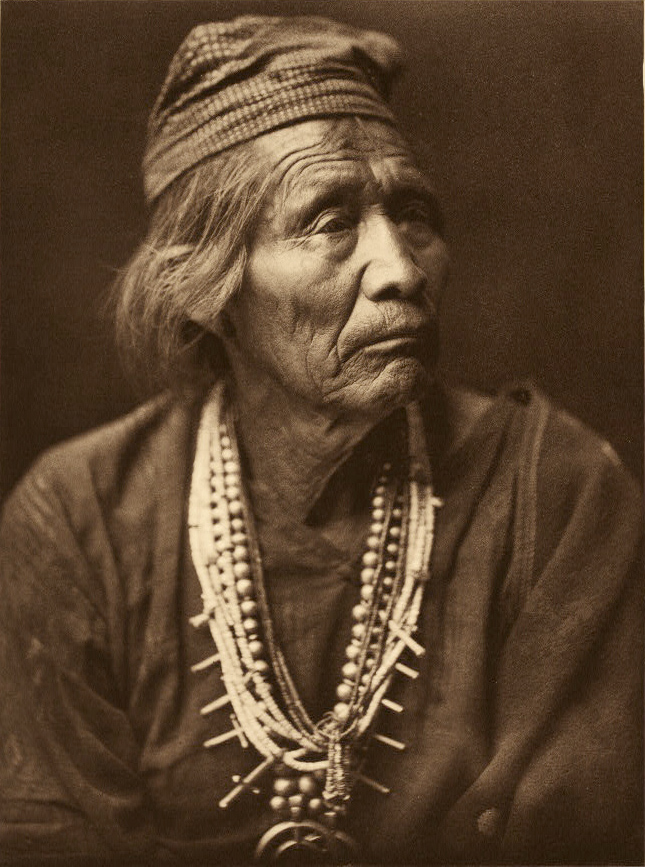
Nesjaja Hatali, „Medizinmann“ der Navajo – Priester und Künstler (Edward Curtis, 1907)

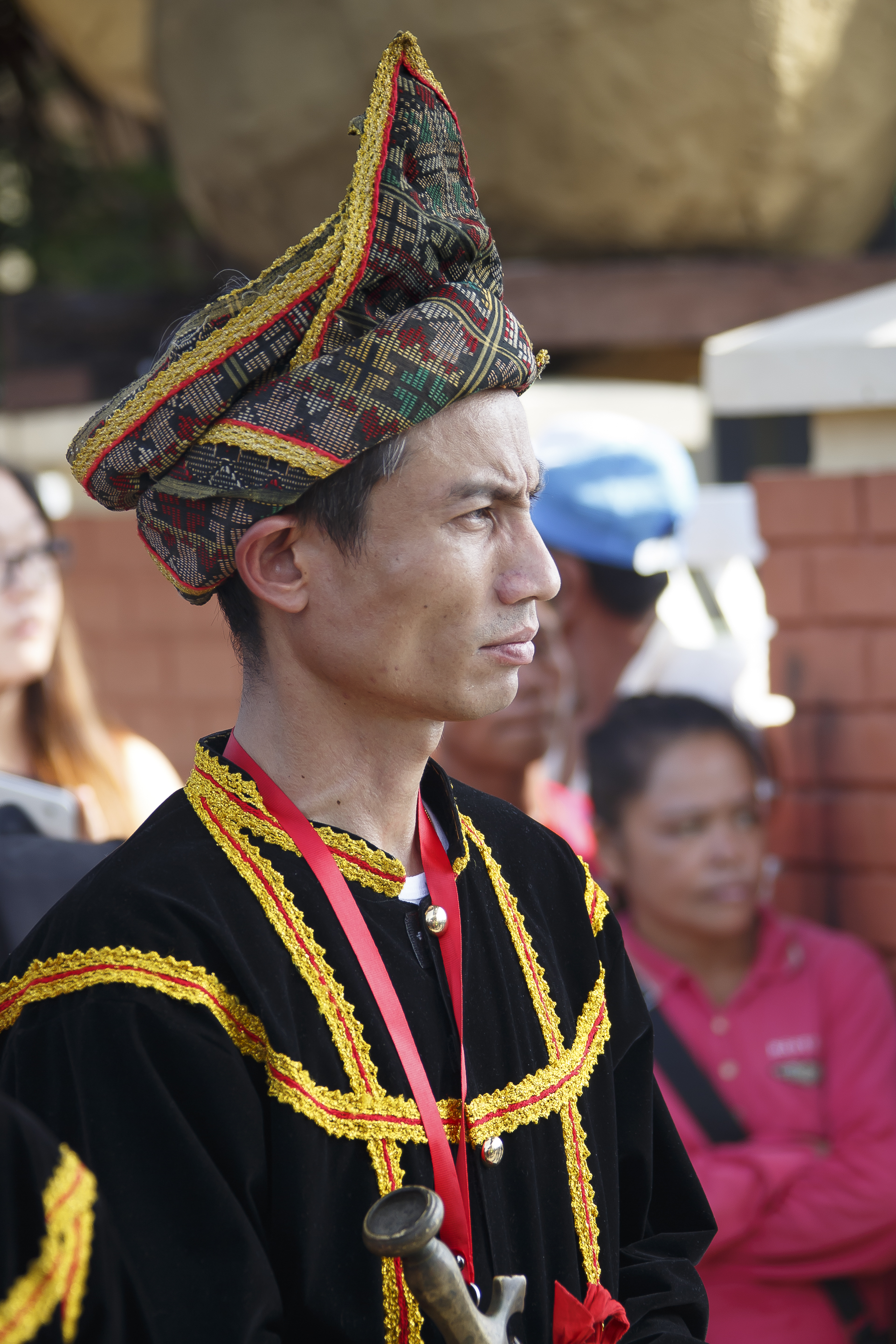
Traditioneller Priester (Bobohizan) des Volkes der Dusun aus Sabah – kein Schamane

Bereits im 19. Jahrhundert wurde der ursprünglich tungusisch-sibirische Begriff auf spirituelle Experten anderer Kulturen übertragen. Viele Autoren der Schamanismus-Konzepte dehnten den Begriff noch weiter aus. Diese Entwicklung führte dazu, kulturelle Unterschiede zugunsten einer verallgemeinernden Darstellung zu ignorieren, sodass der Eindruck entsteht, es gebe weltweit Schamanen in einem einheitlichen Sinn. Diese Annahme ist jedoch ein Trugschluss, der auch von Angehörigen verschiedener Ethnien kritisiert wird.
So ist etwa der Hataalii genannte Medizinmann der Navajo weniger ein Schamane, sondern eher Priester und Künstler: Er ist Experte für Religion, Musik, einige Zeremonien und die Kunst der Sandbilder. Auch die Sioux-Völker hatten und haben keine Schamanen im Sinne der sibirischen Völker. Seit der Kommerzialisierung ihrer spirituellen Traditionen durch den Neoschamanismus lehnen sie diese Bezeichnung und deren Gebrauch durch „weiße Schamanen“ ausdrücklich ab.
Dass in einigen nordamerikanischen Stämmen die Visionssuche allen Menschen offenstand und nicht durch spezialisierte Experten begleitet wurde oder dass in Südamerika durch halluzinogene Substanzen (sogenannten Entheogene) beinahe jeder zum Schamanen werden konnte, wurde in vielen Konzepten ebenfalls ignoriert.
Bei näherer Betrachtung zeigt sich, dass viele als „Schamanen“ bezeichnete Personen eher Priester, Heiler, Hexer oder Zauberer sind. Einige Anthropologen schlagen daher vor, nur noch die indigenen Eigenbezeichnungen zu verwenden, um die Vereinheitlichung zu vermeiden.

### Schamane und Priester
Ein Beispiel für die Unterscheidung zwischen Schamane und Priester bietet die von Missionswissenschaftler Paul Hiebert vorgeschlagene „Typologie religiöser Praktiker“: Solche Modelle ermöglichen eine bessere Zuordnung, bleiben jedoch aufgrund fließender Übergänge stets vereinfachend.
Die folgende Tabelle verdeutlicht einige Unterschiede. Dabei ist zu beachten, dass indigene Geisterbeschwörer je nach kulturellem Kontext oft noch weltliche Funktionen übernahmen, da Religion und Alltag in traditionellen Ethnien meist untrennbar miteinander verbunden waren.
|                         | Schamane, Medizinmann, Geisterbeschwörer („spirituelle Spezialisten“)                                                  | Priester                                                                    |
| ----------------------- | --- | --------------------------------------------------------------------------- |
| Legitimation            | Berufung durch Geister                                                                                                 | Einsetzung durch religiöse Institution                                      |
| Autorität               | Charisma und Gabe | verliehene Amtswürde                                                        |
| Aufgaben/Motivation     | Vermittlung zum Transzendenten, Bewahrung der Tradition                                                                | Verwaltung des religiösen Kultes, Bewahrung der Tradition                   |
| Grundlegende Tätigkeit  | nimmt zugunsten der Gemeinschaft oder Einzelner Kontakt zu den transzendenten Mächten auf                              | nähert sich stellvertretend für die Gemeinschaft den transzendenten Mächten |
| Entlohnung              | früher verbreitet keine Gegenleistung für Dienste am Gemeinwohl, selten für private Aufträge als Heiler oder Wahrsager | geregelte Formen verschiedener Entlohnungsarten                             |
| Kultus                  | kulturell überliefert, aber variabel                                                                                   | systematisch, festliegend                                                   |
| Verhältnis zur Religion | von der lokalen Religion unabhängig; Einfluss auf den Glauben möglich                                                  | von der vertretenen Religion abhängig; kein Einfluss auf die Lehre          |
| Status                  | unabhängiger, angesehener Berater aufgrund seiner Fähigkeiten                                                          | vollkommen abhängiger Vertreter einer religiösen Institution                |

## Etymologie

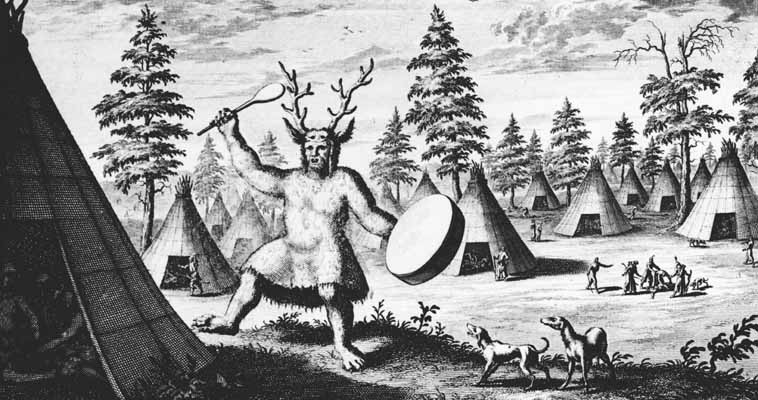
Die früheste bekannte Darstellung eines sibirischen Schamanen stammt von dem niederländischen Forscher Nicolaes Witsen, der 1692 eine Forschungsreise durch Russland unternahm; er bezeichnete die Abbildung als „Priester des Teufels“.

Das deutsche Wort „Schamane“, das sich seit Ende des 17. Jahrhunderts im deutschen Sprachraum nachweisen lässt, sowie die entsprechenden Wörter in vielen anderen europäischen Sprachen (englisch, niederländisch, dänisch, schwedisch und norwegisch: Shaman / finnisch: Shamaani / französisch: Chaman / italienisch: Sciamano / lettisch: Šamanis / polnisch: Szaman / portugiesisch: Xamã / russisch: Šamán / spanisch: Chamán / ungarisch: Sámán) werden meist als Lehnwort aus den tungusischen Sprachen betrachtet. Hier entspricht lautsprachlich am ehesten das ewenkische „Šaman“ den abgeleiteten europäischen Formen.
Das Wort bedeutet etwa „jemand, der erregt, bewegt, erhoben ist“ oder wird auch mit „um sich schlagen“, „verrückt“ oder „verbrennen“ übersetzt. Alle diese Deutungen beziehen sich auf die Körperbewegungen und Gebärden, die sibirische Schamanen während der Ekstase ausführen. Möglich ist auch ein Zusammenhang mit dem Verb sa, das „wissen, denken, begreifen“ bedeutet. Demnach könnte Šamán als „Wissender“ interpretiert werden.
Seltener wird der Begriff „Schamane“ auf das indische Pali-Wort śamana zurückgeführt, das „Bettelmönch“ oder „Asket“ bedeutet. Einige Autoren vermuten in diesem Zusammenhang eine ältere indisch-buddhistische Wurzel. Das tungusische Wort wäre demnach ein Lehnwort, das buddhistische Tungusen auf „heidnische Zauberpriester“ übertragen hätten. Friedrich Schlegel war der erste, der Sanskrit in die Etymologie einbezog.
Manche Autoren führen das Wort außerdem auf das chinesische sha-men für „Hexe“ zurück.
In den turksprachigen Regionen Tuwa, Chakassien und Altai bezeichnen sich Schamanen als kham (auch khami, gam oder cham). Die Schamanengesänge werden kham-naar genannt. Im Zuge der Islamisierung Zentralasiens ersetzte bei vielen Turkvölkern bakshi (abgeleitet aus dem sanskritischen bhikshu) als generischer Begriff für vorislamische religiöse Spezialisten den einheimischen Ausdruck kham. Zahlreiche weitere Bezeichnungen für Schamanen waren regional begrenzt. (Das Wort kham könnte im Zusammenhang mit dem Begriff der Kami-Geister oder -Götter stehen, der für den japanischen Schintoismus zentral ist.)
Im Mongolischen werden anstelle des tungusischen Šaman die Ausdrücke böö (geschlechtsneutral oder männlich), zairan (männlich oder Titel für „große“ Schamanen) und udagan für die Schamanin verwendet.
In Bezug auf die Indianer Nordamerikas wird der Begriff Medizin für die „geheimnisvolle, transzendente Kraft hinter allen sichtbaren Erscheinungen“ verwendet (siehe Medizinbeutel oder Medizinrad). Der Ausdruck Medizinmann ist hier eine wörtliche Übersetzung entsprechender Begriffe aus verschiedenen indigenen Sprachen, etwa Pejuta Wicaša im Lakota.

## Der Schamane in den Schamanismus-Konzepten
„Schamanismus ist der Komplex von Überzeugungen, Riten und Traditionen, der rund um den Schamanen und seine Aktivitäten gruppiert ist.“

Mircea Eliade, rumänischer Religionswissenschaftler und Pionier der Schamanismus-Theorien

Im Gegensatz zur allgemeinen Begriffsverwendung wird der Ausdruck „Schamane“ in der Ethnologie, den Religionswissenschaften sowie von Sozialwissenschaftlern und Psychologen im Rahmen unterschiedlicher wissenschaftlicher Theorien betrachtet. Daraus wurden verschiedene Definitionen abgeleitet, die sich insbesondere in Bezug auf die spezifischen Praktiken und die sozio-ökonomische Stellung der Geisterbeschwörer verschiedener Kulturen unterscheiden.
Seit den ersten Berichten über Schamanen haben europäische Völkerkundler versucht, Ähnlichkeiten und Muster zu erkennen sowie kulturhistorische oder auch neurobiologische Zusammenhänge abzuleiten. Die daraus entstandenen wissenschaftlichen Konzepte werden ebenfalls unter dem Begriff „Schamanismus“ zusammengefasst. Als Pionier dieser Konzepte gilt der rumänische Religionswissenschaftler Mircea Eliade, auf den sich heute insbesondere der esoterische Neoschamanismus beruft. Die Gültigkeit seiner Theorie und die Seriosität seiner Arbeiten sind in der Wissenschaft jedoch umstritten.
Dabei ist zu beachten, dass Schamanismus nicht die religiösen Ideologien bestimmter Kulturen bezeichnet, sondern abstrakte, vereinheitlichte Denkmodelle aus europäischer Sicht, die in erster Linie spirituelle Praktiken von Spezialisten unterschiedlicher Herkunft vergleichen und klassifizieren.
Ausgangspunkt der Forschungsgeschichte des Schamanismus waren die Schamanen des sibirischen Kulturareals (Nenzen, Jakuten, Altaier, Burjaten, Ewenken, europäische Samen, japanische Ainu und andere). Daraus wurde eine klassische Definition des Schamanen abgeleitet:
Schamanen sind spirituelle Spezialisten, die bei vollem Bewusstsein eine rituelle Ekstase herbeiführen und dabei den Eindruck haben, ihre Seele würde den Körper verlassen und ins Jenseits reisen.
Weitgehende Übereinstimmung besteht darüber, dass dieser „sibirische Typ“ auch im arktischen Kulturareal Nordamerikas vorkommt. So wird der „Angakok“ der Eskimo als Schamane im Sinne der Schamanismus-Konzepte angesehen, obwohl es auch Ritualexperten gab, die keine Ekstase beherrschten und dennoch als Angakok bezeichnet wurden.
Eine ähnliche Übereinstimmung herrscht bei der Einbeziehung der (historischen) Hirtenvölker des zentralasiatischen Kulturareals (Kasachen, Kirgisen, Mongolen u. a.) sowie der indianischen Jäger-und-Sammler-Kulturen des nördlichen Nordamerikas (Athabasken, Nordwestküstenindianer, Prärie-Indianer u. a.).
Uneinigkeit bestand jedoch von Anfang an über die Einordnung der Schamanen der paläosibirischen Völker Nordostasiens (Tschuktschen, Korjaken, Itelmenen u. a.), einiger Feldbauern Süd-, Ost- und Südostasiens (Nepalesen, Tibeter, Koreaner, Taiwaner u. a.), der Jägervölker Südostasiens (Vedda, Andamaner, Orang Asli u. a.) sowie verschiedener Ethnien Australiens.
Australische clever men, südafrikanische Sangomas oder westafrikanische Babalawos werden nur von wenigen Autoren als Schamanen im Sinne eines Schamanismus-Konzepts eingeordnet. Zu diesen Autoren gehören vor allem Mircea Eliade und Michael Harner, die auch die differenzierten Medizinleute und Zauberer Afrikas und Neuguinea-Melanesiens in ihre Definition eines „globalen Schamanismus“ einbeziehen. Sie sahen darin entweder die Urform aller okkulten Traditionen (Eliade) oder sogar die Ursprungsform jeder Religion (Harner; siehe auch Core-Schamanismus).
Diese weitreichenden Auslegungen gelten in der heutigen Wissenschaft als überholt; sie finden jedoch im esoterischen Neoschamanismus weiterhin Verbreitung.

## Vielfalt des Schamanentums
„Eine Beschäftigung mit dem Schamanentum lässt uns seine große prinzipielle Bedeutung für uralte Menschheitsfragen erkennen.“

Die Tiefenpsychologin Marie-Louise von Franz erkannte in spirituellen Spezialisten vieler Völker übereinstimmend typische Merkmale hochsensibler Menschen.
In zahlreichen Kulturen der Erde finden sich Personen, die in bestimmten Merkmalen an die sibirischen Schamanen erinnern, aber dennoch unterschiedlich beschrieben werden müssen. Unter Berücksichtigung der oben dargestellten Abgrenzungsproblematik lässt sich daher von einer „Vielfalt des Schamanentums“ sprechen.

### Schamaninnen

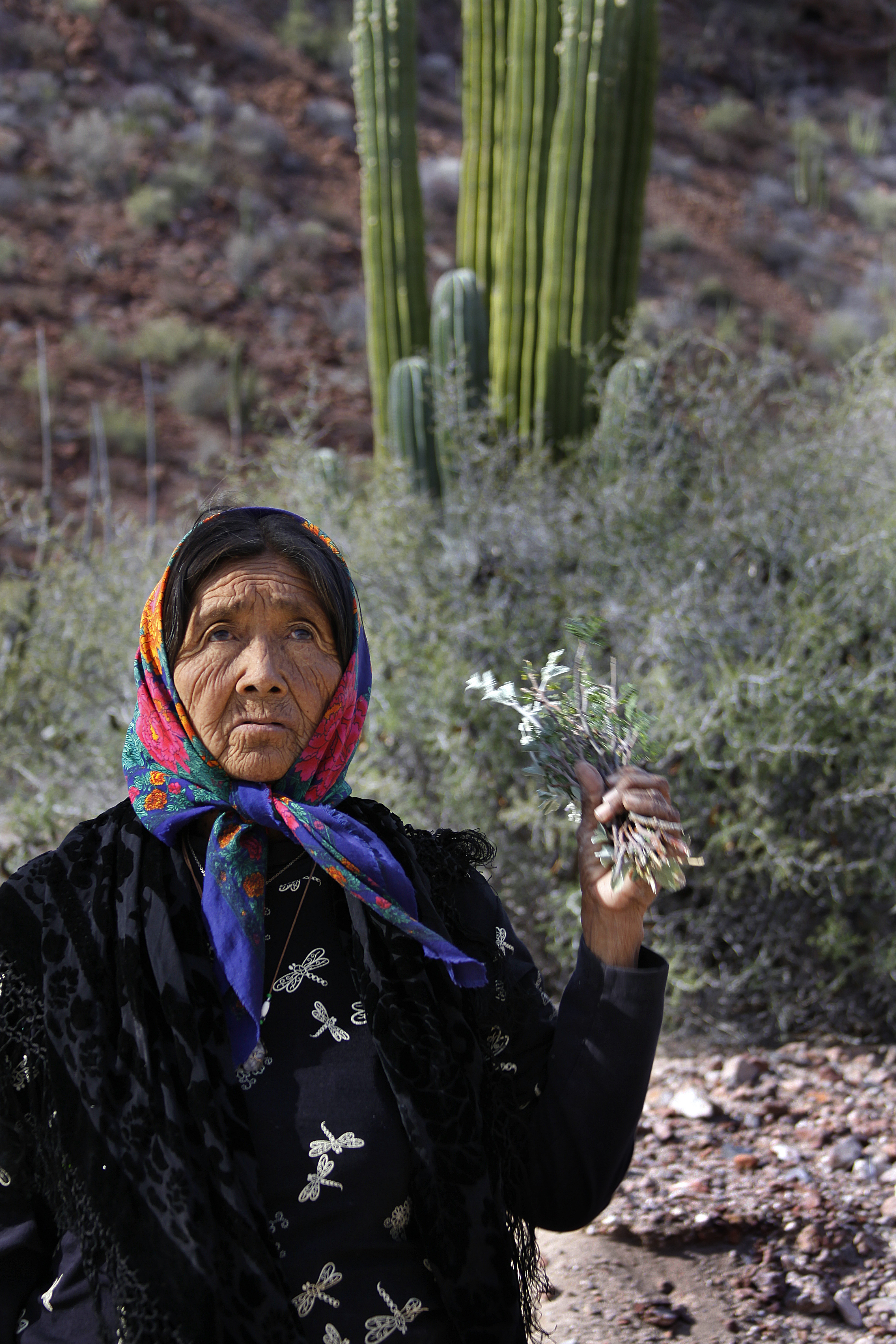
Doña Ramona, eine Seri-Geistheilerin aus Mexiko mit Heilkräutern

Ein Grabfund aus der Mittelsteinzeit belegt, dass auch Frauen als Heilerinnen oder Schamaninnen hohes Ansehen genießen konnten. Die rund 9000 Jahre alte Bestattung von Bad Dürrenberg in Sachsen-Anhalt weist mit zahlreichen Grabbeigaben auf den besonderen sozialen Rang der bestatteten Frau hin. Die Auswertung der Beigaben und Untersuchungen der Knochen deuten darauf hin, dass es sich bei der Frau um eine Schamanin handelte.
Je nach Ethnie gibt es traditionell sowohl männliche als auch weibliche Schamanen, wobei beide Geschlechter teils gleich geschätzt werden. In Hochreligionen hingegen, in denen priesterliche Ämter ausschließlich Männern vorbehalten sind oder waren, nehmen Schamaninnen der einfachen Bevölkerung oftmals untere sakrale Positionen ein und erfüllen traditionelle volksreligiöse Aufgaben. Männer konsultierten sie seltener, da ihnen oft heidnische oder abergläubische Praktiken unterstellt wurden. Ihr Heilkräuterwissen diente vor allem der medizinischen Grundversorgung; sie behandelten leichtere Erkrankungen und übernahmen Aufgaben der Geburtshilfe (siehe auch: Hexe).
In asiatischen und nordamerikanischen Schamanismus-Traditionen verloren Frauen ihre spirituelle Wirksamkeit häufig während der Schwangerschaft und bis mehrere Jahre nach der Geburt. Oft wurden sie erst nach der Menopause als Schamaninnen tätig, da sie während der Menstruation zahlreichen Reinheitstabus unterlagen.
In den Zar- und Bori-Kulten Nordostafrikas, insbesondere in den ehemaligen Hausastaaten, wo die Verehrung vorislamischer Gottheiten fortgeführt wurde, treten bevorzugt weibliche Schamanen auf. Dies gilt ebenso für afroamerikanische Besessenheitskulte in der Karibik und in Brasilien (z. B. Voodoo, María-Lionza-Kult, Umbanda, Santería, Candomblé usw.).

### Funktionen und soziale Bedeutung

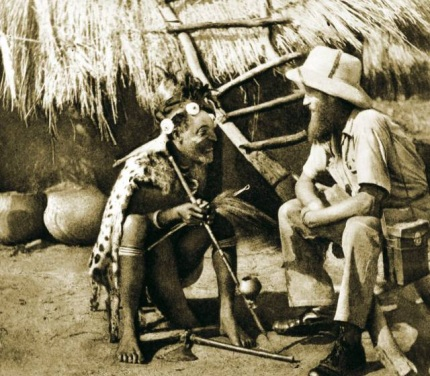
Schamanen und Medizinmänner waren u. a. wichtige Bewahrer des traditionellen Wissens (evtl. Kazimierz Nowak (1897–1937), im Gespräch mit einem Geisterbeschwörer der Pygmäen).

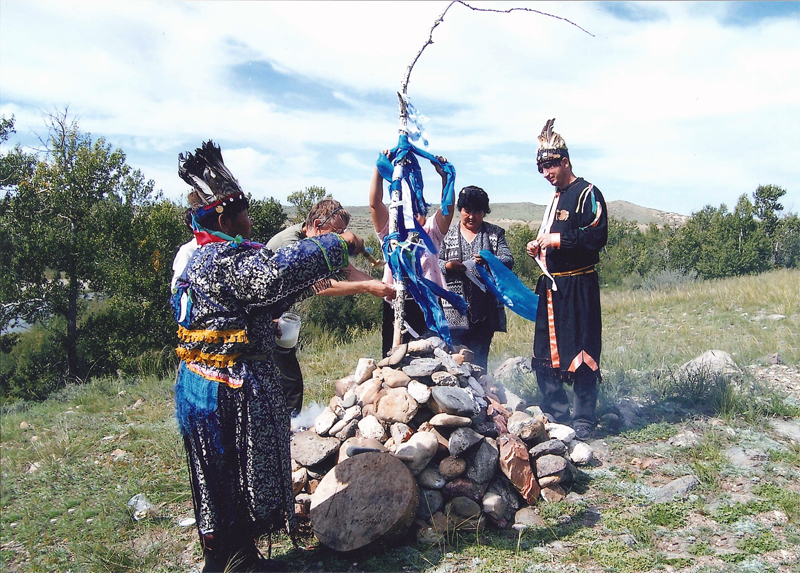
Tuwinische Schamanen weihen einen Obo, einen zeremoniellen Steinhaufen des Tengrismus.

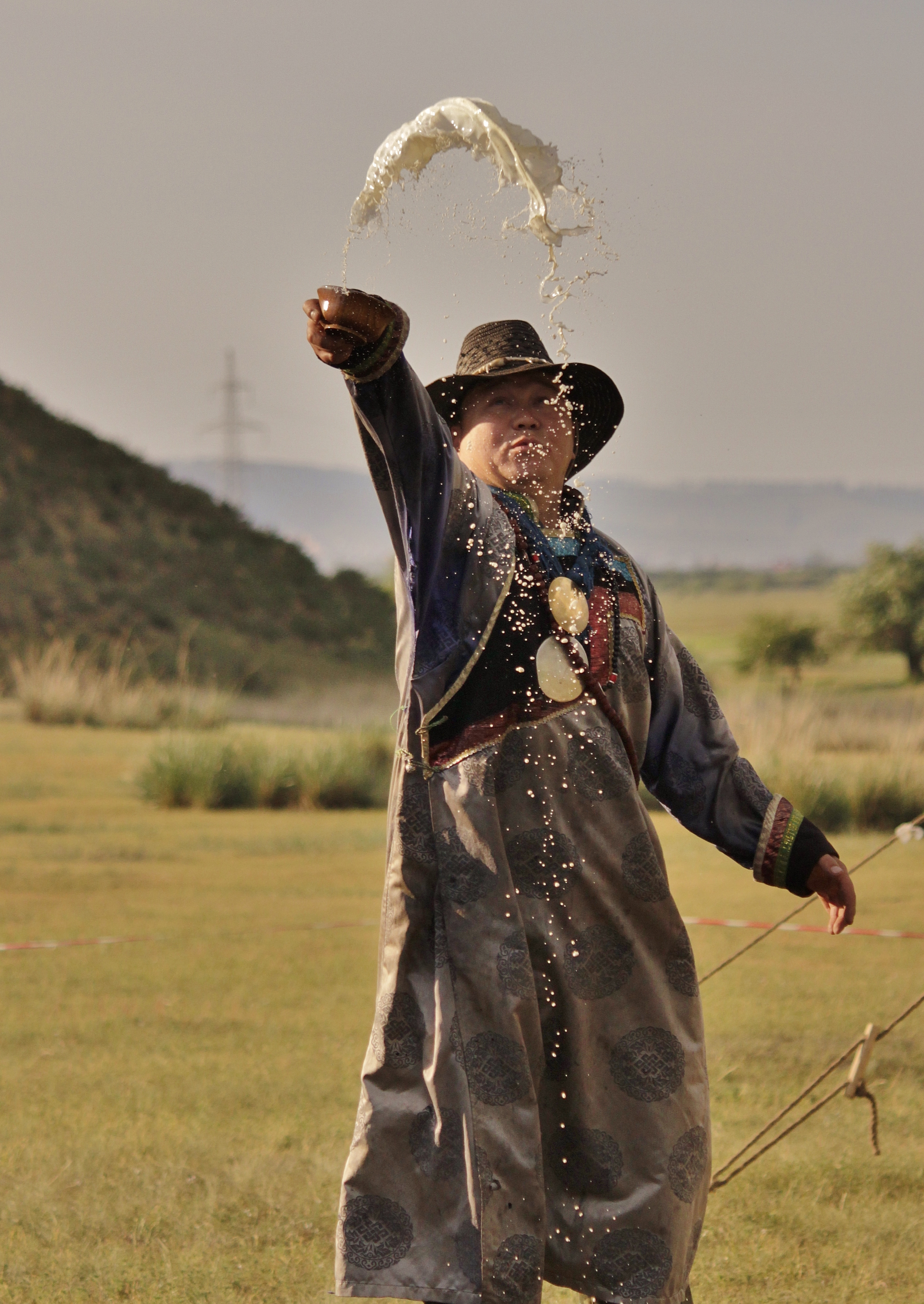
Sibirischer Schamane opfert Milch an die Geister der Milch.

Spirituelle Spezialisten verfügen nach Überzeugung vieler Ethnien über besondere Fähigkeiten in Heilung, Weissagung und magischen Praktiken sowie über ein spezifisches Wissen und Weisheit, das anderen nicht zugänglich ist. Schamaninnen und Schamanen dienten in traditionellen Gesellschaften häufig als „Seelenhirten“ im Dienst der Gemeinschaft und übernahmen Aufgaben als Arzt, Heiler, Wahrsager, Traumdeuter, militärischer Berater, Opferpriester, Totengeleiter, Wetterzauberer, Zeremonienleiter, Geistermedium, Ermittler bei Schadenzauber, Lehrer oder auch Unterhalter.
Je komplexer die Sozialstruktur einer Gesellschaft war, desto spezialisierter und arbeitsteiliger wurden auch die Rollen schamanischer Spezialisten.
In „Ökosystem-Gesellschaften“ mit geringem Kontakt zur modernen Zivilisation waren Schamanen oft auch Hüter von Traditionen, Mythen, Normen und dem kulturellen Gedächtnis insgesamt. Die Anthropologin Roberte Hamayon sah hierin die zentrale Funktion des sibirischen Schamanen, der regelmäßig Rituale zur Erneuerung des Lebens, zur Herstellung von Jagdglück und zum Wohl der Gemeinschaft durchführte. Diese Rituale verbanden gemeinschaftsstärkende Aktivitäten wie Spiel, Tanz und Gesang mit Initiationsritualen neuer Schamanen.
Häufigster Anlass schamanischer Praxis war jedoch in der Regel die Behandlung von Krankheiten, die aus Sicht traditioneller Religionen auch durch den Verlust der Seele, Besessenheit, Schadenszauber oder Tabubruch verursacht sein konnten. Der Schamane stellte durch Kommunikation mit Geistwesen die Ursache fest und wählte eine entsprechende rituelle Behandlung. Dabei galt die Vorstellung einer Geisterwelt, die auf das Leben der Menschen einwirkt, als Grundlage – typisch für nichtschriftliche Religionen ohne dogmatische Lehren (siehe auch: Animismus, Animatismus, Animalismus, Fetischismus). Auch heute noch wird in etlichen Kulturen ein Geisterbeschwörer aufgesucht, wenn der moderne Arzt nicht mehr helfen kann.
Bei nomadisierenden Gruppen war die rituelle Zuständigkeit oft auf Angehörige der eigenen Abstammungslinie beschränkt, während in sesshaften Gesellschaften diese Begrenzung entfiel.
Der Status von Schamanen war in asiatischen und amerikanischen Kulturen hoch. Sie wurden als angesehene, aber auch gefürchtete Persönlichkeiten wahrgenommen. Ihr Verlust konnte kollektive Besorgnis auslösen. Politische Macht hatten sie selten, sie galten als „außerhalb der Gesellschaft stehend“. Mitunter jedoch waren sie aufgrund ihrer prophetischen und magischen Gaben als Berater von Herrschern – etwa im Hofschamanismus zur Zeit Dschingis Khans – tätig. Dieser Einfluss blieb verschiedentlich bis ins 19. Jahrhundert bestehen.
Trotz hoher Wertschätzung wurde von Schamanen Selbstdisziplin, Opferbereitschaft und Selbstlosigkeit erwartet. Ihr Ansehen hing ausschließlich vom Erfolg ihrer Rituale ab – verbunden mit der tiefen Überzeugung, von der Geisterwelt abhängig zu sein. Misserfolge galten als gefährlich: In einigen Kulturen drohten Verlust spiritueller Fähigkeiten, Wahnsinn oder sogar der Tod – teils auch durch Sanktionen der Gemeinschaft.

### Fähigkeiten der Schamanen

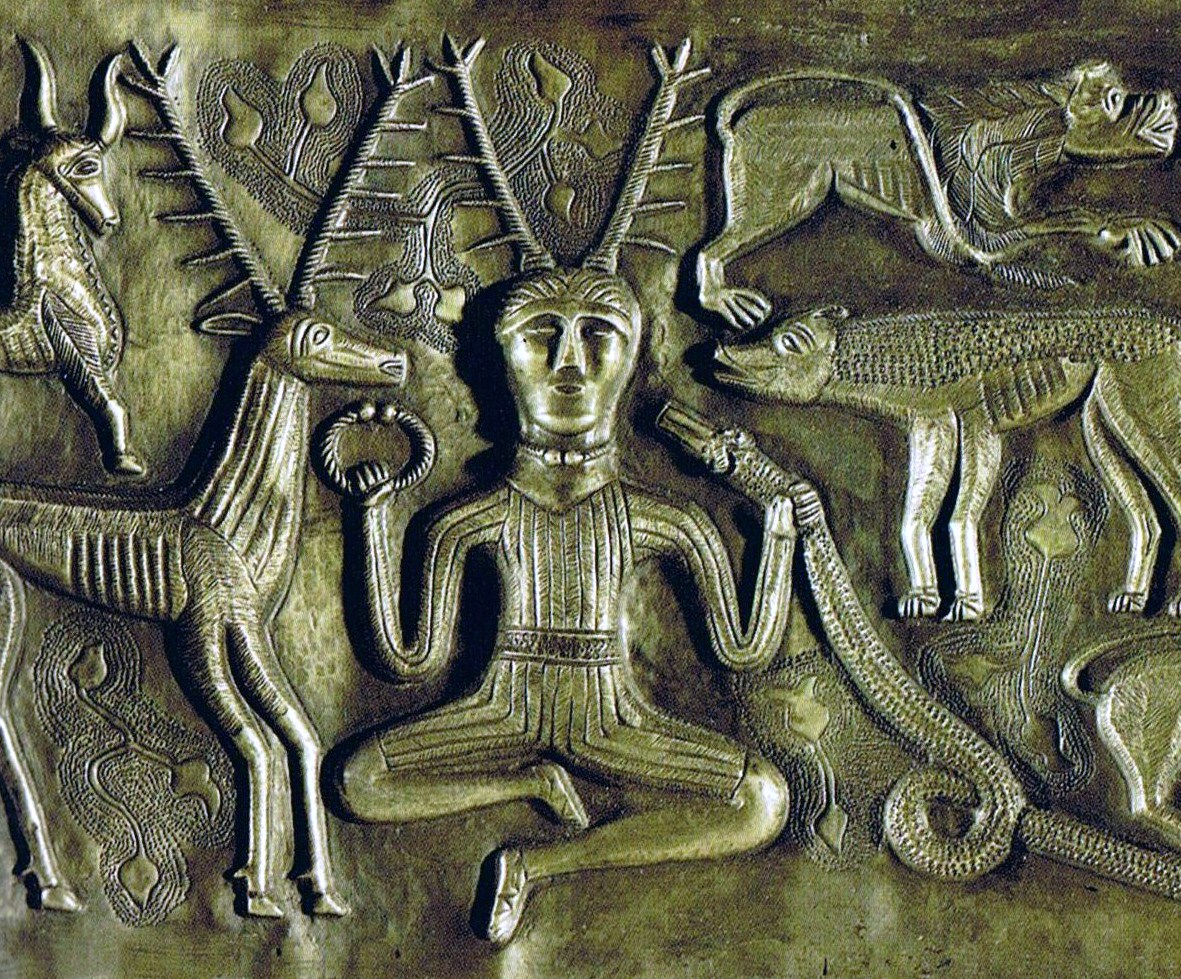
Schamanen nutzen bestimmte Körperhaltungen, um ein verändertes Bewusstsein zu erreichen. Viele kulturhistorische Artefakte bilden dies ab, wie z. B. der keltische Gott oder Schamane auf dem Kessel von Gundestrup.

In den meisten schriftlosen Kulturen Amerikas, Asiens und Australiens waren Schamanen und ähnliche Geisterbeschwörer Bewahrer des Wissens, der Riten und Mythen und mussten deshalb über ein besonders gutes Gedächtnis verfügen.
In vielen Weltgegenden gehören auch Fähigkeiten wie Bauchreden, Taschenspielerkunststücke und Illusionserzeugungen zu einem unverzichtbaren Teil des schamanischen Rituals. So ließ man in Sibirien und Kanada heimlich das Zelt erzittern, um die Ankunft der Geister zu signalisieren, und südamerikanische Medizinmänner erweckten den Eindruck, als holten sie Knochensplitter, Kieselsteine oder Käfer aus dem Körper eines Patienten. Solche Praktiken darf man nicht einfach als sinnlosen Hokuspokus oder gar Betrug verdammen (wie es etwa sowjetische Behörden lange Zeit getan haben), denn sie dienten dazu, den Patienten zu beeindrucken und damit bewusst oder unbewusst voll auf die Zeremonie und den Heiler einzustellen. Dies sei, Marvin Harris zufolge, eine unabdingbare Voraussetzung für den Erfolg der Behandlung.
Die Menschen trauten ihnen in manchen Kulturen enorme Fähigkeiten zu: So glaubten etwa arktische Völker, dass der Schamane die Seelen seltener Tiere aus der Geisterwelt zurückholen könne, um sie dann über das Land zu verstreuen. Südamerikanische Indianer schrieben ihnen Einfluss auf die Jagdbeute zu: Der Schamane banne das Wild, um es leichter erbeuten zu können. In vielen Regionen glaubte man an Wetterzauber, etwa in Afrika oder in den Trockengebieten Nordamerikas.
Nach Ervin László verfügten viele Schamanen über telepathische Fähigkeiten, die es ihnen ermöglichen sollten, weit entfernte Ereignisse zu „sehen“. Der Lakota-Schamane Black Elk (1863–1950) berichtete von einer „Geistreise“, während er in Paris weilte, bei der er Entwicklungen seines Volkes sah, die ihn veranlassten, umgehend zurückzukehren. Der Ethnologe Adolphus Peter Elkin hielt Telepathie bei sogenannten „Naturvölkern“ aufgrund seiner Forschungen unter Aborigines für möglicherweise alltäglich.
Visionäre Erlebnisse, die als Kontakt mit der Geisterwelt des transzendenten Jenseits erlebt werden, definieren in vielen Kulturen den spirituellen Spezialisten. Aufgrund dieser mentalen Fähigkeiten werden Schamanen bisweilen als „Pioniere der Bewusstseinsforschung“ bezeichnet.
Die Kulturanthropologin Felicitas Goodman erkannte in einer kulturvergleichenden Studie, dass weltweit in allen Kulturen sogenannte „rituelle Körperhaltungen“ in Verbindung mit rhythmischen Geräuschen angewendet werden, um eine „Seelenreise“ anzutreten.

#### Schamanische Seelenreisen

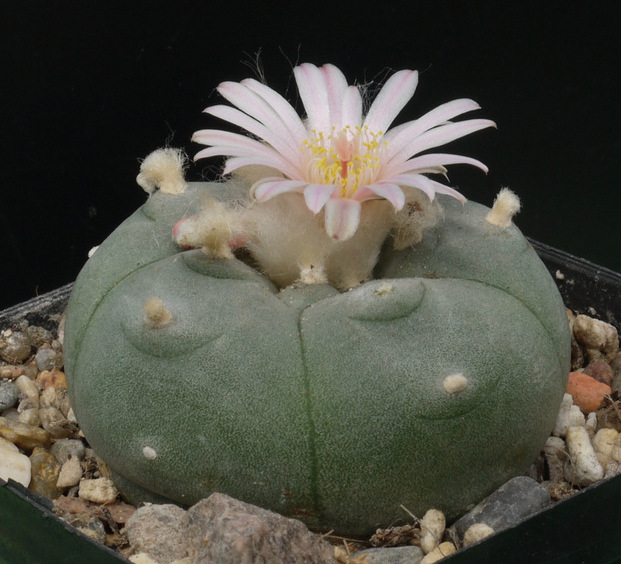
Peyote-Kaktus: spirituelle Droge in Mexiko und in den USA

Der Kontakt mit der Geisterwelt wird bei vielen Völkern als Seelen- oder Jenseitsreise beschrieben, als magischer Flug in eine andere raum- und zeitlose Welt, in der Mensch und Kosmos eine Einheit bilden, sodass man Antworten und Erkenntnisse findet, die durch normale Wahrnehmung unerreichbar sind. Auch wenn die Orte dieser Reise und die Geister möglicherweise nur eingebildet sind, wird das Erleben dieser inneren Dimension vom Schamanen als ausgesprochen real und höchst bewusst wahrgenommen. Überdies tun sie auf diese Weise Dinge, die wie Wunder erscheinen und die die Wissenschaft immer wieder verblüffen.
In der Vorstellung traditioneller Menschen entsprach das Erleben einer Jenseitsreise dem gewöhnlichen Träumen, allerdings bewusst herbeigeführt und kontrolliert. Diese Vorstellung deckt sich weitgehend mit modernen Erklärungen solcher Phänomene:
Neuropsychologisch gesehen handelt es sich um verschiedene Formen erweiterter Bewusstseinszustände: um Klarträume (z. B. bei Amazonas-Stämmen); visionäre Rauschzustände durch entheogen-halluzinogene Drogen wie Tabak in Nordamerika, Peyote in Mexiko oder Ayahuasca im Andenraum, die spirituelle Erfahrungen hervorrufen (sogenannte Entheogene); oder um Trance und/oder Ekstase wie bei sibirischen, zentralasiatischen und weiteren asiatischen Völkern.
Die sogenannte „ekstatische Trance“ gehört in sehr vielen Kulturen zum schamanischen Repertoire, ist jedoch „keine universell verbreitete Erscheinung“, wie es viele Schamanismus-Konzepte suggerieren. Dabei entsteht eine tiefe Entspannung wie im Tiefschlaf, höchste Konzentration wie bei wachem Bewusstsein und ein besonders eindrucksvolles bildhaftes Erleben wie im Traum. Der Schamane nimmt diesen außergewöhnlichen mentalen Zustand als reales Geschehen wahr, das scheinbar außerhalb seines Geistes stattfindet. Manchmal sieht er sich selbst von außen (Außerkörperliche Erfahrung), ähnlich wie es bei Nahtoderfahrungen beschrieben wird.
Nach heutigem Wissensstand besitzt der Mensch in diesem Zustand einen direkten Zugang zum Unbewussten: Die halluzinierten Geistwesen entstammen den instinktiven Urbildern der menschlichen Psyche; die Fähigkeit, intuitiv Zusammenhänge zu erfassen, ist voll entwickelt und äußert sich häufig in Visionen, die dann kulturell interpretiert werden.
Um solche Zustände zu erreichen, werden je nach kultureller Zugehörigkeit bestimmte Formeln, rituelle Handlungen und mentale Techniken eingesetzt, etwa das Verbrennen von Räucherwerk, rhythmisches Trommeln auf Zeremonialtrommeln, Trancetanz, Gesang, Askese, Isolation, Einnahme psychedelischer Drogen, Fasten, Schwitzen, Atemtechniken, Meditation, Schmerzerfahrungen oder Visionssuche. Besonders wichtig ist dabei das Einnehmen bestimmter „ritueller Körperhaltungen“, wie die Studien von Felicitas Goodman belegen.
Während der Séance bleiben Schamanen in vielen Regionen in der Lage, mit den Anwesenden zu kommunizieren, Fragen zu stellen und Anweisungen zu geben. In Afrika hingegen geraten Geisterbeschwörer häufig in einen Zustand der Besessenheit, in dem sie vollständig von einem fremden Willen bestimmt werden.
Das gezielte Training solcher Trancezustände wirkt sich ausgesprochen positiv auf die Schamanen selbst aus: Tatkraft, Selbstvertrauen, sämtliche kognitiven Fähigkeiten (insbesondere Konzentration und Wahrnehmung), Körperbewusstsein und Ganzheitserleben nehmen zu, sodass authentische und charismatische Persönlichkeiten heranreifen.

#### Heilkunst

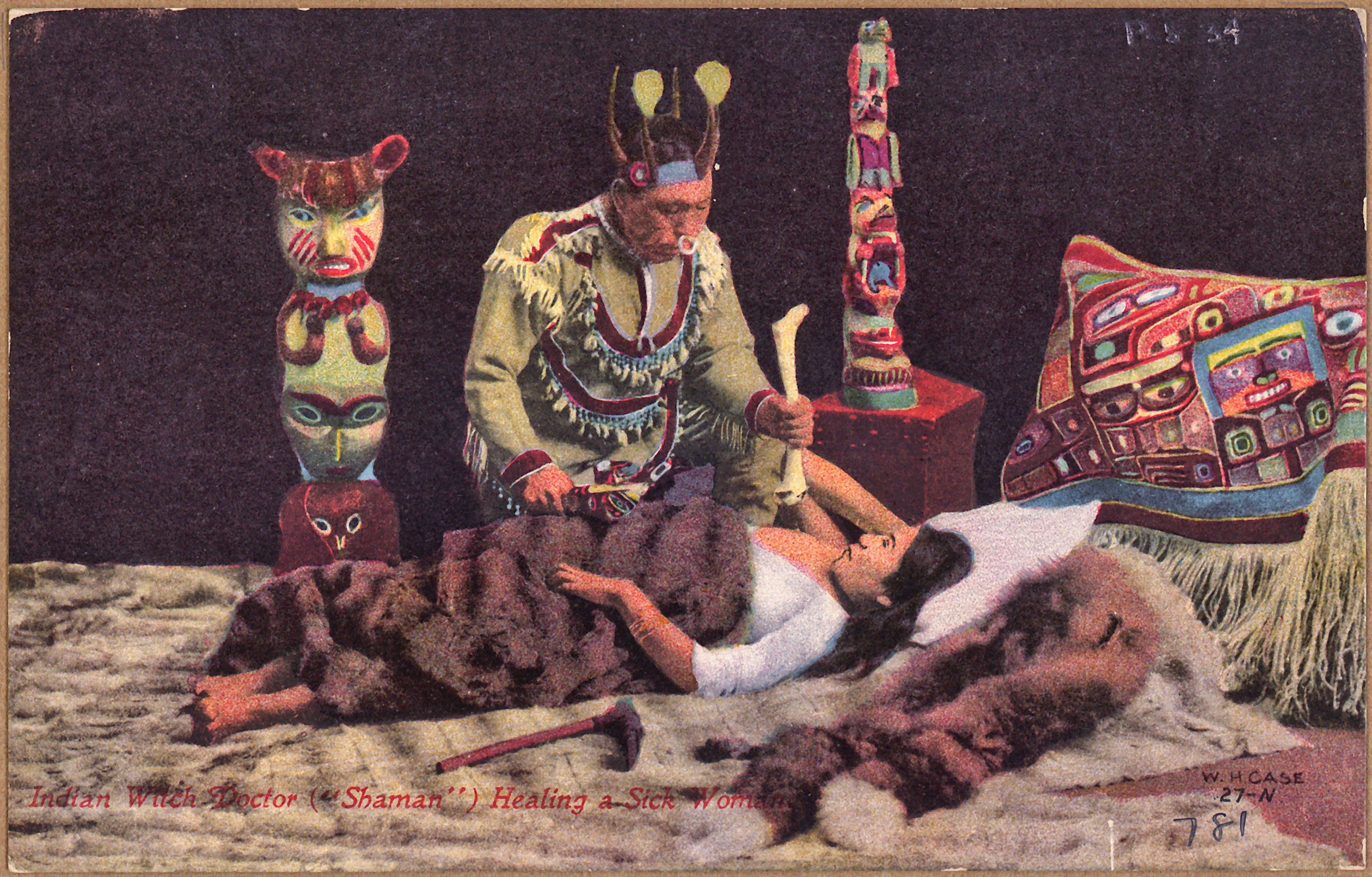
Schamane aus Alaska bei einer Heilungszeremonie

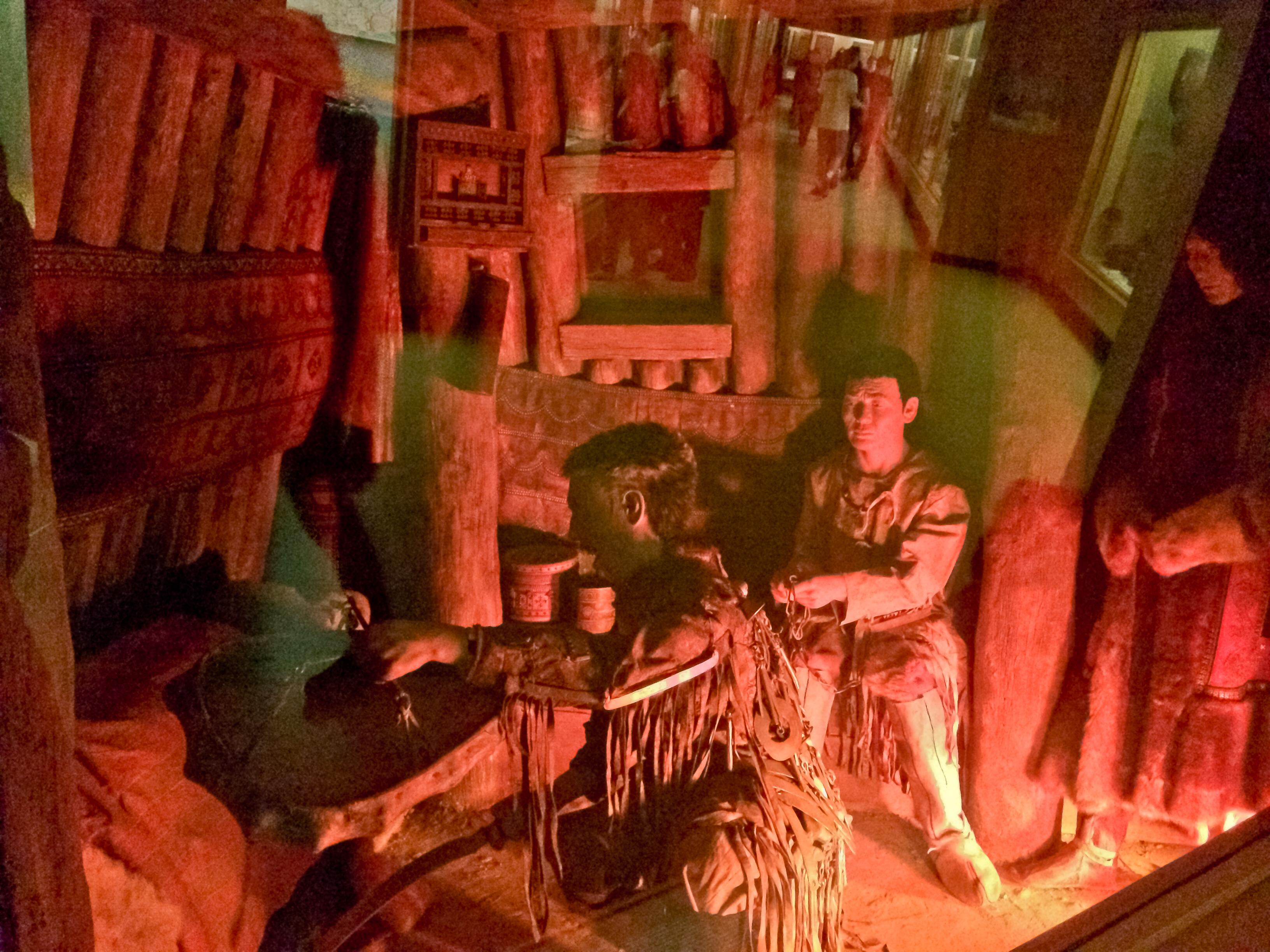
Darstellung einer jakutischen Heilungszeremonie (Diorama im American Museum of Natural History)

Eine weitere zentrale Funktion der meisten Schamanen war die des höchstrangigen Heilers. Es gab natürlich verursachte kleinere Beschwerden, die keine Geisterbeschwörung erforderten. Schwere, langwierige oder geistige Krankheiten beruhten jedoch je nach Kultur vorgeblich auf Schadenszauberei, Seelenraub, Besessenheit durch Geister, aber auch auf Tabuverletzung oder Vernachlässigung der Ahnen.
Im Gegensatz zur modernen Medizin handelte es sich bei der spirituellen Heilkunst um eine komplexe, interaktive und vor allem ganzheitliche Heilkunst, die weit über die rein medizinische Behandlung hinausging: Es war ein Dienst am existenziellen „Heil“ des Mitmenschen – eine umfassende Fürsorge bis hin zu sozialen Aspekten bezüglich der Auswirkungen auf die Angehörigen, ja auf die gesamte Gemeinschaft.
Jede Kultur hatte ihre besonderen Heilungsrituale. Zumeist wurde Kräuterheilung mit der Hilfe durch Geister kombiniert, beziehungsweise durch die „Geister der Kräuter“ – die ebenfalls als beseelt galten – direkt bewirkt. Häufig wurden krankmachende „Fremdstoffe“ (angeblich) mit dem Mund ausgesaugt und dann ausgespuckt, manchmal mit Röhrchen (ohne dabei die Haut zu verletzen), oder sie wurden mit einer schnellen Bewegung der Hände entfernt. In Amerika wurde die Stelle vorher mit Speichel oder Rauch massiert. War die Ursache offenbar ein „böser Geist“, fand eine Art Exorzismus mit viel Lärm und zeremoniellen Bewegungen statt. Galt die „Freiseele“ des Menschen als verirrt, ging der Schamane in der Geisterwelt auf die Suche, um die Seele zurückzuholen und sie anschließend wieder einzublasen. Solche Krankheiten würden wir heute als Posttraumatisches Belastungssyndrom, Dissoziation oder Psychose bezeichnen.
Wie Mediziner immer wieder feststellen, können Schamanen bei solchen seelischen Krankheiten, aber auch bei körperlichen Leiden wie Rheuma und Migräne beachtliche Erfolge aufweisen. Als Erklärung wird dazu meist der Placeboeffekt herangezogen, dessen Wirkung Möglichkeiten der Heilung bietet.
In einigen Stammesgesellschaften sind die Rollen des Schamanen und des Medizinmannes getrennt – so etwa bei den nordamerikanischen Prärieindianern. Während der Schamane Geister anruft, verlässt sich der Medizinmann eher auf Kenntnisse und Erfahrungen mit Heilmitteln und auch chirurgischen Eingriffen, wobei die Krankenheilung durch Schutzgeister begünstigt wird.

### Schamanenpraxis

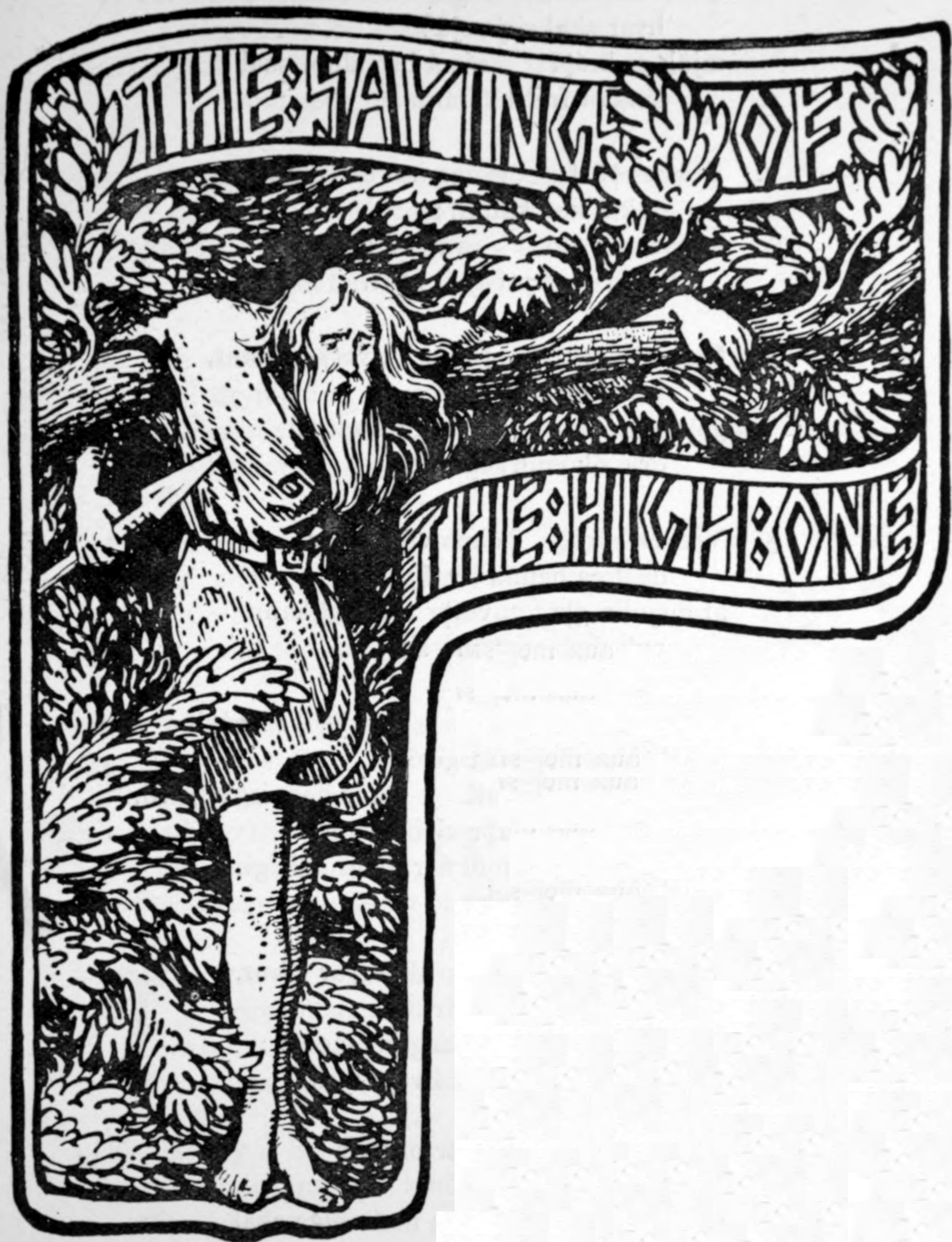
Odin, der Hauptgott der germanischen Mythologie mit laut Edda schamanischen Zügen, opfert sich freiwillig und hängt im Weltenbaum Yggdrasil. Vergleichbar ist das Ersteigen von Bäumen durch sibirische Schamanen während der Initiation sowie das symbolische Ausbrüten des Schamanen als Ei der Vogelmutter im Geäst des Weltenbaums.

Geisterbeschwörungen waren früher stets „wichtige Gemeinschafterlebnisse im Dienste der Gruppensolidarität“, denn die Anwesenden beteiligten sich aktiv, indem sie beispielsweise Worte, Beschwörungen und Lieder des Schamanen wiederholten. Während seiner Kämpfe im Jenseits feuerten sie ihn an – und genossen dabei auch die ihnen bewusste Theatralik seiner magischen Darbietungen. Einige klassische Schamanen verwendeten zudem eine für Laien unverständliche Sprache, um die magische Wirkung der Zeremonie weiter zu verstärken.
Die Beauftragung eines spirituellen Spezialisten ist in den jeweiligen Kulturen mit bestimmten Regeln und Ritualen verbunden. So dürfen beispielsweise die Utensilien sibirischer Schamanen nicht berührt werden. Für Krankenheilungen und Wahrsagungen erhalten viele ein Entgelt – traditionell in Form von Dienstleistungen oder Naturalien. Der Lohn fällt meist eher gering aus und wurde etwa bei den Völkern Mittelasiens als „von den Geistern bestimmt“ betrachtet. In Südamerika hingegen wurden einige Schamanen hoch entlohnt, während sie in Sibirien häufig ganz auf ein Entgelt verzichteten und dadurch verarmten.
Auch Ort und Zeitpunkt einer Schamanensitzung unterscheiden sich je nach Kultur, weisen jedoch oft kosmologisch begründete Besonderheiten auf. In sibirischen Schamanenzelten oder -räumen steht beispielsweise ein Baum, der den Weltenbaum repräsentiert. In Südostasien finden Séancen in eigens abgetrennten Weihebereichen der Schamanenwohnung oder in kleinen Tempeln statt. Manche Kulturen bevorzugen nächtliche Sitzungen, da die Nacht als „Zeit der Geister“ gilt. Idolfiguren – etwa Darstellungen von Ahnen oder Tiergeistern als „Wächterfiguren“ wie in den afrikanischen Religionen – übernehmen dabei mitunter wichtige kultische Funktionen.

### Trachten und Requisiten

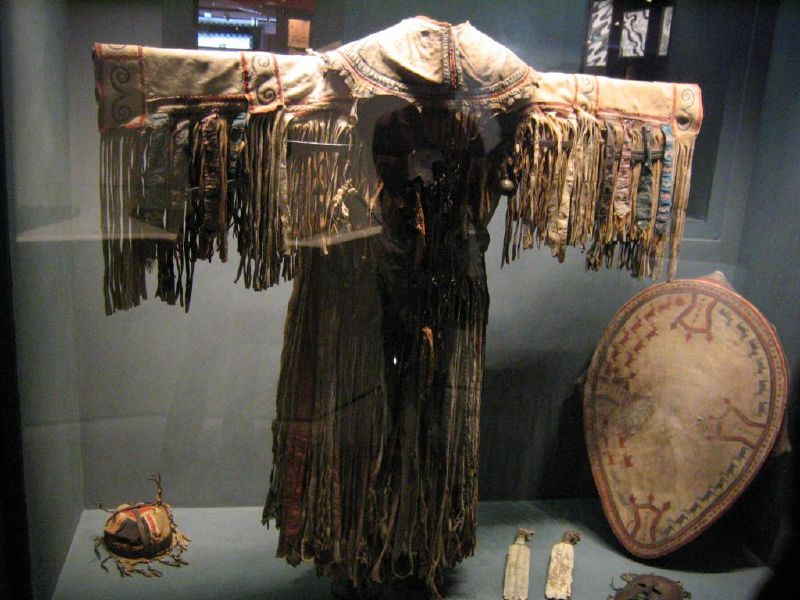
Ewenkische Schamanentracht mit Requisiten (Ostsibirien)

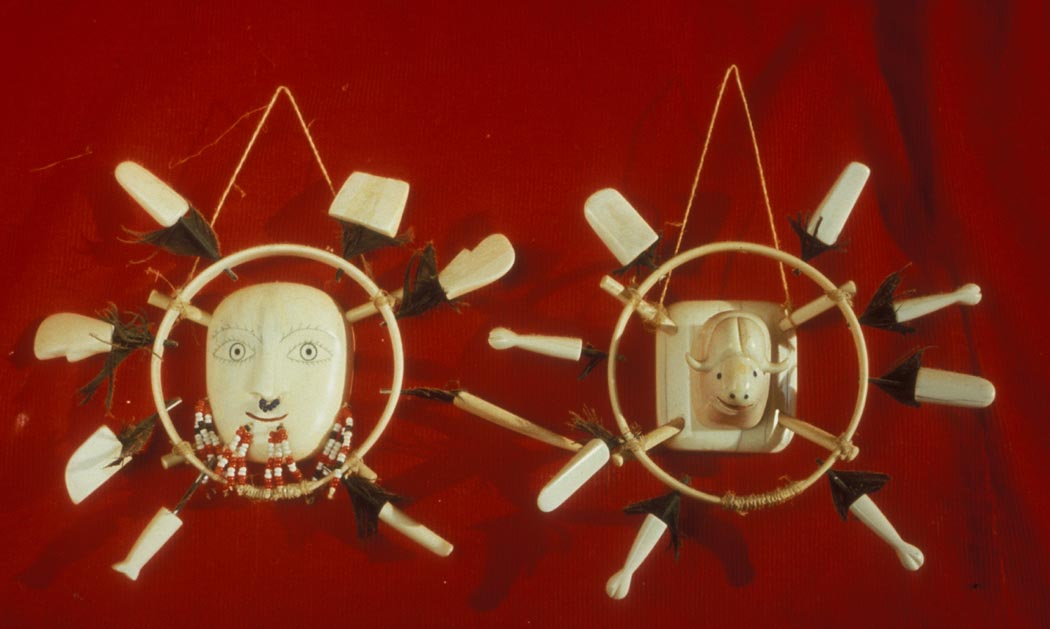
Elfenbein-Masken der Yup'ik-Schamanen (Alaska)

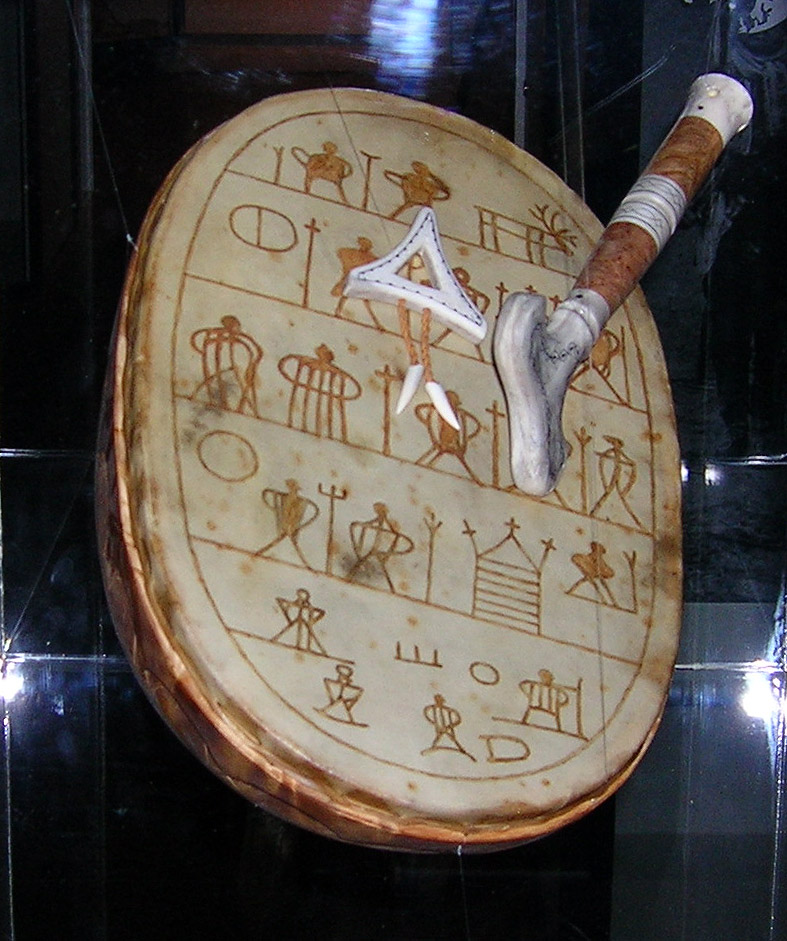
Schamanentrommel der alten Religion der Samen mit Orakelring und Schlägel (Lappland)

Bei Schamanensitzungen spielen bestimmte Artefakte, die mit der Jenseitsreise in Verbindung stehen, eine wichtige Rolle. Diese Gegenstände spiegeln die jeweiligen kosmologischen Vorstellungen wider und unterscheiden sich je nach Volk deutlich in Form und Bedeutung.
Die Schamanen Nord- und Innerasiens sowie die Inuit in Kanada tragen zum Teil auch heute noch spezielle Tracht, die sie sichtbar von anderen Mitgliedern der Gemeinschaft abhebt. Diese Kleidung steht in engem Zusammenhang mit dem während des Rituals angerufenen Schutzgeist und muss bei einem Wechsel des Geistes ebenfalls getauscht werden. Zusammen mit einer meist anthropomorphen Maske erfüllt die Tracht eine metaphysische und identitätsstiftende Funktion – der Schamane verschmilzt gewissermaßen mit dem Geist zu einem „Doppelwesen“. In den synkretistischen Hochreligionen Asiens kommen solche Masken häufiger vor, dort oft mit tierischen (zoomorphen) Merkmalen.
In Sibirien gibt es zwei grundlegende Trachtformen: den Vogeltypus und den Hirschtypus, je nach bevorzugtem Tiergeist. Beide Varianten wurden parallel genutzt – abhängig davon, ob der Schamane in seiner rituellen Reise die „Luft“ oder den „Boden“ durchqueren sollte. Zu einer solchen Tracht gehörten unter anderem Gürtel, Glöckchen, eine durchbohrte Metallscheibe für den Abstieg in die Unterwelt sowie weitere Metallscheiben an Brust und Rücken. Zusätzlich trug man längliche Eisenplättchen zum Schutz und zur „Stählung“ des Körpers. Die historischen Noajden der Samen trugen ihre Kleidung nach innen gewendet.
Die Anfertigung solcher Trachten unterlag strengen rituellen Vorgaben – etwa zu bestimmten Jahreszeiten oder durch bestimmte Personen. Sie wurde meist aus dem Fell oder Federkleid eines im Traum erschienenen Tieres hergestellt, das durch besondere Merkmale (z. B. ein weißer Fleck auf der Stirn) identifiziert wurde. Die Suche nach diesem Tier und dessen Jagd konnten sich über Monate hinziehen. Nach der Fertigung musste die Kleidung rituell gereinigt und geweiht werden.
Mitunter wurde das Gesicht des Schamanen verkleidet oder geschwärzt, und Haare durften nicht geschnitten werden, um keine Vitalkraft zu verlieren. Bei einigen sibirischen und zentralasiatischen Ethnien waren Geweihkronen üblich. In anderen Regionen wurden Kopfbedeckungen getragen – in Amerika und Afrika meist in Form von Federhauben.
Auch eine Vielzahl von Requisiten ist fester Bestandteil der schamanischen Praxis. Sie besitzen wie die Tracht magische Funktion und variieren stark zwischen den Ethnien: Beispielsweise dienen Leitern südamerikanischer Schamanen dem symbolischen Aufstieg in die Oberwelt; Blätterbündel und Rasseln bei nordamerikanischen Stämmen machen angeblich die Stimmen der Hilfsgeister hörbar. Andere Hilfsmittel sind Federn, Steine oder Knochen in Säckchen sowie Medizinbeutel, Zweige, Besen, Peitschen, Messer, Dolche (gegen Geister), Schwerter, Schellen oder Spiegel. In Asien werden Zeremonialstäbe verwendet, die in Sibirien symbolisch den Weltenbaum darstellen.
Von besonderer Bedeutung ist die Schamanentrommel, die in Asien (außerhalb der Tropen), in Nordamerika und bei den Mapuche Südamerikas verbreitet ist. Ihre Gestaltung variiert regional stark, spiegelt oft kosmische Vorstellungen wider und spielt eine zentrale Rolle bei der Induktion von Trance.
Der Gebrauch entheogener Drogen ist besonders im südlichen Nordamerika, in Mittel- und Südamerika verbreitet: Dazu zählen insbesondere Tabak, Peyote, Andenkaktus („San Pedro“), Ayahuasca, Datura (Stechapfel), Himmelblaue Prunkwinde, Azteken-Salbei („Wahrsage-Salbei“) oder psilocybinhaltige Pilze. Im nordeurasischen Raum spielte vor allem der Fliegenpilz eine Rolle. Halluzinogene Substanzen wurden auch in Zentral- und Südostasien verwendet, in Afrika kam Iboga zum Einsatz, während Cannabis vor allem in Südasien verwendet wurde.

## Die „klassischen“ Schamanen Sibiriens und Zentralasiens

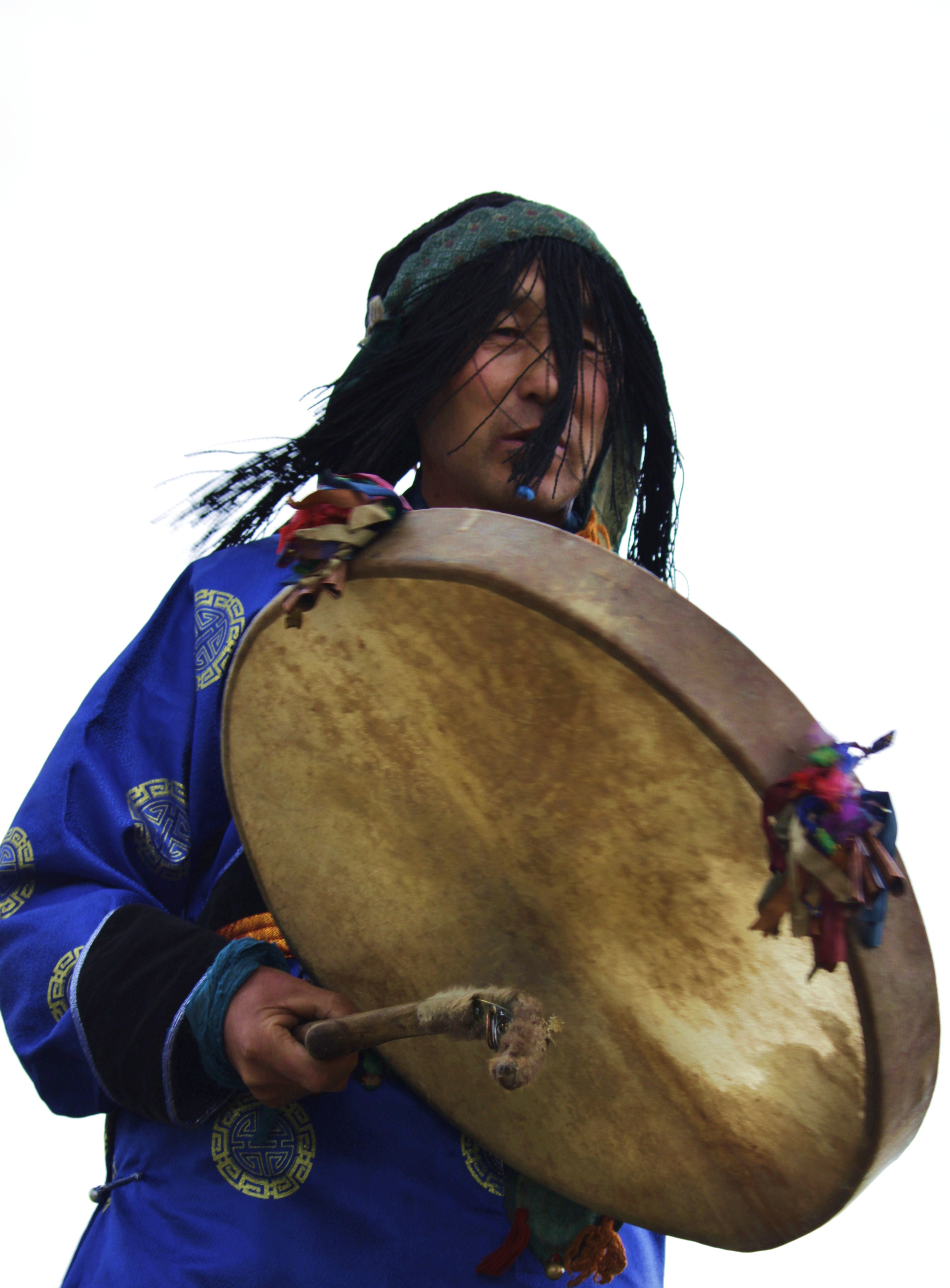
Burjatischer Schamane aus Südsibirien

Obgleich schon die Bezeichnung „Schamanismus“ sowie viele populärwissenschaftliche Abhandlungen beim Laien den Eindruck erwecken, es handle sich um eine einheitliche, historisch gewachsene Ideologie oder Religion, wird der Begriff „klassischer Schamanismus“ Sibiriens und Zentralasiens auch im 21. Jahrhundert noch von manchen Wissenschaftlern zur Bezeichnung der ursprünglichen Religion(en) dieser Kulturareale verwendet. Doch selbst in diesem engeren Rahmen war Schamanismus – trotz auffälliger Gemeinsamkeiten – keineswegs ein homogenes Phänomen!
Ein zentrales Element der klassisch-schamanischen Kosmologie war die Vorstellung eines mehrschichtigen Kosmos mit drei oder mehr Ebenen. Diese wurden von wohl- oder übelwollenden Geistern bewohnt und durch eine Weltachse miteinander verbunden. Die Seele galt dabei als vom Körper unabhängige Entität, die mit Hilfe von Tiergeistern – siehe Totemismus – entlang dieser Achse in die Geisterwelt reisen konnte.
Die rituelle Ekstase war das zentrale Merkmal des klassischen Schamanismus. Dabei entsteht die als real empfundene Einbildung eines seelischen Fluges (der sogenannte Schamanenflug, s. o.). Im Unterschied zum gewöhnlichen Traumzustand wurden diese „Reisen“ und die Begegnung mit „Geistern“ vom Schamanen gezielt herbeigeführt und kontrolliert. Auch Reisen zu besonders mächtigen Wesen innerhalb der schamanischen Kosmologie – etwa zu Göttern (bei Hirtennomaden oder Feldbauern) oder zu einer mythischen „Herrin der Tiere“ (bei Wildbeutern) – wurden dem Schamanen zugetraut.
Die gesellschaftliche Rolle des klassischen Schamanen unterschied sich deutlich von der eines Priesters. Nach den Worten von K. Ju. Solov'eva trug er eine „hohe Verantwortung für seine Gruppe. Er galt in seiner Gemeinschaft (Sippe, Stamm) als Vermittler zwischen Diesseits und Jenseits. Er konnte die Signale der Natur deuten, als deren Teil sich die Menschen verstanden. Da Krankheiten oder ausbleibendes Jagdwild als Folge menschlichen Fehlverhaltens gedeutet wurden, war es Aufgabe des Schamanen, deren Ursache zu erkennen, für Ausgleich zu sorgen und die unkontrollierbaren Naturkräfte durch geeignetes Verhalten zu beeinflussen. Im schamanischen Séance-Ritual [Sibiriens] – der „Kamlanie“ – reiste der Schamane als Verkörperung seiner Gruppe in andere Welten und setzte sich dort für deren Schicksal ein. Unterstützt von Hilfsgeistern suchte er dort Rat, um die richtigen Entscheidungen für den Einzelnen wie für die Gruppe zu treffen.“
Über das Alter und die Entstehung des klassischen Schamanismus gibt es zahlreiche Spekulationen. Einzelne Forscher versuchen, seine Ursprünge anhand weniger Abbildungen und Artefakte bis ins Jungpaläolithikum zurückzuverfolgen – eine These, die als gewagt gilt. Einige Elemente weisen auf eine Herkunft aus dem Kontext von Wildbeuter-Gesellschaften hin, andere wiederum auf agrarische Kulturen. Zudem lassen sich Einflüsse aus asiatischen Hochreligionen, insbesondere dem Buddhismus, nachweisen.

### Von der Berufung bis zur Verwandlung zum Schamanen

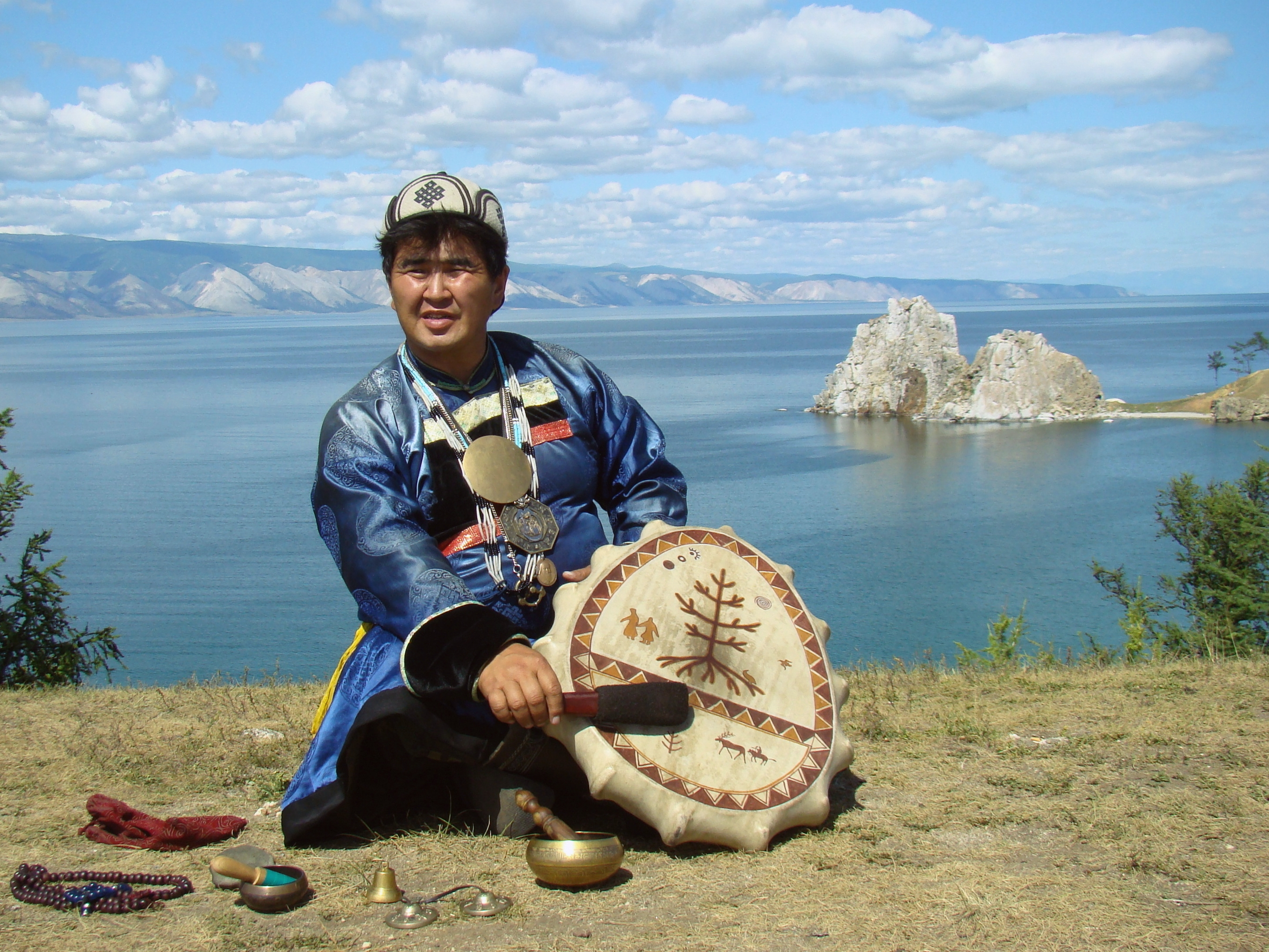
Sibirischer Schamane am Baikalsee.

Der gesamte Prozess der „Schamanenwerdung“ verlief bei allen Völkern Sibiriens in mehreren Stufen. Diese zogen sich über längere Zeiträume hin und konnten mitunter lebensgefährliche Erfahrungen beinhalten.
Zeigten Jugendliche ein auffälliges Verhalten – etwa freiwillige Isolation, Reizbarkeit, ungewöhnliche Wildheit, epilepsieartige Anfälle, Ohnmachtszustände, längere Abwesenheit in der Wildnis oder Depressionen – und hatten zudem einen Schamanen unter ihren Vorfahren, galt dies in vielen Kulturen als Zeichen einer „Berufung durch die Geister“. Diese geschah nicht selten gegen den Willen der Betroffenen. Die spezifischen kulturellen Erwartungen der Gemeinschaft und ihr tief verwurzelter Glaube an überlieferte Mythen erzeugten bei den Betroffenen meist das Empfinden, sich in einem unausweichlichen, schicksalhaften Prozess zu befinden.
Die Betroffenen durchliefen zunächst eine Phase der persönlichen Krise, die oft in einem prägenden Erlebnis – etwa einem Traum, einer Vision oder einem Naturereignis wie einem Blitzschlag – gipfelte. Auch sozialer Druck konnte dabei eine Rolle spielen. Ein derart stark suggestiv erlebtes Ereignis wurde häufig als Wendepunkt empfunden. Kam es in dessen Folge zur plötzlichen „Heilung“ der auffälligen Symptome (siehe Placeboantwort), erschien dies als Bestätigung der überlieferten „Berufung“. Das Gefühl, einem vorherbestimmten Weg zu folgen, war dadurch tief verankert.
Einige Autoren – etwa Georges Devereux – interpretieren den Schamanismus als kulturelle Möglichkeit zur sozialen Integration psychisch auffälliger oder erkrankter Personen. In den betreffenden Kulturen jedoch galt die Überwindung solcher „Abnormitäten“ als Voraussetzung für die spätere Rolle des Schamanen: Die erfolgreiche Selbstheilung wurde gewissermaßen zur Initiation, sodass solche Zustände nicht zum eigentlichen Wesen eines ausgebildeten Schamanen gerechnet wurden.

### Ausbildung

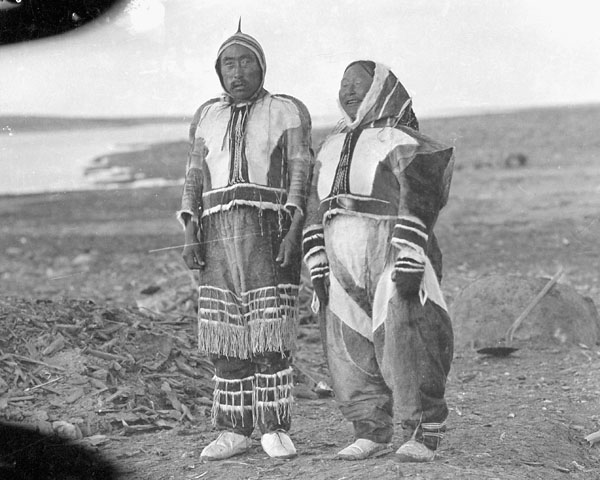
Der Copper-Inuit Ikpukhuak und seine schamanische Frau Higalik

Zur Schamanenausbildung gehörten Phasen der Absonderung von der Gemeinschaft, in denen der Adept die Seelenreisen einübte und dabei lernte, deren Verlauf gezielt zu beeinflussen und zu kontrollieren. Diese Lernprozesse wurden von den Betroffenen als „Unterweisung durch Hilfsgeister“ erlebt, die häufig in Tiergestalt erschienen.
In einigen sibirischen Kulturen ging der Ausbildung durch einen menschlichen Lehrer eine besondere, meist dreitägige „Schamaneninitiation“ durch Geistmächte voraus. Die Lehrlinge beschrieben dieses Erlebnis als völlige Aufhebung ihrer bisherigen Identität: Sie wurden – nach eigener Vorstellung – von den Geistern in die Unterwelt entführt, dort zerstückelt, verspeist, neu zusammengesetzt und anschließend unterwiesen (vgl. Dema-Gottheit).
Die eigentliche Ausbildung und Initiation erfolgte unter Anleitung eines erfahrenen Schamanen, der seinem Schüler die Techniken vermittelte, um sich sicher in der Geisterwelt bewegen zu können. Ein zentrales Ziel war darüber hinaus die Aneignung des überlieferten Wissens: Der Lehrer unterwies den Lehrling in medizinischer Praxis, Ritualformeln, Gebeten, Liedern und Tänzen. Je nach Region dauerte die Ausbildung zwischen drei und fünf Jahren; bei den Grönland-Inuit konnte sie bis zu zwölf Jahre in Anspruch nehmen.
Am Ende der Ausbildung stand ein öffentliches Weiheritual, bei dem der angehende Schamane seine spirituellen Fähigkeiten demonstrieren musste. Dieses Ritual hatte vor allem die Funktion, ihn fest in die soziale Ordnung seiner Gemeinschaft einzubinden – verbunden mit hohen charakterlichen Erwartungen an seine künftige Rolle. Bei den zentralasiatischen Völkern im Einflussbereich der Hochreligionen war das Weihe-Ritual besonders komplex und ähnelte in seiner Struktur einer Priesterweihe.
Häufig erfolgte im Anschluss eine förmliche Anerkennung durch die Ältesten der Gemeinschaft. Parallel dazu wurden Opfergaben an die Hilfsgeister des neu initiierten Schamanen dargebracht.

## Traditionelle Geisterbeschwörer im Wandel der Zeit
Siehe auch: Weltkarte „Schamanismus nach der Definition von Klaus E. Müller“.
|  | Ethnien mit komplett erhaltenen sozialen Funktionen ihrer religiös-spirituellen Spezialisten |
|  | Ethnien mit traditionellen Religionen, jedoch ohne Kenntnisse über Schamanen o. ä. Geisterbeschwörer |
|  | Lokale Gemeinschaften mit weitgehend intakten traditionellen Strukturen, in denen Geisterbeschwörer noch einige ihrer ursprünglichen Funktionen ausüben.                                                                            |
|  | Traditionelle Gesellschaften Afrikas mit weitgehend intakten Strukturen, in denen Zauberer, Wahrsager, Medizinmänner usw. noch einige ihrer ursprünglichen Funktionen ausüben (Verbreitungsdichte je nach Schraffur/Flächenfüllung) |
|  | Traditionell in Staaten u./o. andere Religionen integrierte „Stadtschamanen“ Ost- und Südostasiens |

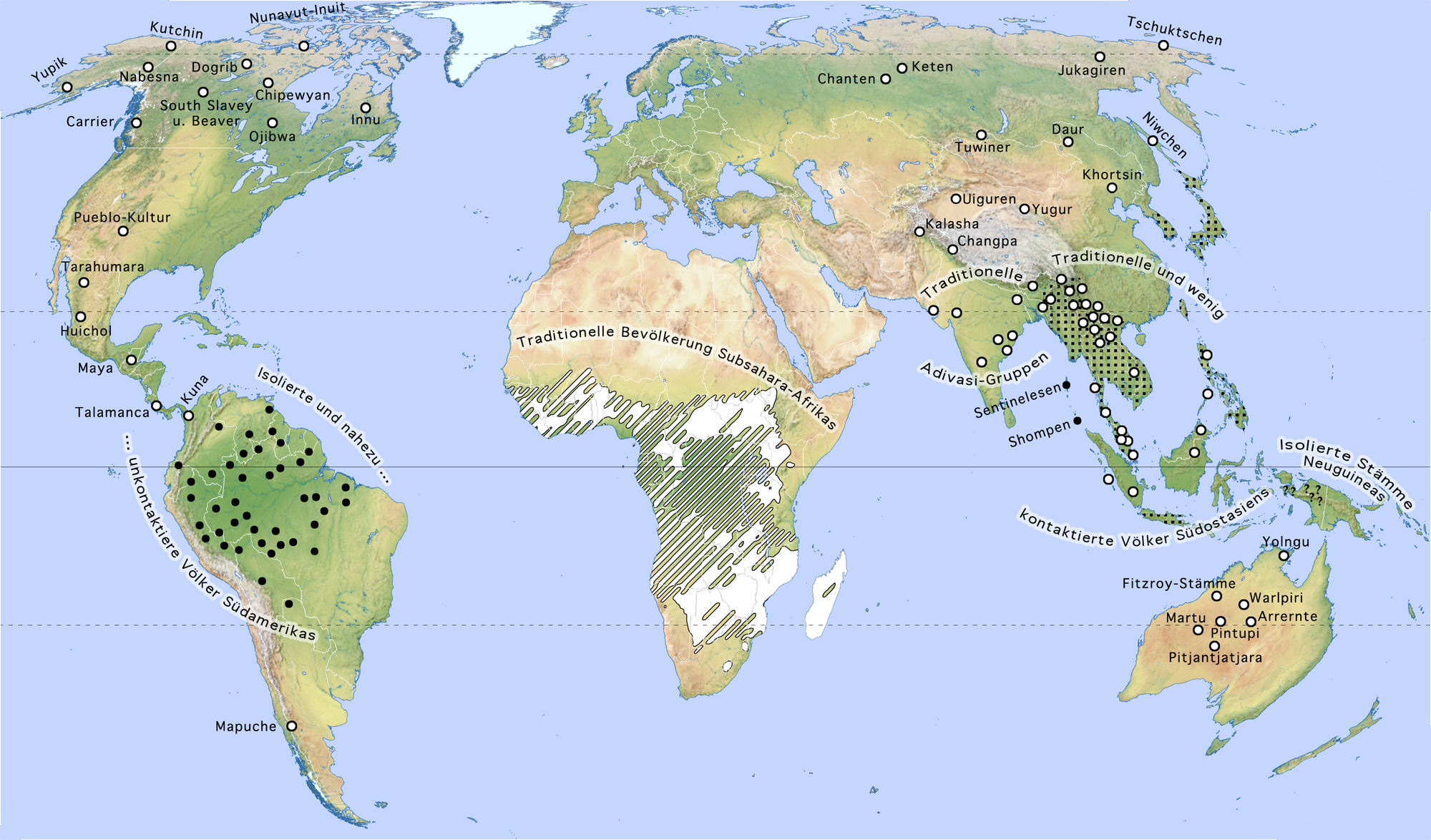

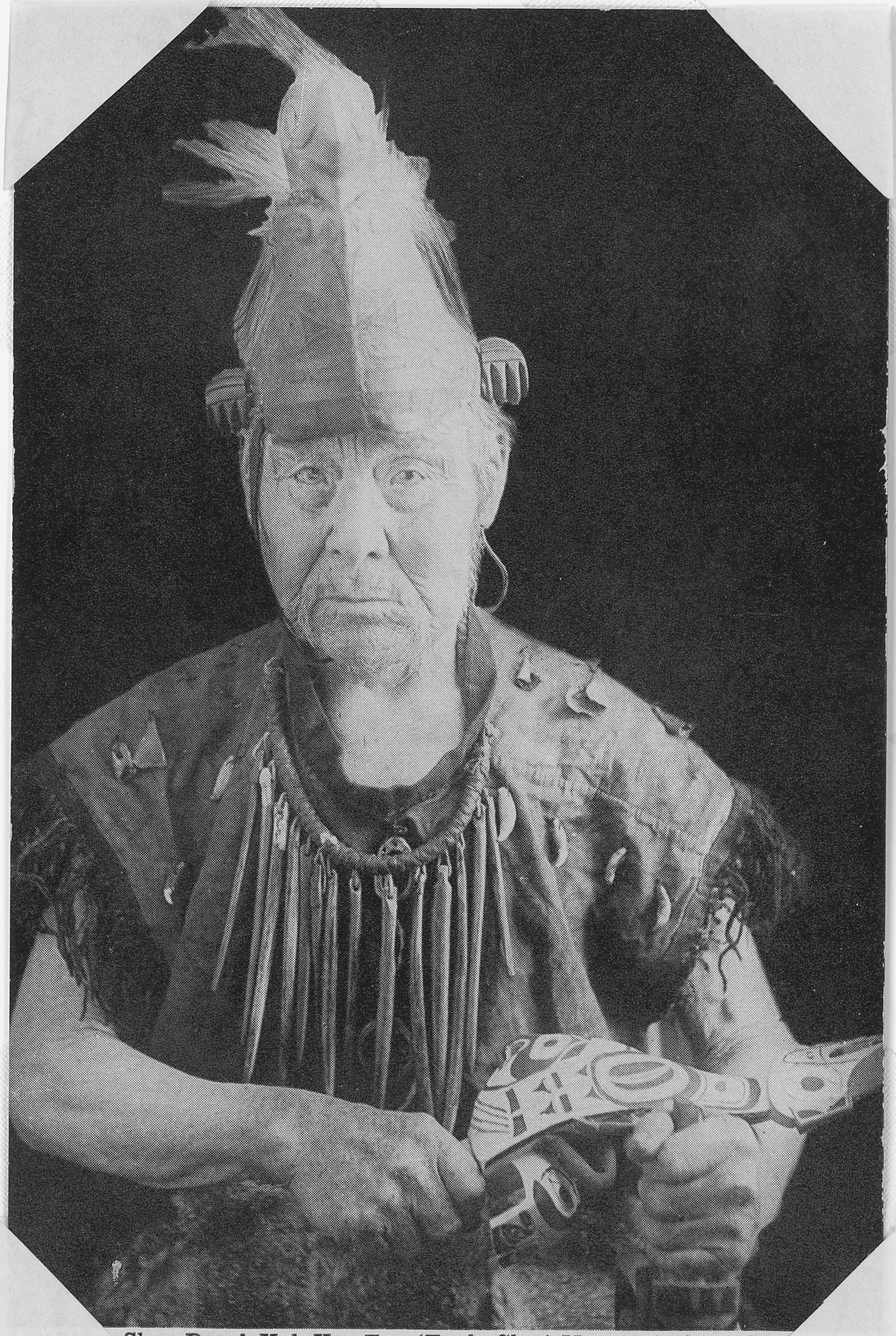
Schamane der Tlingit-Indianer – ixht' genannt. Heute gibt es keine Tlingit-Schamanen mehr. Übrig geblieben sind in der weitestgehend assimilierten Kultur nur schamanische Lieder im Brauchtum und Erzählungen über alte Zeiten.

Seit Beginn des Kolonialismus und der damit einhergehenden Christianisierung waren insbesondere Schamanen als Repräsentanten indigener Weltanschauungen vielfältigen Verfolgungen ausgesetzt. Im Stalinismus wurden sie laut Christoph Schmidt nicht nur wegen ihrer als rückständig geltenden Praktiken unterdrückt, sondern auch deshalb, weil sie als Selbständige der Oberschicht zugerechnet wurden. Erst gegen Ende des 20. Jahrhunderts kam es im Zuge der globalen New-Age-Bewegung – oft unter Berufung auf die Werke von Eliade und Harner – zu einer allmählichen Rehabilitierung des Schamanismus.
Ein tiefgreifender Kulturwandel, ausgelöst durch Unterdrückung, Missionierung, Umerziehung und die Orientierung an modernen Lebensweisen, hat jedoch die Rolle der Schamanen nachhaltig verändert. In vielen Weltregionen führte die langanhaltende Ächtung – auch durch christliche Kirchen, wie noch heute in Nunavut – dazu, dass schamanische Praktiken nur noch im Verborgenen ausgeübt und verschwiegen werden. Viel traditionelles Wissen ist dadurch fragmentiert oder bereits weitgehend verloren gegangen.
Da eine vollständige mündliche Überlieferung oft nicht mehr möglich ist, stützen sich viele Schamanen heute auf ethnographische Aufzeichnungen europäischer Forscher oder auf westliche Neoschamanen. Deren vermeintlich „uralte Weisheiten“ basieren jedoch häufig auf einer selektiven, kulturell aus dem Zusammenhang gerissenen Mischung aus unterschiedlichen Quellen, die mit esoterischen Vorstellungen vermengt sind.
Die neuheidnischen Strömungen des Neoschamanismus und Neopaganismus haben viele traditionelle Schamanen maßgeblich beeinflusst und verändert, sodass die Berufung auf alte Überlieferungen oft zweifelhaft erscheint. Dies betrifft nicht nur weitgehend assimilierte Völker Nordamerikas, Sibiriens oder Australiens, sondern sogar lokale Gemeinschaften, deren Überlieferungen bislang als relativ intakt galten – etwa bei den Anishinabe, Yupik oder Chanten.
Heute arbeiten die meisten indigenen Schamanen überwiegend als Heilkundige in Konkurrenz zu Ärzten und anderen Geistheilern oder als „Seelsorger“. Nur in wenigen abgelegenen Gemeinschaften, in denen eine weitgehend autarke Lebensweise erhalten geblieben ist, kommt dem Schamanen weiterhin eine zentrale Rolle innerhalb der Gemeinschaft zu.

### Eurasien

#### Osteuropa
Obwohl es – abgesehen von den Rentierhütern Nordwest-Russlands – in Europa seit Jahrhunderten keine Schamanen im klassischen Sinne mehr gibt, existieren in einigen osteuropäischen Ländern noch Personen, deren Wirken an frühere schamanische Praktiken erinnert.
In Bulgarien konsultieren selbst junge Menschen bei bestimmten Krankheiten gelegentlich eine Baba („Großmutter“ – in Anspielung auf die mythologische Baba Jaga), die – ähnlich den früheren Hexen Nord- und Westeuropas – als kräuterkundig gilt und der magische Fähigkeiten zugeschrieben werden. In den 1970er und 1980er Jahren erlangte Baba Wanga aufgrund ihrer angeblich hellseherischen Fähigkeiten landesweite Bekanntheit. Auch sie war heilkundig tätig.
Noch deutlicher zeigen sich Überreste schamanischer Traditionen in Ungarn, wo Menschen seit alters her Rat bei den Táltos suchen. Diese arbeiten überwiegend in Trance und bieten ihre Dienste als Seher, Chiropraktiker, Geistheiler, Kräutermediziner, Heilpraktiker oder Totenbeschwörer an. Das schamanische Erbe der uralischen Vorfahren (u. a. verwandt mit Samen und Nenzen) ist in dieser Tradition erkennbar.

#### Sibirien und Zentralasien

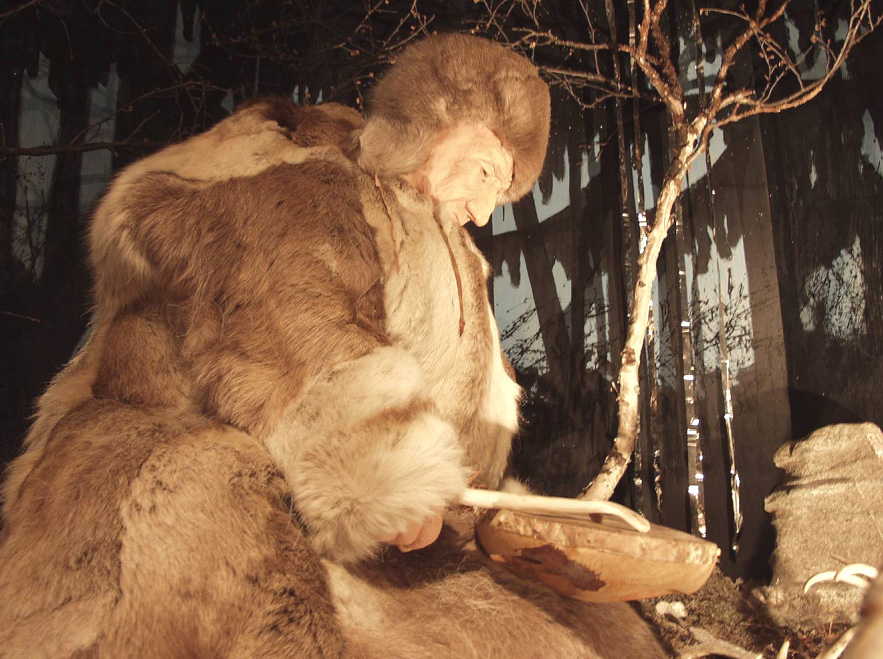
Museumsfigur eines lappländischen Schamanen; traditionelle Noajden gibt es dort seit dem 19. Jahrhundert nicht mehr.

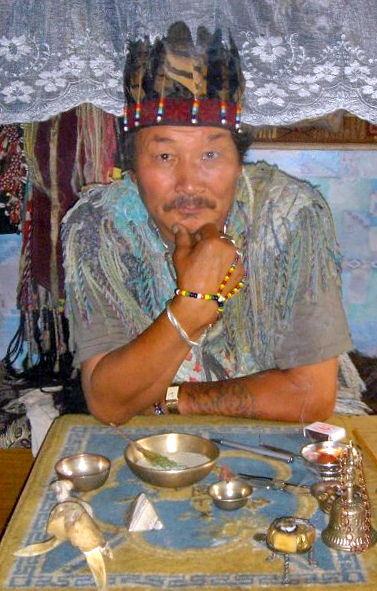
Tuwinischer Schamane aus der Stadt Kysyl: Zwischen Tradition und Neoschamanismus

Im 17. Jahrhundert kam es in Norwegen im Zuge der Hexenverfolgung und in Sibirien zu Verbrennungen von Schamanen. Später wurden sie in Skandinavien und Russland strafrechtlich verfolgt, ihre Requisiten zerstört. Dennoch schlugen vereinzelt auch russische Siedler die Schamanenlaufbahn ein. In der Sowjetunion galten Schamanen nach der Oktoberrevolution als Scharlatane oder Reaktionäre und wurden systematisch unterdrückt. Zwangskollektivierung, Masseneinwanderungen, Industrialisierung und Internatserziehung untergruben die kulturellen Grundlagen der indigenen Schamanen.
Manche Schamanen, etwa bei den Hezhen, verlagerten ihren Fokus auf die Krankenbehandlung. Andere agierten im Untergrund. Die ursprüngliche Schamanenkultur überdauerte nur bei wenigen kleinen Völkern in entlegenen Regionen – darunter Chanten, Keten, Tuwiner, Jukagiren, Tschuktschen und Niwchen. Die Chanten konnten ihre Traditionen tief in der Taiga besonders gut verstecken und bewahren und reagieren noch heute sehr vorsichtig auf Fragen nach ihren Schamanen und Ritualen.
Nach dem Ende der Sowjetunion kam es bei vielen Gruppen zu einer Revitalisierung schamanischer Praktiken. Selbst bei den Samen, deren Religion seit dem 19. Jahrhundert als erloschen gilt, beruft sich Ailo Gaup in Oslo auf die Figur des Noajden – wenngleich er auf fremde Überlieferungen zurückgreifen muss.
Auch in China verlief die Entwicklung ähnlich. In Teilen der Inneren Mongolei, in Xinjiang bei den Uiguren und bei den tibetischen Changpa haben sich synkretistische Formen des Schamanismus erhalten und werden heute staatlich toleriert. Vergleichbares gilt für das kleine hirtennomadisch lebende Volk der Yugur in der Provinz Gansu. In den ärmlichen Dörfern der nördlichen Mandschurei haben daurische- und in der südlichen Mandschurei Schamanen der Khortsin-Mongolen die Zeit der kommunistischen Herrschaft relativ gut überstanden und üben viele Funktionen bis heute aus.
Trotz dieser Entwicklungen kann man in Eurasien kaum von einer echten Renaissance sprechen: Die Zahl der aktiven Schamanen ist gering, ihr Wissen oft lückenhaft. Der kulturelle Wandel infolge der Globalisierung führt zu einer Transformation des Schamanismus, wie etwa in Südkorea, wo traditionelle Praktiken mit neuen Inhalten überlagert werden. Die „Stadtschamanen“ Koreas und Japans sind institutionell eingebunden und daher nicht direkt mit indigenen Formen vergleichbar.
Ob sich in Sibirien und Zentralasien eine echte Wiederbelebung vollzieht, ist ungewiss. Selbst der vergleichsweise gut erhaltene Tuwinische Schamanismus verändert sich stark durch Einflüsse des Neoschamanismus. Galsan Tschinag, Schriftsteller und Schamane, gilt als prominenter Vertreter dieser Entwicklung.
Viele Schamanen in Russland leben heute in Städten, haben weltliche oder akademische Abschlüsse, arbeiten in Schamanenzentren und werden als Identifikationsfiguren der postsozialistischen Nationalkultur inszeniert.
In den islamisch geprägten Staaten Zentralasiens finden sich zwar Derwische oder Geistheiler, deren Praktiken in Ekstase versetzen – sie gelten jedoch nicht als Schamanen im ethnologischen Sinne. Ihre Tätigkeiten lassen sich aber teilweise auf den klassischen Schamanismus der Hirtennomaden zurückführen, wie ihn Klaus E. Müller bis in die Neuzeit für die Steppenregionen von Kasachstan und Turkestan beschreibt. Eine Ausnahme bildet die kleine Ethnie der Kalasha im pakistanischen Hindukusch, die – trotz Zwangsislamisierung im 19. Jahrhundert und nach wie vor stattfindender Verfolgung durch gewaltbereite Islamisten – ihren polytheistischen Glauben und das Schamanentum (Dehar) bewahren konnte.

#### Die Stadtschamanen Koreas

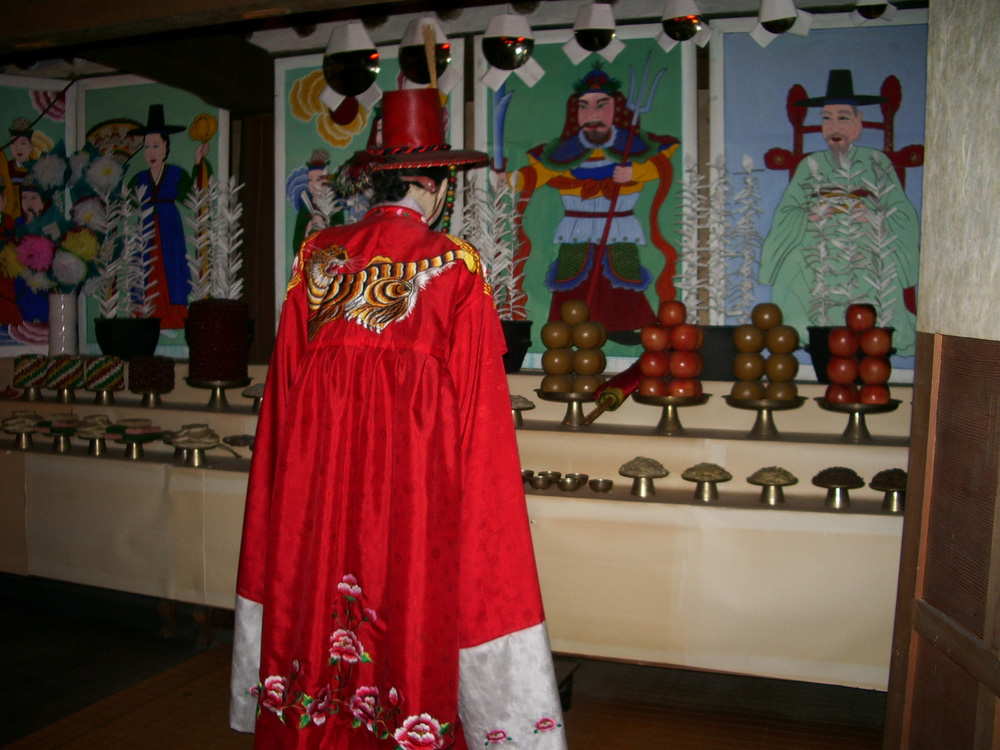
Darstellung einer koreanischen Schamanin (Mudang) im Freizeitpark Lotte World (Südkorea)

Der sibirische Schamanismus beeinflusste die Entstehung der Volksreligion in Korea, einem der alten Staaten Ostasiens.
Kennzeichnend ist der Glaube an einen allumfassenden, allgegenwärtigen Geist, mit dem heute noch in Südkorea „Mudang“ genannte Schamaninnen als Medium Kontakt aufnehmen können. „Baksoo Mudang“, männliche Schamanen, sind hingegen eher selten. Koreanische Schamanen werden der Unterklasse zugerechnet und oft bei finanziellen oder Heiratsfragen konsultiert. Das Schamanenamt wird entweder vererbt oder aufgrund besonderer Fähigkeiten erworben.
Im Zentrum des koreanischen Schamanismus steht der kut, eine oft mehrtägige Zeremonie unter Leitung der Schamanin, die jedoch ihre gesellschaftliche Bedeutung weitgehend eingebüßt hat und sich meist auf den familiären Bereich beschränkt. Die Zeremonie selbst ist ekstatisch geprägt. Archäologische Funde aus Königsgräbern belegen, dass die Herrscher in vorbuddhistischer Zeit vermutlich selbst das Schamanenamt ausübten. Später prägten dann Buddhismus und Konfuzianismus in Verbindung mit ekstatischen Elementen, der Zurücksetzung der Frau und einem strengen Zeremoniell die koreanische Glaubenswelt.

#### Japans Schinto-Schamanen

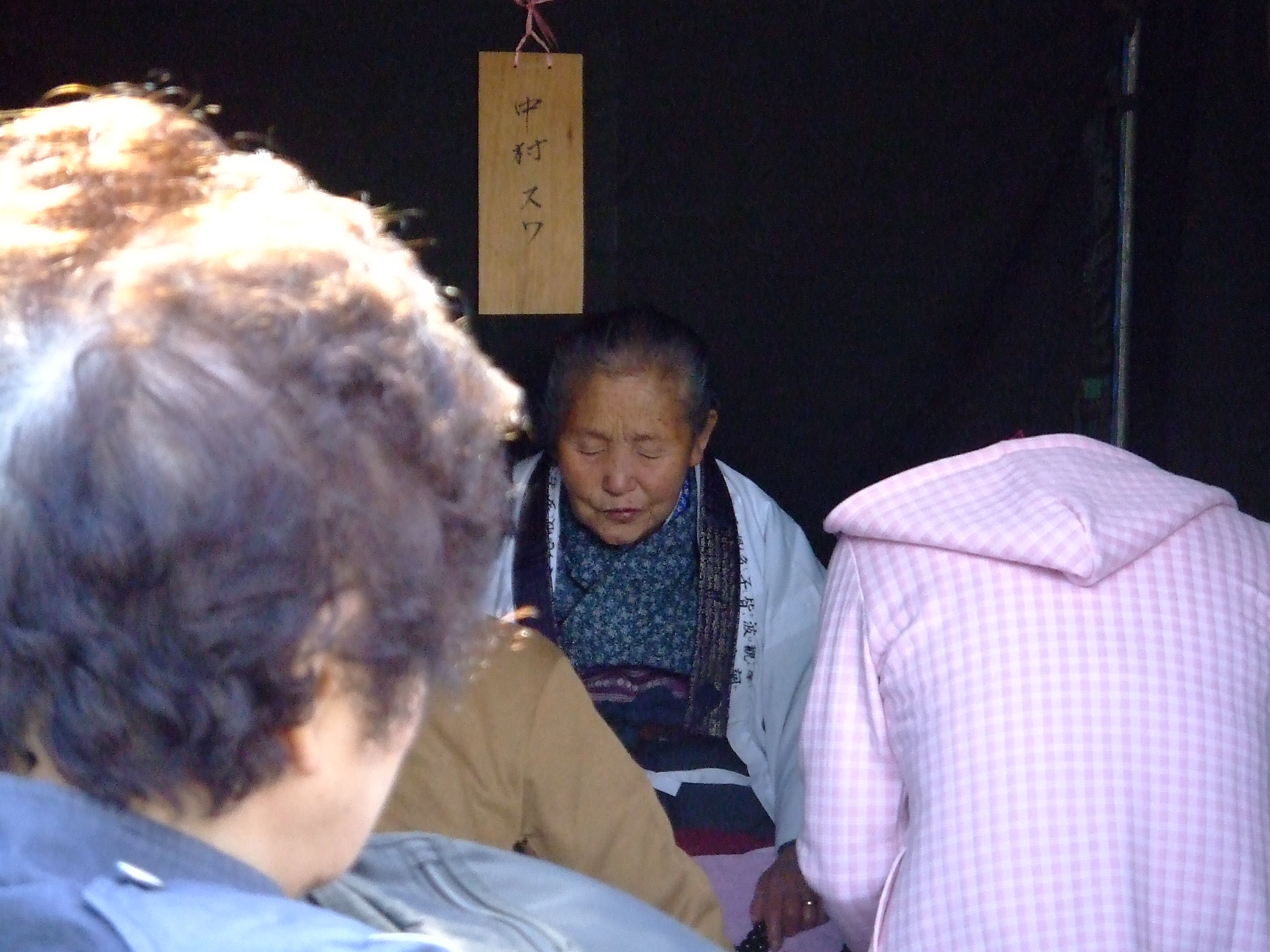
Eine japanische Itako-Schamanin bei der Arbeit. Die vorwiegend weiblichen Stadtschamanen Japans sind seit langem ein wichtiger kultureller Bestandteil des Schintoismus.

Auch zum Schintoismus Japans gehören nach wie vor Schamanen (Kamisama: Otoko miko oder Onoko kannaki für männliche, Onna miko, Kannaki oder Joshuku für weibliche; zudem existieren viele weitere Bezeichnungen). Sie werden kontaktiert, um Menschen von dem Einfluss böser Geister zu befreien.
Das Schamanentum Japans stellt eine Mischung aus sibirischen, koreanischen und südostasiatischen Elementen dar. Der älteste Hinweis darauf findet sich im Kojiki, einem um 700 entstandenen Werk am japanischen Kaiserhof. Mit der Einführung des Buddhismus wurde die weibliche Onna miko als Helferin des Shinto-Priesters institutionalisiert. Nur ihr Initiationsritual enthält noch schamanistische Elemente.
Lebendig hingegen sind die Traditionen der Itako in Nordjapan und der Yuta in Okinawa. Oft sind es blinde Frauen, die unabhängig und selbstbestimmt praktizieren. Japan ist zudem bekannt für seine zahlreichen Neu-Religionen, die seit dem 19. Jahrhundert in mehreren Wellen entstanden. Die sogenannten „Neo-Neu-Religionen“ (nach 1970) entstanden häufig aus einem Ressentiment gegen die Moderne und orientieren sich wieder stärker an alten magisch-religiösen Vorstellungen.
Viele ihrer zumeist weiblichen Religionsgründerinnen erfuhren ihre Initiation in Form einer Trance, in der sich ihnen ein Kami als persönliche Schutzgottheit offenbarte. Solche Offenbarungen beinhalteten oft Zukunftsvisionen sowie die Fähigkeit zur Heilung.
Besonders gilt dies für die Amami-Inseln. Hier bewahren die traditionellen religiösen Vorstellungen einen synkretistischen Volksglauben, der Elemente des Noro(Priester)-Kults, des Yuta(Schamanen-)tums, des Daoismus, Konfuzianismus, Buddhismus, Shintoismus und – in geringerem Maße – des Katholizismus vereint. Das Yutatum gilt als „Hauptakteur des magisch-religiösen Komplexes“ und wird von einigen Autoren als echter Schamanismus angesehen.

#### Südasien

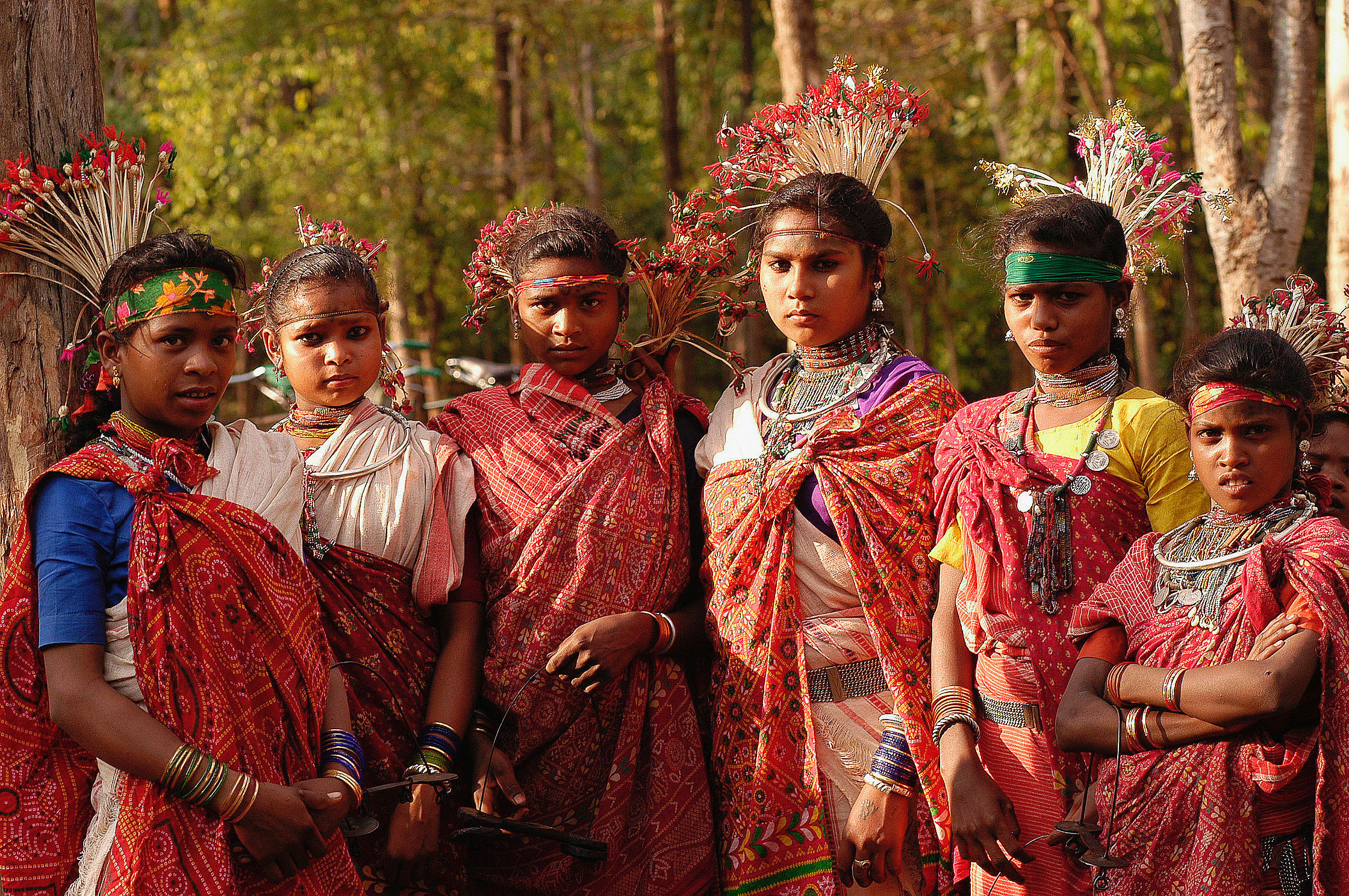
Adivasi-Mädchen aus Madhya Pradesh

Im Übergangsbereich der buddhistisch beeinflussten Hirtenkulturen Zentralasiens und der hinduistischen Feldbauern des indischen Subkontinents haben einige Himalaya-Bergvölker schamanische Traditionen. Dokumentiert ist dies beispielsweise für die Dakpa (Monba) in Bhutan.
Die Adivasi sind die Träger der ursprünglichsten (und verschiedenartigen) Volksreligionen Indiens – zumeist synkretistische Mischungen aus Hinduismus und Animismus, in denen es zum Teil Schamanen oder schamanenähnliche Experten gibt. Bei den heute noch traditionell lebenden Gruppen sind diese Spezialisten bis heute präsent.
Die Bhil gehören zu den größten dieser Volksgruppen (West- und Zentralindien, ca. 3,8 Millionen Angehörige). Im Zentrum ihres religiösen Lebens stehen die Barwo, die als Zauberer und Medizinmänner fungieren. Daneben gibt es männliche wie weibliche Pando, die von einem Guru in ihr Amt berufen werden. Der Barwo ist Heiler und führt heilige Zeremonien aus, zu denen auch Opfer im Rahmen von Lebenszyklen und Ahnenverehrung gehören.
Weitere Adivasi, bei denen gegenwärtig noch verschiedene Formen von Geisterbeschwörern vorkommen, sind die Naga und die Aimol-Kuki in den Monsunwäldern des äußersten Nordwestens, die Chenchu in Andhra Pradesh, die Aranadan in Kerala sowie die Birhor in Nordostindien, ferner die Saora Ostindiens, die Raika, die Gond in Gondwana und die Gadaba in Mittelindien.

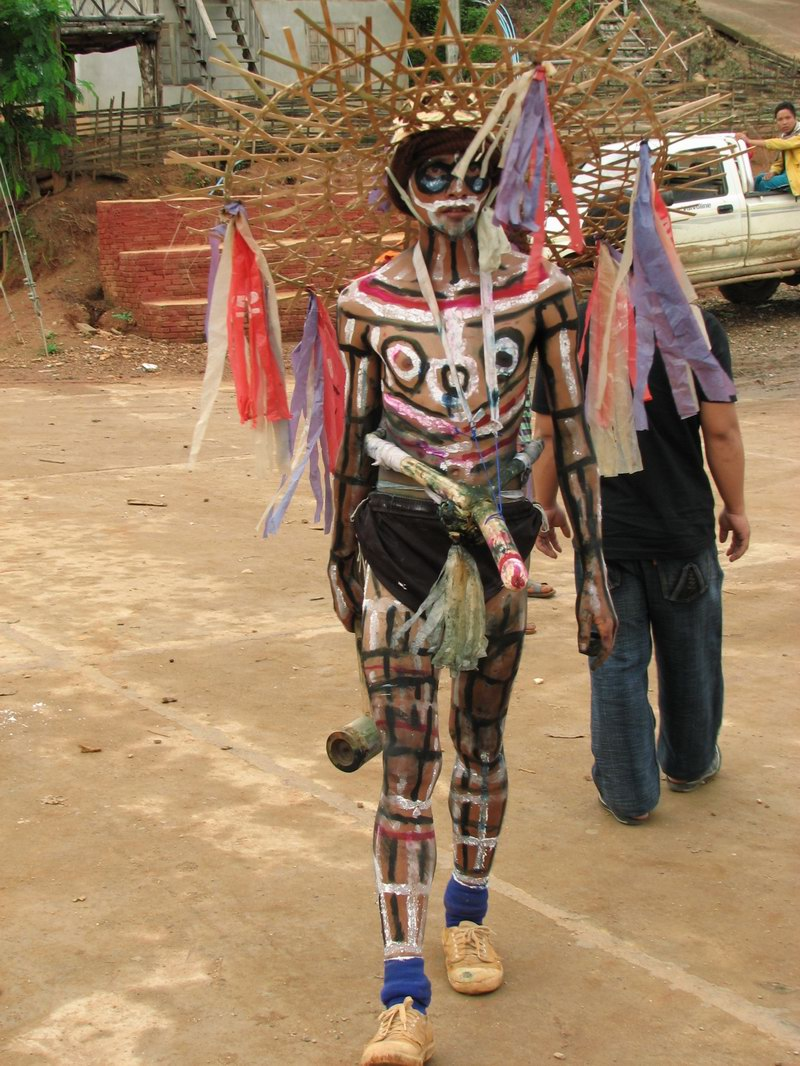
Akha-Schamane aus Nord-Thailand

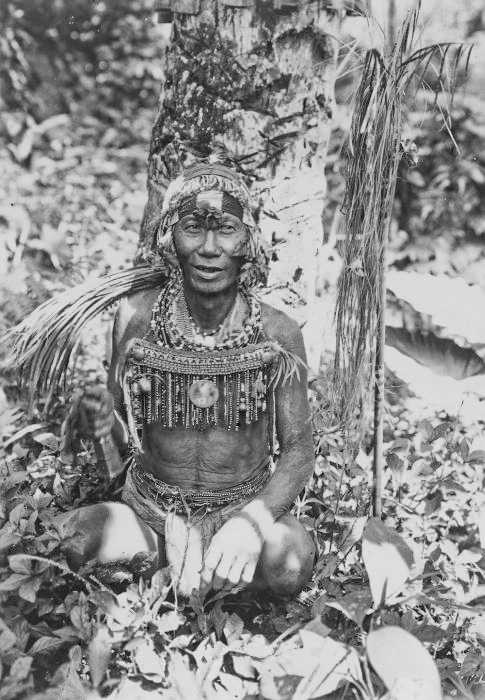
Mentawai-Schamane von den indonesischen Siberut-Insel vor Sumatra

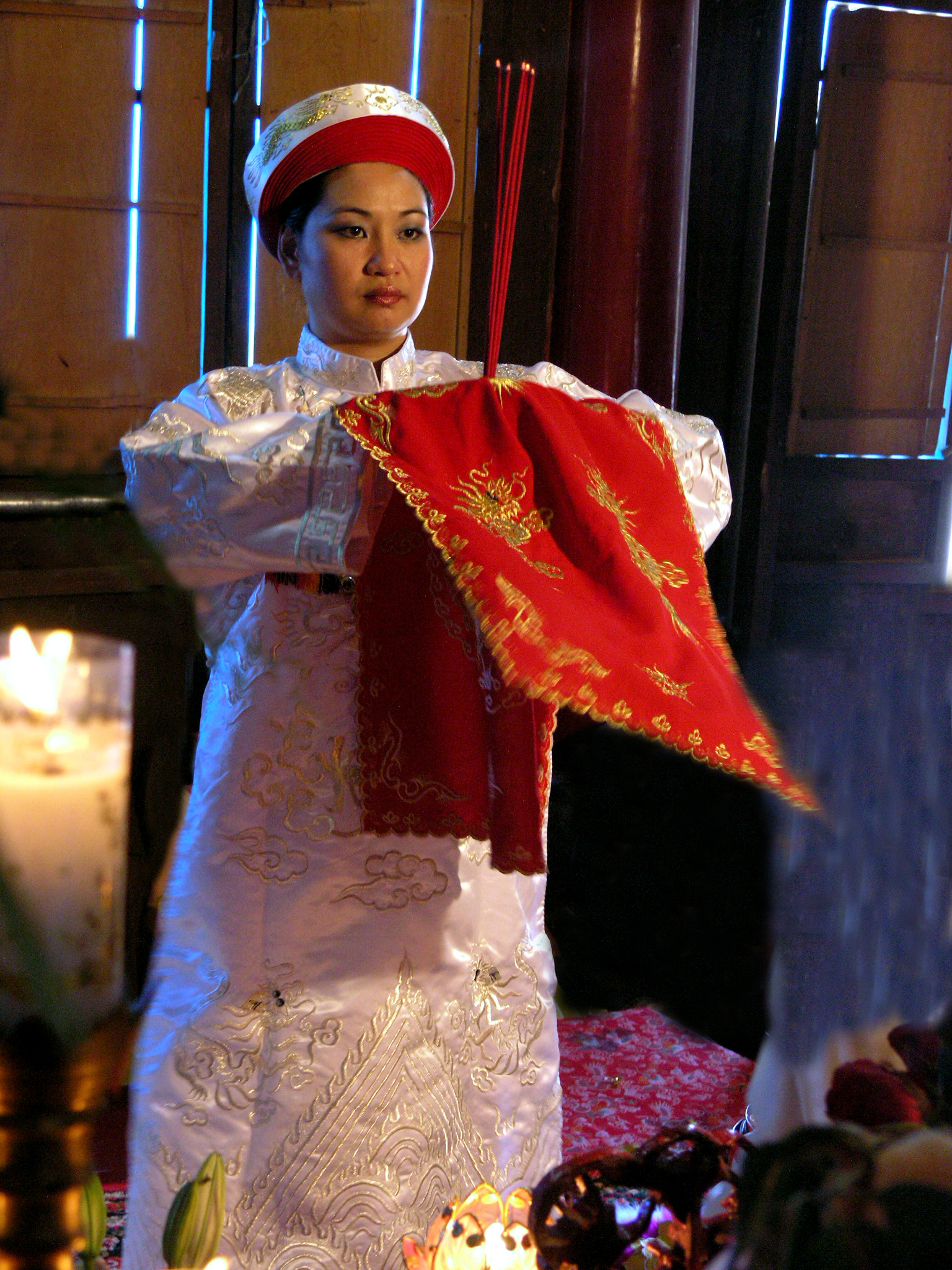
Schamanin in Vietnam bei der Vorführung eines Lên đồng-Rituales

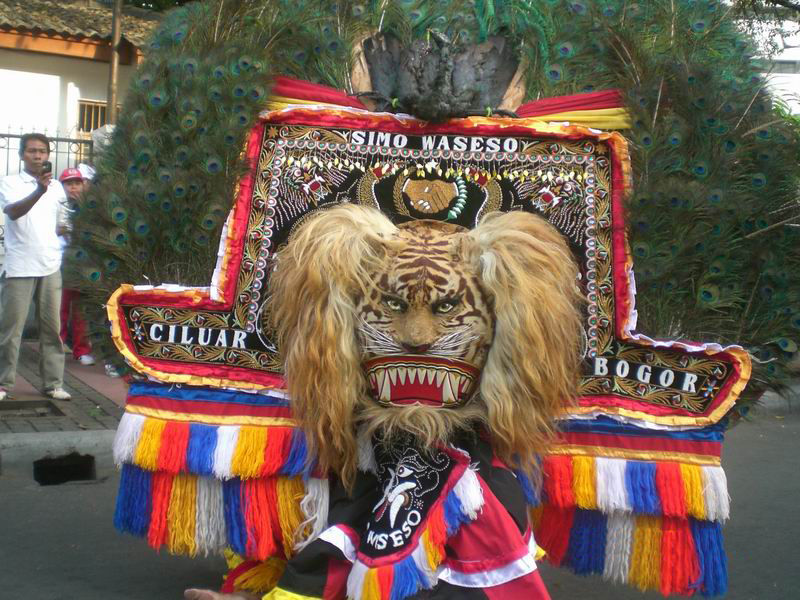
Reyog Ponorogo, Trancetance des schwarzen Schamanismus Javas

Bei den Wedda, der Urbevölkerung Sri Lankas, gibt es die Kapurale und Dugganawa. Diese fungieren als Kontaktpersonen zu den Totengeistern, die durch den Mund der Beschwörer sprechen.

#### Südostasien
In Südostasien sind die Formen der Geisterspezialisten ausgesprochen vielfältig und lebendig. Es muss hier zwischen zwei verschiedenen „Schamanen-Kulturen“ unterschieden werden: den animistisch-ethnischen Minderheiten, die man wiederum (unscharf, da häufig beides) in die vorwiegend wildbeuterischen Völker und die Wanderfeldbauern gliedert, sowie den verschiedenen rituellen Spezialisten der Mehrheitsbevölkerungen in den einzelnen Staaten.
Ähnlich wie in Südamerika finden sich in Südostasien noch einige Berg- und Regenwaldvölker, die kaum kontaktiert wurden oder die an ihrer überlieferten Lebensweise festhalten. Bis auf die wildbeuterisch lebenden Ureinwohner einiger Inseln der Andamanen (Sentinelesen, deren Schamanen als „Träumer“ (Oko-jumu) bezeichnet werden) und Nikobaren (Shompen: Menluāna werden die männlichen und weiblichen Schamanen genannt) im Golf von Bengalen, deren Isolation vom indischen Staat geschützt wird, ist der Einfluss der modernen Welt und der Zerfall der Traditionen jedoch bereits vielfach sichtbar. Dennoch hat sich das Schamanentum bei vielen lokalen Jägern, Fischern, Sammlern und Wanderfeldbauern der Region bislang recht gut erhalten können.
In China leben im Grenzgebiet zu Myanmar die Derung und an der Grenze zu Vietnam die Yao sowie in Laos die Akha, die alle drei noch traditionelle Schamanen haben.
Im vor allem buddhistisch und katholisch geprägten Vietnam gibt es in den ursprünglich konfuzianisch geprägten Volksreligionen Đạo Mẫu und Cao Đài noch Stadtschamanen (Dong), die vielfältige Rituale ausführen. Besonders beliebt ist das Lên đồng-Ritual, bei dem die Schamanin Geister in Trance um Gesundheit und Wohlstand bittet. Dabei spielt das Kostüm eine wichtige Rolle: Es spiegelt die klassische Hoftracht der Vormoderne wider und wird dem Geist „angezogen“, um ihn in dieser Weise zu ehren. Der Geist tritt dann über das Medium mit den Anwesenden in Kontakt, um Opfergaben in Empfang zu nehmen und die Musik zu genießen.
In Malaysia und Indonesien befolgen zahlreiche kleinere Regenwaldethnien noch stark animistisch geprägte Religionsrichtungen, zu denen auch Schamanen gehören. Bei den Orang-Asli-Gruppen Süd-Thailands (Mani) und vor allem Malaysias gibt es Medizinmänner (Pawang, Saatih, Kemantan), die Geister zu Hilfe rufen und dabei ekstatische Zeremonien vollführen sowie schamanische Initiationsriten. Besonders bei den Sakai und Jakun (Schamanen: Hala und Poyang) ist der Schamanismus stark ausgeprägt, etwas geringer bei den Semang (Halaa). Die Riten unterscheiden sich im Einzelnen zwar erheblich, folgen aber einem gemeinsamen Grundmuster: Räucherung, Tanz, Musik und Trommeln sind Standardrituale. Beschwörungen von Hilfsgeistern und Seelenreisen sind allgemein üblich, ebenso Traumdeutung. Schamanen besitzen einen hohen Status, selbst im Tod. Zentral ist hier wie auch bei den indonesischen Regenwaldvölkern die Beschwörung des Tigergeistes, der den Schamanen – aber auch jeden Menschen, der sich darum bemüht – besessen macht (lupa).
In Indonesien beschwört man den „Großen Schamanen“ in Gestalt des Tigergeistes, die Inkarnation der mythischen Ahnen und damit des eigenen Ursprungs. Der Sumatra-Batak-Priester Datu nimmt ebenfalls eine hohe soziale Stellung ein und fällt im Gegensatz zum Sibaso genannten eigentlichen Schamanen nicht in Trance. Wie in anderen Ethnien findet sich hier also eine personelle Spaltung der Funktionen. Bei den Dusun, einer Dayak-Gruppe auf Borneo, spielen Priesterinnen die Hauptrolle. Die Dayak, eine der größten indigenen Gruppen auf Borneo, kennen ebenfalls zwei Arten von Zauberern, die beide Ekstaseriten vollführen. Doch sind hier die Unterschiede zwischen den einzelnen Untergruppen teils erheblich und reichen bis zu Schamanenpriestern (tukang sangiang) der Ngaju-Reisbauern. Eine besonders wichtige Rolle spielt im malaiischen Archipel das Schamanenboot, eine Vorstellung, die sich so ähnlich auch in Japan oder Melanesien findet. Zum Wildbeutertyp gehören die Schamanen der Mentawai West-Sumatras, die als einzige die rituellen Tänze des Volkes aufführen dürfen.
Für Java und Bali sind Geistheiler dokumentiert, die auf animistisch-schamanische Traditionen zurückgehen. Im Internet finden sich heute zahlreiche balinesische Heiler, die sich als Schamanen bezeichnen und (auch in deutscher Sprache) sämtliche Dienstleistungen von der Heilung über das Wahrsagen bis zum Liebeszauber anbieten.
Auf den Philippinen sind für die Aeta von Luzon und die Palawan-Batak gegenwärtig noch Schamanen dokumentiert.

### Amerika

#### Nordamerika bis Nord-Mexiko

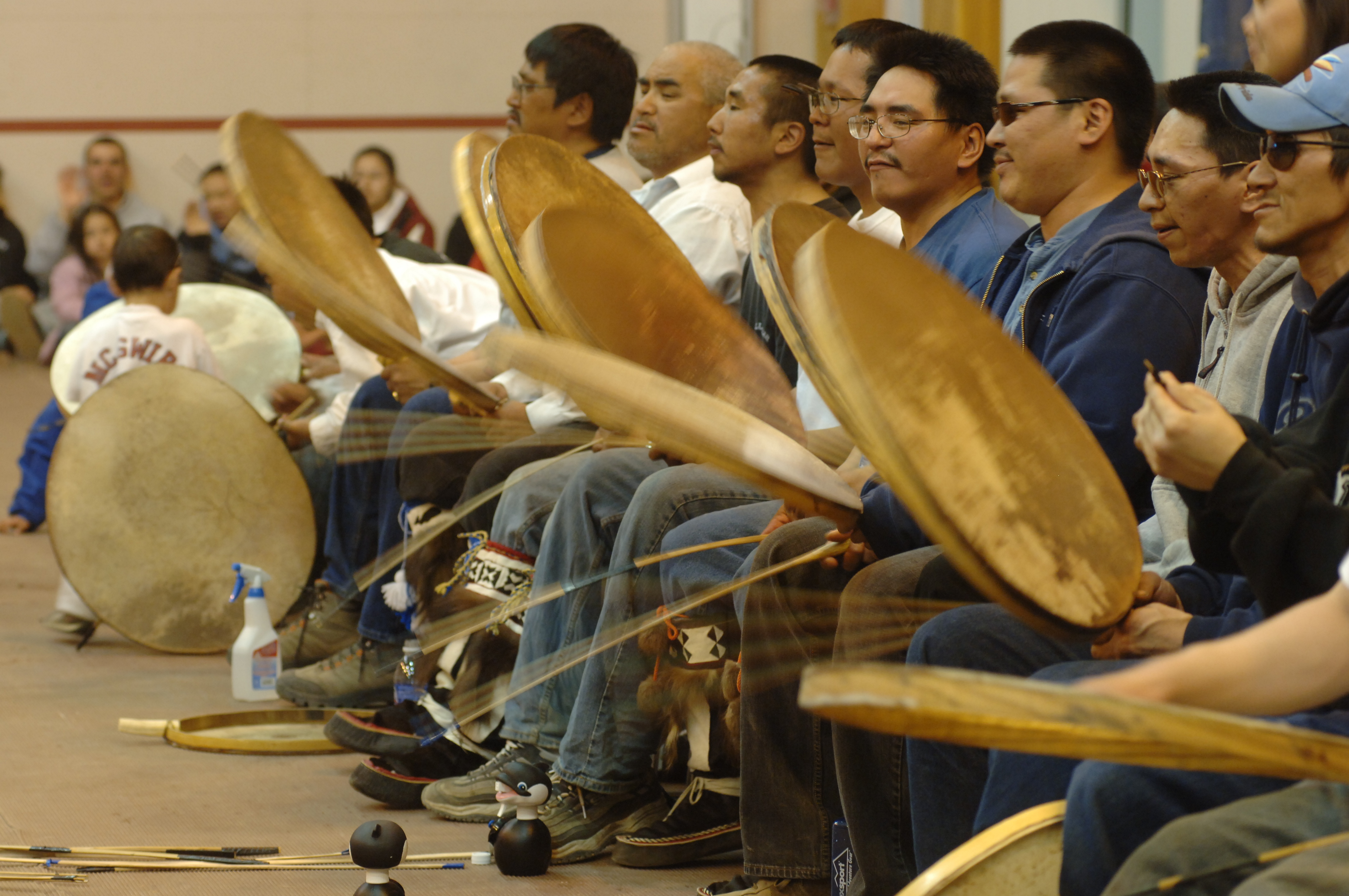
In der Arktis Nordamerikas sind noch viele Traditionen lebendig, obgleich schamanisches Wirken nur noch lokal vorkommt.

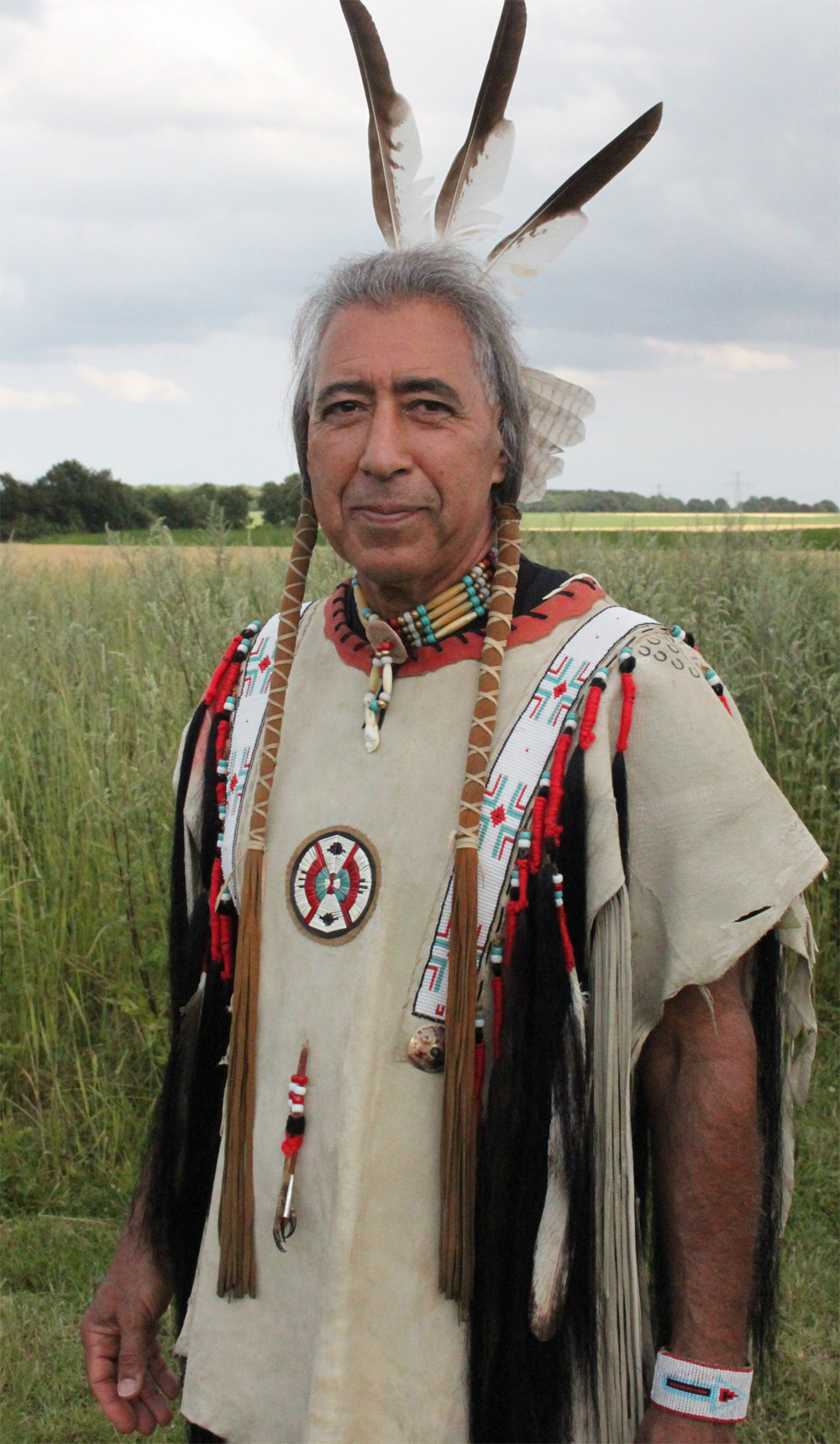
Dancing Thunder, ein angeblicher Susquehannock-Schamane. Die Nation besteht seit Ende des 18. Jahrhunderts nicht mehr und lebte auch nicht in Florida, wie er behauptet.

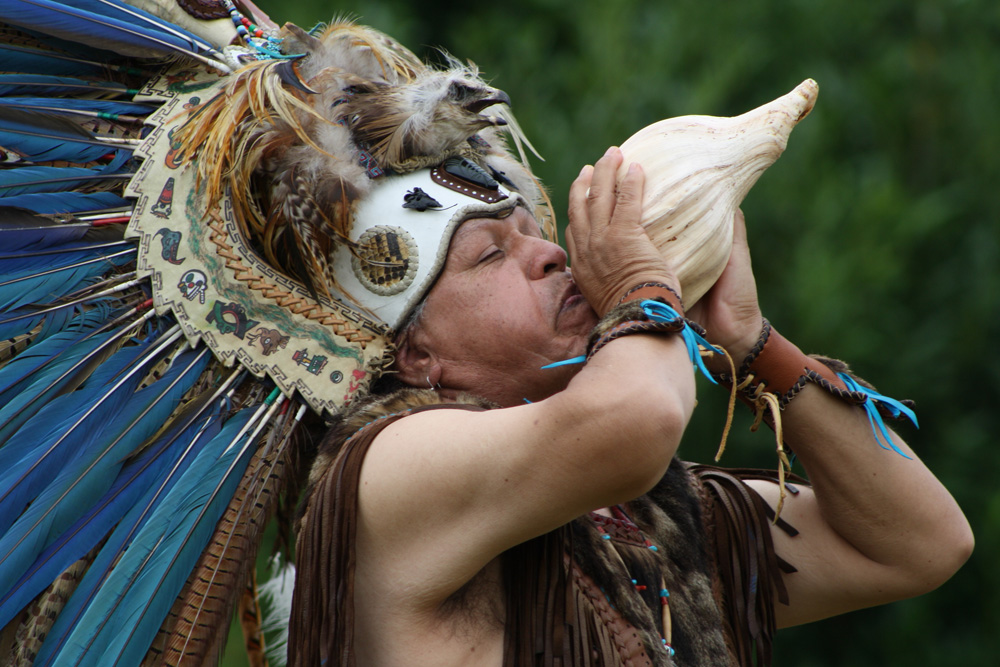
Ein angeblicher Azteken-Schamane bläst in ein Schneckenhorn. Die Azteken hatten ein komplexes Priesterwesen, keine Schamanen.

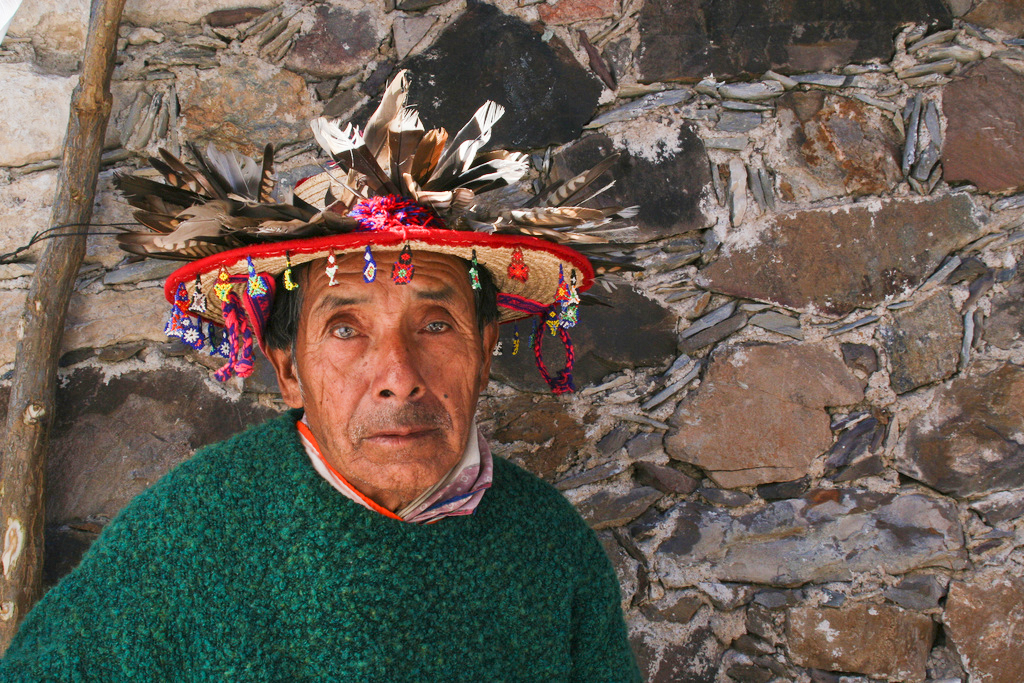
Traditioneller Schamane der Huichol

In Nordamerika kam es überall zu einer teils intensiven Vermischung der ethnischen Religionen mit dem Christentum. Doch seit dem letzten Viertel des 20. Jahrhunderts haben die alten Glaubenswelten zusammen mit dem gestiegenen indianischen Selbstbewusstsein eine Renaissance erlebt – oft jedoch nur mit folkloristischem Hintergrund. Manche Indianervölker verfügen nach wie vor über Medizinmänner zur Pflege der Ritualkultur und im Rahmen einer teils stattfindenden Re-Indigenisierung. Ihre ursprüngliche Rolle in diesen Kulturen ist jedoch Geschichte.
Bei wenigen Gruppen in Alaska, Kanada und Mexiko, die ihre traditionelle Lebensweise trotz Christianisierung und „Verwestlichung“ zumindest teilweise bewahren konnten, haben die Schamanen noch einige ihrer ursprünglichen sozialen Funktionen inne:
Das religiöse Empfinden der Eskimos war früher geprägt von der Furcht vor übernatürlichen Kräften. Die magische Kraft Inua galt als allgegenwärtig. Um sich vor den zahllosen Geistern der Natur zu schützen, entwickelten die Eskimos zahlreiche Tabus. Auch wenn die meisten heute Christen sind, sind solche kulturell tief verankerten Ängste nicht einfach verschwunden – besonders nicht in abgelegenen Siedlungen. Hier praktizieren traditionelle Schamanen (angakok, Plural angakut) nach wie vor als Heiler, Seelsorger, moralische Instanzen und Zeremonienleiter. Belegt ist dies für die Yupik sowie einige Inuit-Gemeinschaften in Nunavut. Ähnliches gilt für subarktische Indianergruppen, die in weitgehender Subsistenzwirtschaft leben. Dazu zählen (von West nach Ost) die Gwich'in, Nabesna, Dogrib, South-Slavey und Beaver, Chipewyan, Dakelh, Anishinabe und Innu. Besonders die Dene Tha (South Slavey) konnten ihr traditionelles Glaubenssystem bewahren und christliche Symbole integrieren, ohne die religiösen Kernpunkte aufzugeben. Ein prominenter Vertreter war der „Träumer“ Alexis Seniantha. In den athapaskischen Sprachen hieß der Medizinmann beispielsweise Deyenenh (Nabesna) oder Díge'jon (Dogrib), in den Algonkin-Sprachen Maskihkiwiyiniwiw (Cree) oder Nenaandawiiwejig (Anishinabe) sowie Powwow (Narraganset).
Außerhalb der Arktis und Subarktis, des Kulturareales Südwesten und des angrenzenden Mexikos haben sich die Medizinleute zumeist auf Zeremonienleitungen und gelegentliche Heilungen zurückgezogen (z. B. beim Sonnentanz der Prärie-Indianer oder in den irokesischen Medizinbünden) oder sind in die neoschamanistische Szene übergegangen. Letztere spricht vorwiegend Weiße an, wie etwa „Sun Bear“ (Vincent LaDuke), der Spiritualität verschiedener Stämme zu einem panindianischen Glauben verbinden wollte. Solche Figuren sind eher als „Kulturvermittler“ denn als traditionelle Schamanen zu betrachten. Häufig haben diese Formen spirituellen Spezialistentums jedoch mit den überlieferten Traditionen einzelner Ethnien nur noch sehr wenig gemeinsam und sind an die Bedürfnisse und Wünsche moderner Menschen angepasst. Ein bekannter Vertreter dieser sogenannten „Plastikschamanen“ ist etwa Dancing Thunder.
Einige Pueblo-Stämme im Südwesten haben hingegen ihr komplexes Zeremonialsystem gut bewahrt. Dieses dient der Krisenbewältigung, wobei schamanenähnliche Priester-Brüderschaften ohne Ekstase eine bedeutende Rolle spielen. Aus dieser Region stammt auch die Verwendung der halluzinogenen Droge Peyote, das heute in der Native American Church eine zentrale Rolle spielt. Nördlich davon verwendeten Schamanen hingegen meist nur Tabak als Ritualdroge.
Obwohl fast alle nordmexikanischen Indianer formal Katholiken sind, existiert der Curandero, ein Kräuter- und Geistheiler, weiterhin. Er ist im gesamten iberoamerikanischen Raum verbreitet. Daneben ist auch der Glaube an Hexerei lebendig. Die meisten sogenannten Schamanen sind dem modernen Neoschamanismus zuzurechnen, denn die Religionen der Hochkulturen der Azteken und ihrer Nachbarn waren früher von einem komplexen Priestertum ohne Schamanen gekennzeichnet. „Schamanen“ im eigentlichen Sinne finden sich in Mexiko vor allem noch bei zwei Ethnien:
Tarahumara Nordmexikos: Bis vor wenigen Jahren waren sie die größte Ethnie Nordmexikos. Die katholische Kirche war mit ihrem Gedankengut nie sehr tief in die dortigen Glaubensvorstellungen eingedrungen, doch scheinen ihre Rituale (etwa das Weihrauch schwenken) die Tarahumara beeindruckt zu haben, denn inzwischen liegt ein Teil des katholischen Rituals in schamanischen Händen. Der Ewe-ame genannte Schamane übt demnach weiter seine traditionellen Funktionen aus, heilt Kranke und benutzt Peyote, um die verlorene oder fliehende Seele eines Kranken zu halten oder wieder zurückzuholen, wirkt gegen Hexerei und hat einen fast halbgöttlichen Status.
Huichol: Ihre Marakame genannten Medizinmänner sind wegen ihrer Fähigkeiten und ihrer Macht bei den Völkern der Sierra madre occidental berühmt. Die Religion der Huichol enthält noch die meisten präkolumbianischen Elemente unter Mexikos Indigenen.

#### Meso- und Südamerika

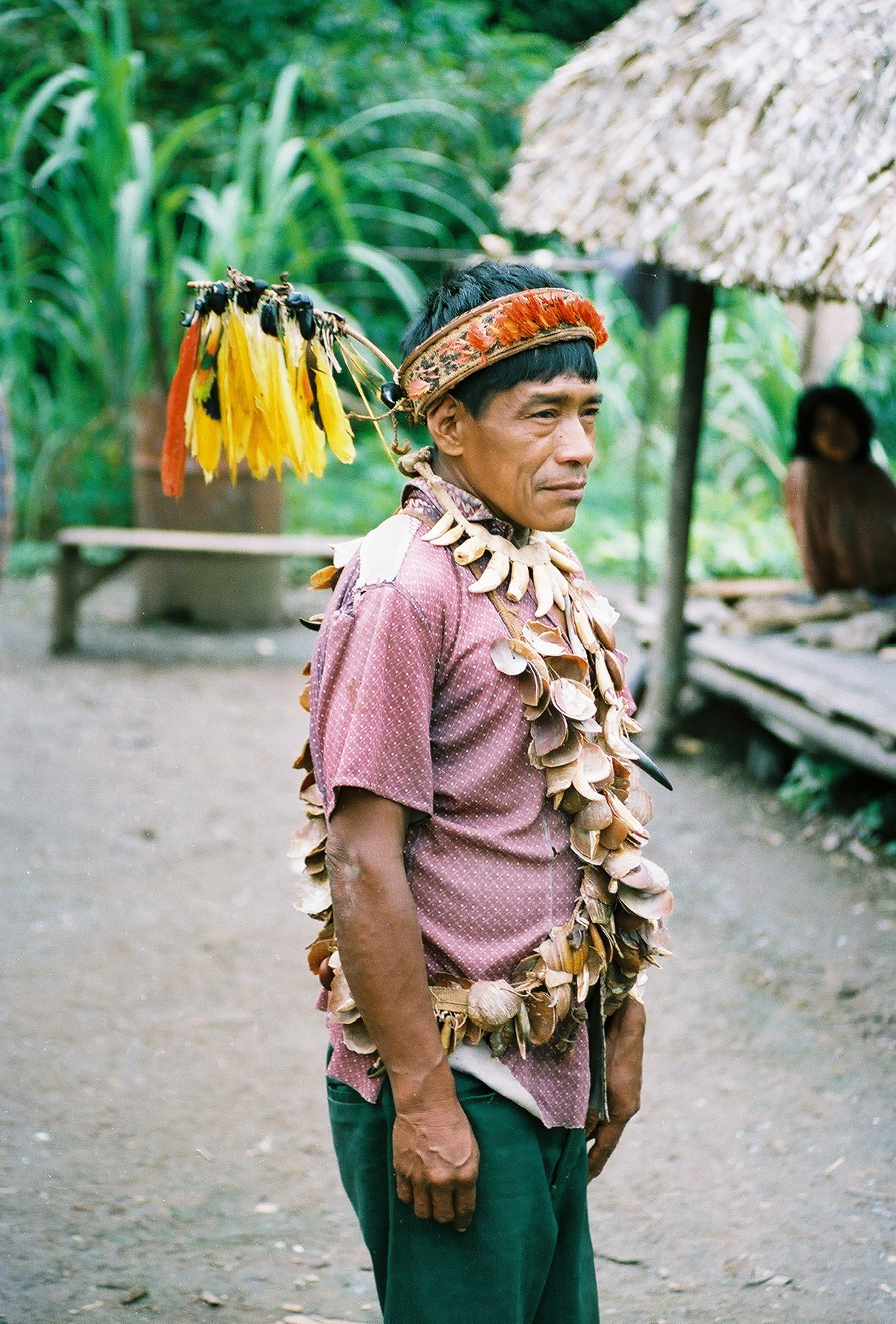
Schamane der Urarina (1988)

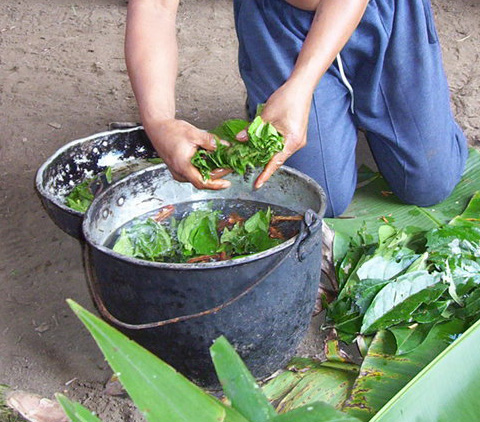
Herstellung der entheogenen Droge Ayahuasca, die spirituelle Erfahrungen hervorruft

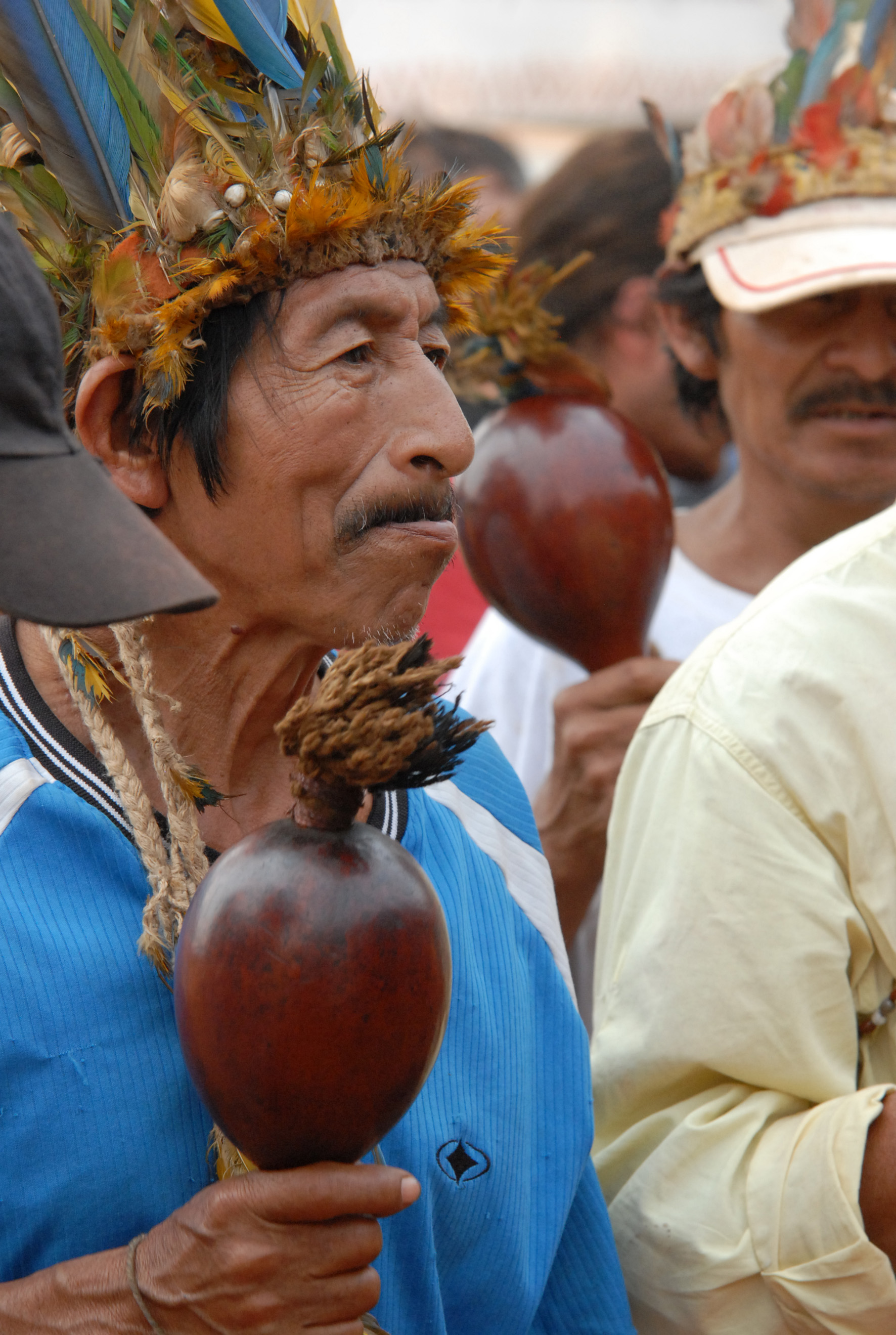
Guaraní-Schamane

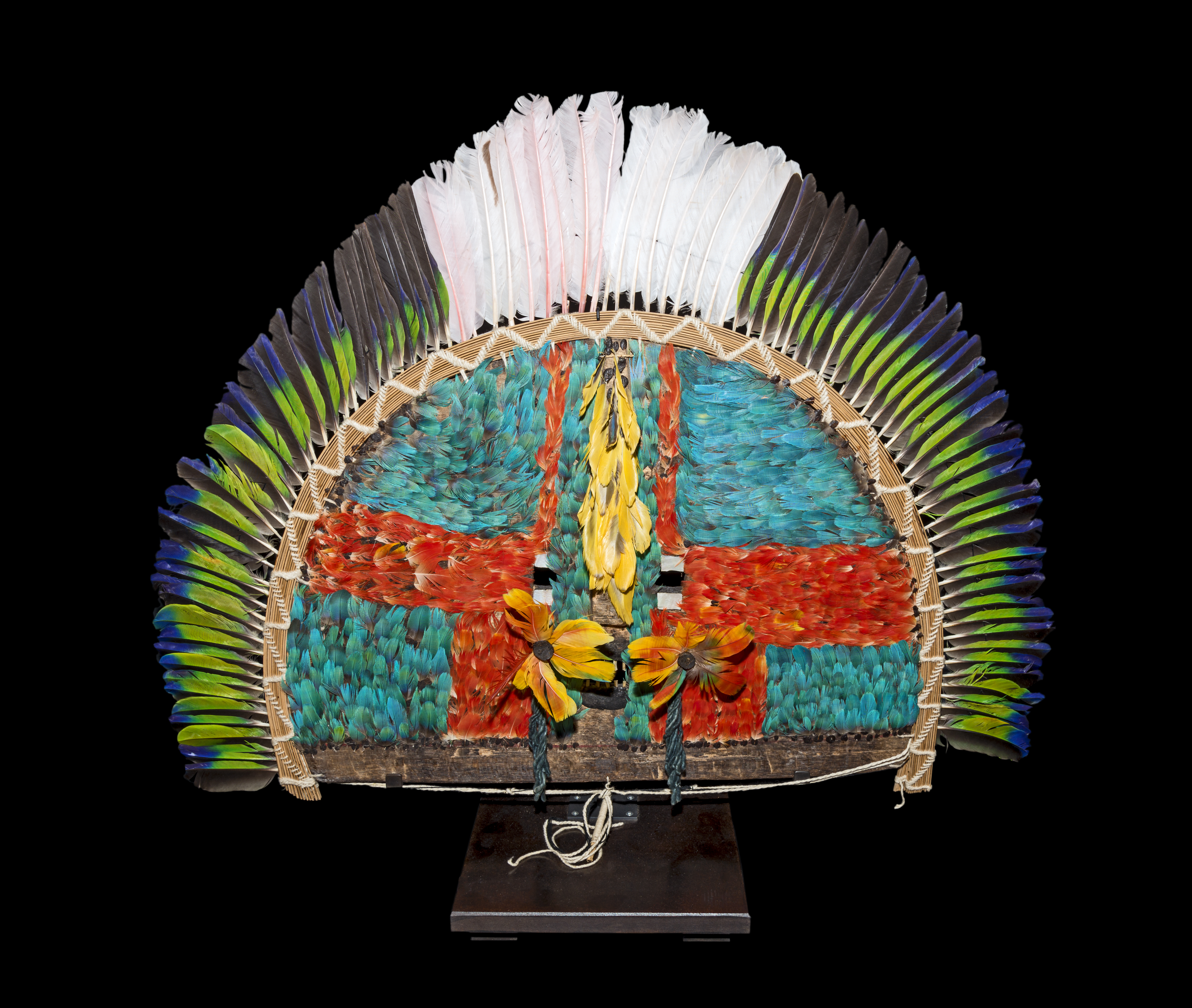
Maske zur Geisterbeschwörung einer der sechs spirituellen Vogelgesellschaften der Tapirapé

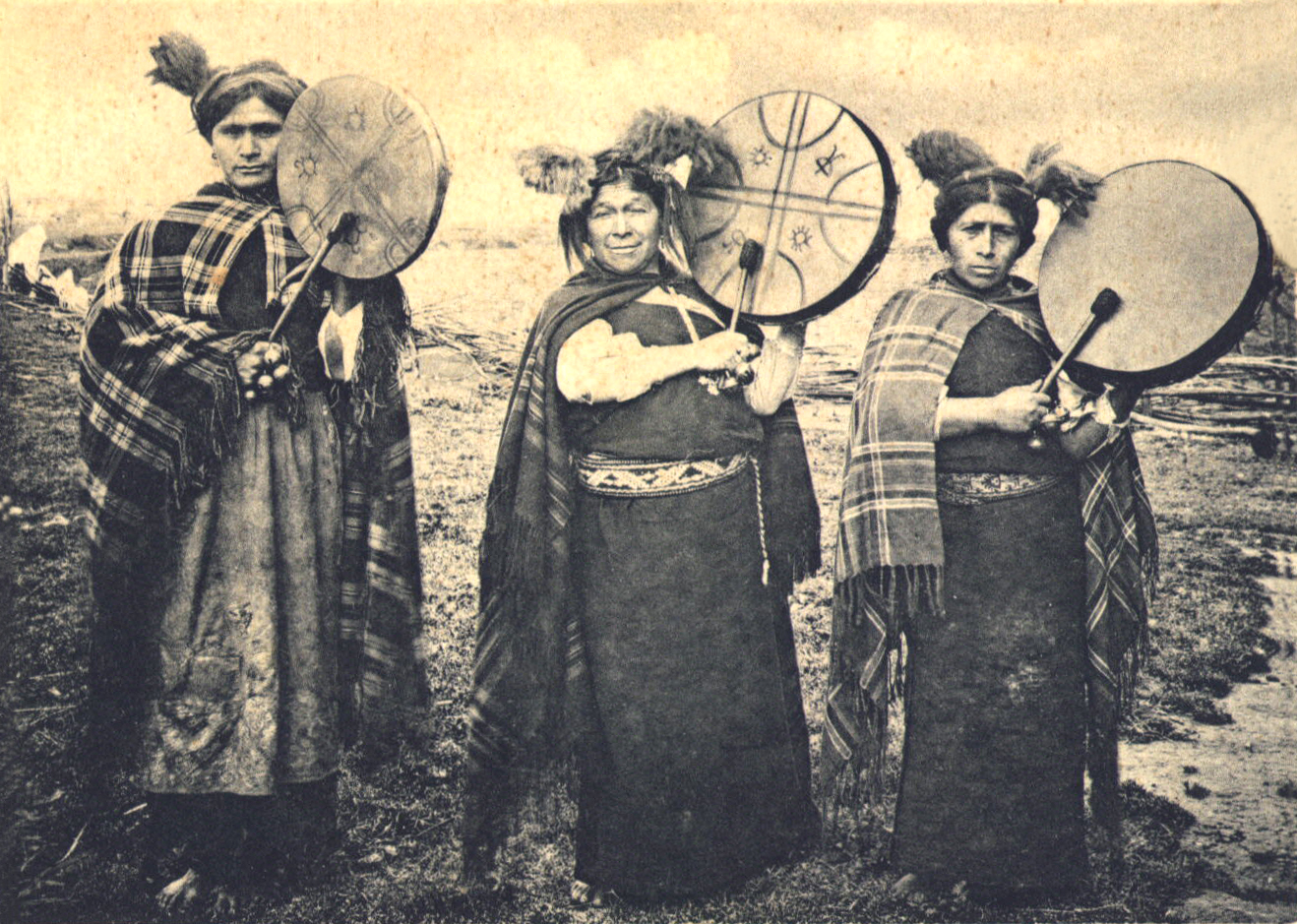
Schamaninnen (Machis) der Mapuche Chiles (1903)

In Meso- und insbesondere Südamerika sind schamanische Praktiken im Bereich der Heilmagie und Zauberei noch immer weit verbreitet. Allerdings führen die Geisterbeschwörer der meist missionierten Stämme heute häufig nur noch Teilfunktionen aus, wodurch ihre einstige Stellung deutlich geschwächt wurde.
Ein wesentlicher Unterschied zu den nordamerikanischen Spezialisten liegt im intensiveren Gebrauch von psychotropen Drogen in Südamerika. Mittelamerika stellt dabei eine Übergangszone dar, während dieser Brauch in Nordamerika – wenn überhaupt – nur schwach ausgeprägt ist und sich auf Tabak beschränkt. Vor allem in Südamerika sind derartige Substanzen fast allgegenwärtig. Sie machen nahezu jeden Menschen zum potenziellen Medium, da sie den Zugang zu Trancezuständen erleichtern. So konsumieren etwa die Urarina im peruanischen Amazonien oder die Shuar in Ecuador regelmäßig die Lianendroge Ayahuasca, die als Zugang zur einzig „wirklichen“ Welt gilt.
Während die Nachfahren der Azteken keine klassischen Schamanen kennen, verfügen die Tiefland-Maya (Lacandonen) Guatemalas und die Talamanca-Stämme Costa Ricas über traditionelle Geisterbeschwörer. Ihre Tätigkeiten sind jedoch vom Katholizismus beeinflusst.
Die Chocó in Panama konnten ihre Lebensweise bewahren, indem sie sich lange Zeit der Kolonisation entzogen. Sie praktizieren bis heute magische Heilmethoden und schamanische Rituale. Ähnlich ist es bei den Kuna, deren Geisterbeschwörer als Hellseher auftreten und in Trance in die Unterwelt reisen.
Bei vielen isolierten Völkern Amazoniens und des Mato Grosso bestehen schamanische Traditionen vermutlich nahezu unverändert fort. Gleichzeitig versuchen insbesondere nordamerikanische evangelikale Missionare bis heute, diese ethnischen Religionen zu verdrängen – trotz staatlicher Verbote.
Das religiöse Weltbild der Tieflandvölker ist animistisch geprägt. Überall wähnt man Geister, Seelen, Hexen und Zauberer, die sowohl Wohl als auch Unheil bringen können. Verstöße gegen Riten oder moralische Normen gelten als Auslöser für Krankheiten und Unglück. Vorzeichen, Amulette und Träume sind daher von großer Bedeutung. Die Menschen glauben, sich in Tiere verwandeln und anderen die Lebenskraft entziehen zu können. Die Wahrung der Harmonie erfolgt durch kollektive Zeremonien und rituelle Handlungen.
Der Medizinmann als Garant dieser Harmonie gilt als Meister der Transformation. Ekstase spielt dabei eine wesentliche Rolle. Neben Tabak, Alkohol und Kokablättern werden auch starke Halluzinogene verwendet, allen voran Ayahuasca im Amazonas-Orinoco-Gebiet. Während der Gebrauch solcher Substanzen teils exklusiv ist, dürfen sie bei anderen Gruppen auch Laien nutzen. Die spirituellen Experten genießen hohes Ansehen. Häufig überragt ihre Autorität die des Häuptlings – oder sie nehmen diese Rolle gleich selbst ein, wie etwa bei den Guaraní. In Guyana wiederum wird die Seele eines verstorbenen Schamanen als Hilfsgeist verehrt.
Bei zahlreichen Ethnien wie den Asháninka, Awetí (Paié), Yanomami (Shaboliwa), Kulina, Siona-Secoya, Shipibo-Conibo, Machiguenga und Bakairi spielen Schamanen eine herausragende Rolle.
Die Tapirapé Brasiliens glauben, dass Frauen nur gebären können, wenn der Schamane ein Geisterkind herabrufen lässt. Bei der Krankenheilung nutzen sie große Mengen Tabak, schlucken dessen Rauch, versetzen sich so in Halbtrance und erbrechen anschließend heftig.
Besonders gut dokumentiert sind die Rituale der Awetí am Xingú. Hier beschwört der Paié mit Mbaraká-Gesängen die Geister, während er vor dem ỳwára-Altar ekstatisch tanzt.
In den Anden-Regionen geben traditionelle Schamanen ihr Wissen heute auch in Seminaren oder bei Touristenveranstaltungen weiter. Trotz gewisser Anpassungen bleiben die Rituale meist traditionell.
Die Uwishín der Shuar im Andenostabhanges Ecuadors und Perus gelten als mächtige Zauberer. Sie kaufen und verkaufen Schutzgeister (Tsentsak) und unterscheiden sich in „gute“ und „böse“ Schamanen. Ayahuasca und Tabaksaft dienen ihnen als Trancemittel.
Die Mapuche in Südchile kennen ausschließlich weibliche Schamanen. Die Machis durchlaufen eine Initiation, bei der sie auf einer Holzleiter die Cultrún schlagen. Diese Rehué genannte Leiter symbolisiert die Verbindung zum Himmel. Ihre Rituale umfassen Seelengeleit, Heilung und ekstatische Flüge und erinnern stark an den sibirischen Schamanismus.

### Subsahara-Afrika

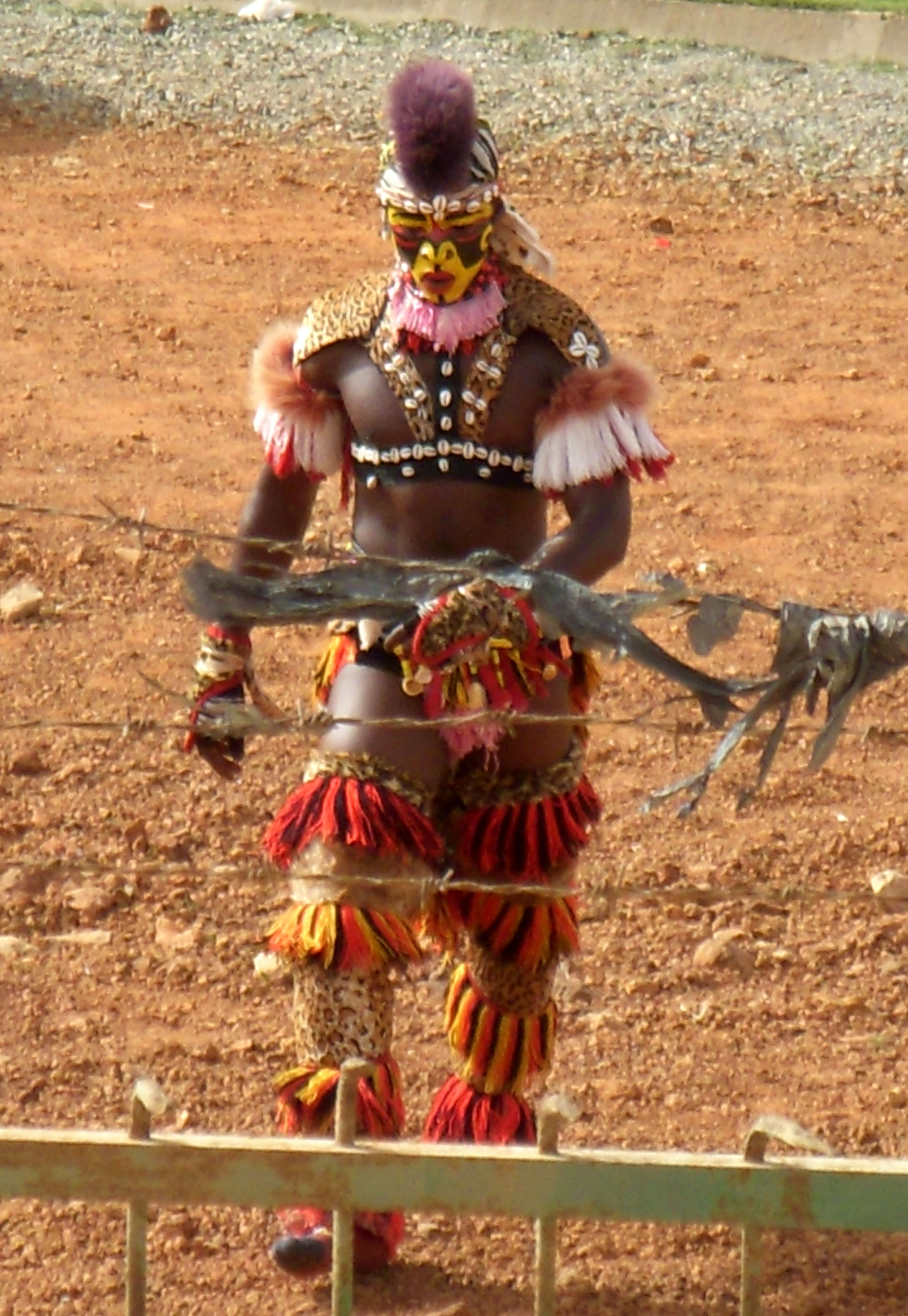
Hexer aus dem Senegal

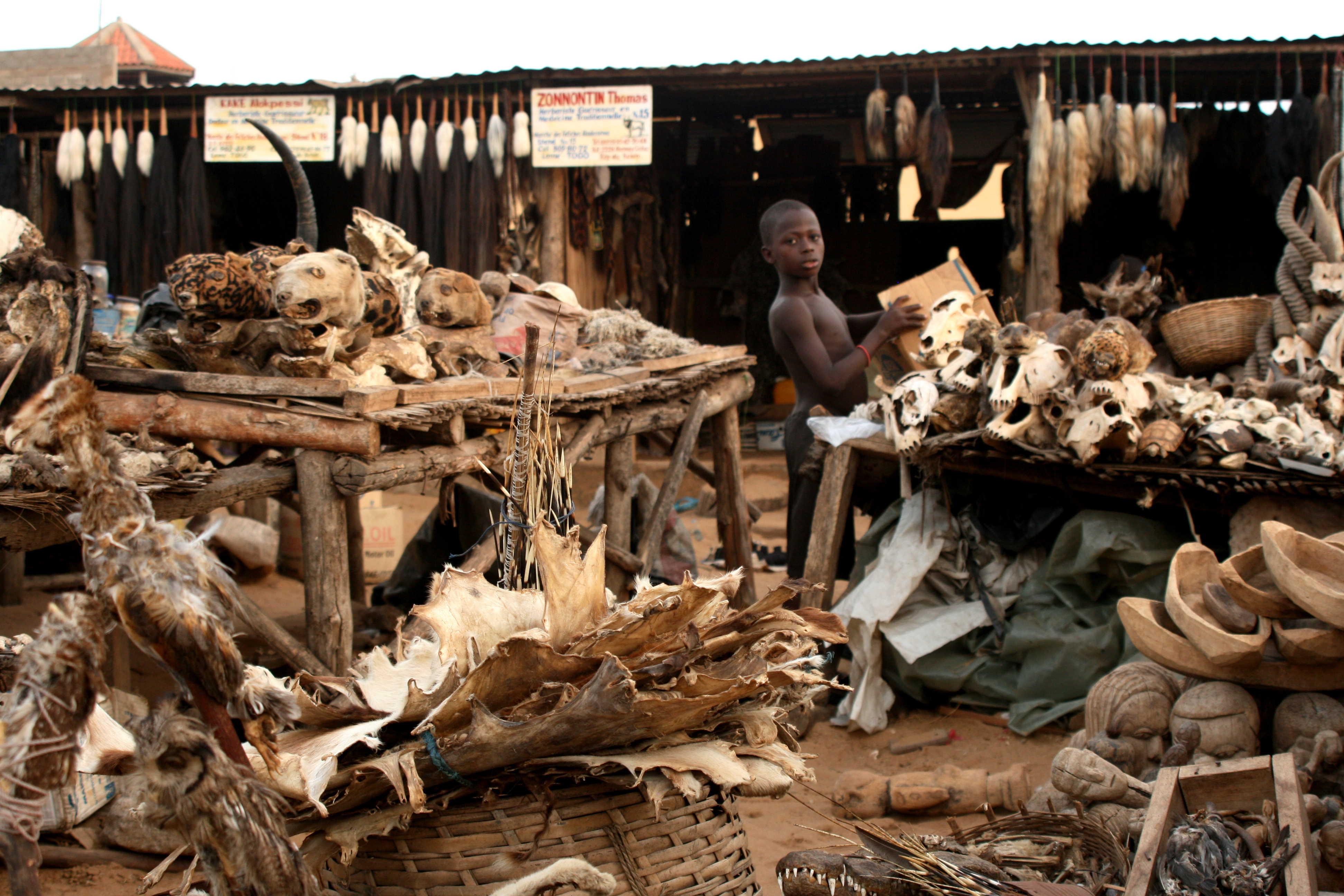
Fetischmarkt in Lomé (Togo)

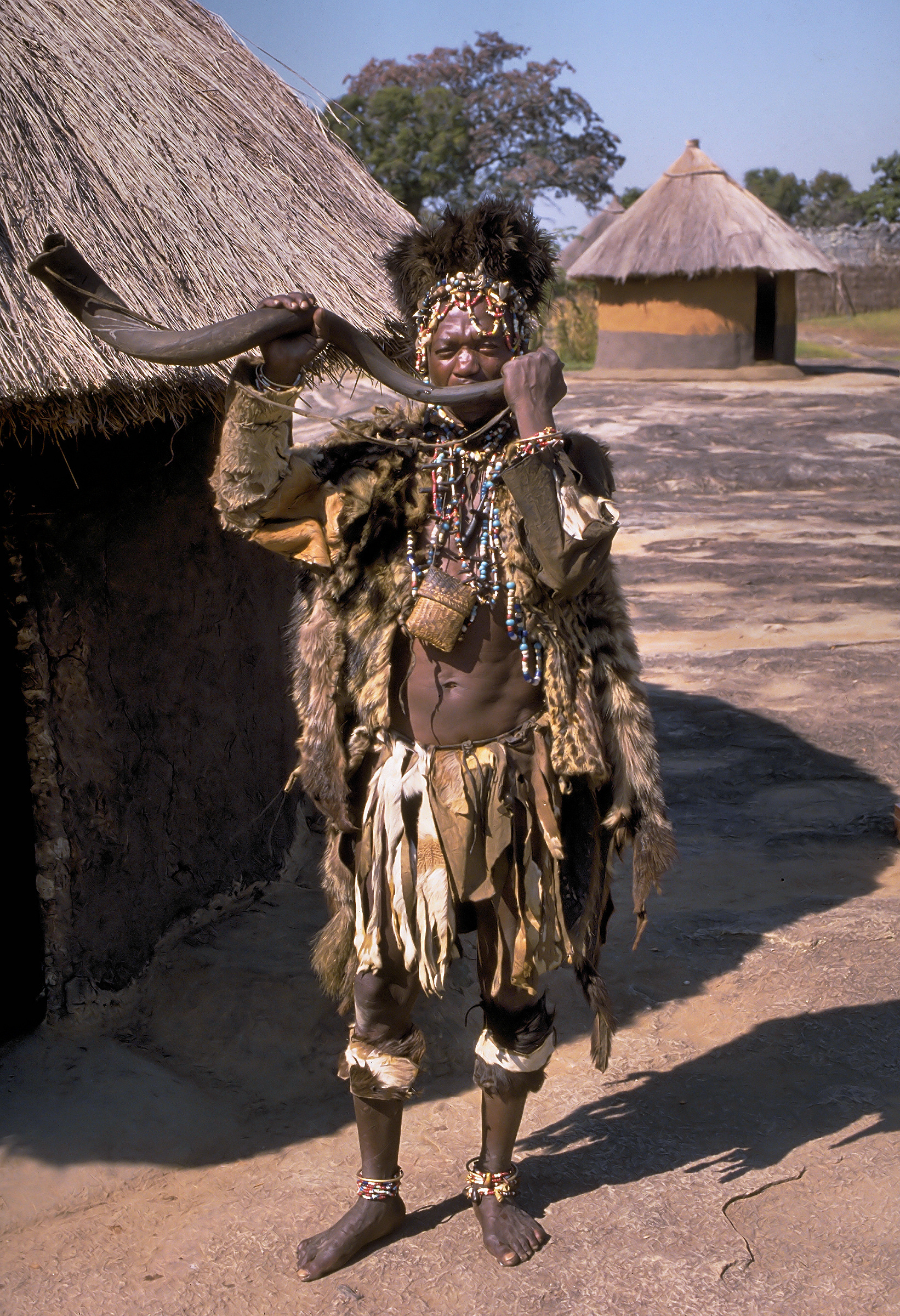
Medizinmann der Shona aus Simbabwe

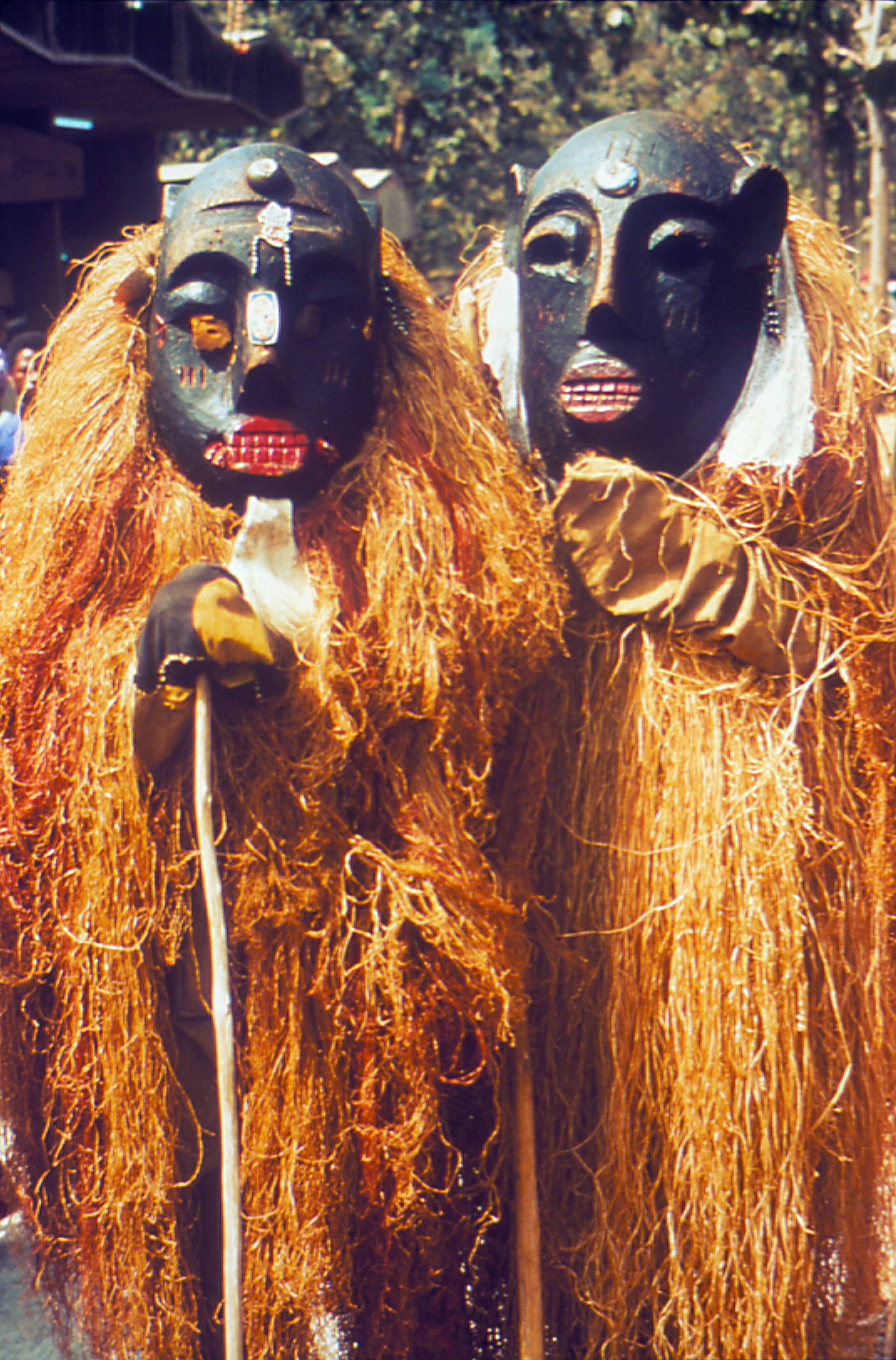
Lassa Hexendoktoren aus Nigeria

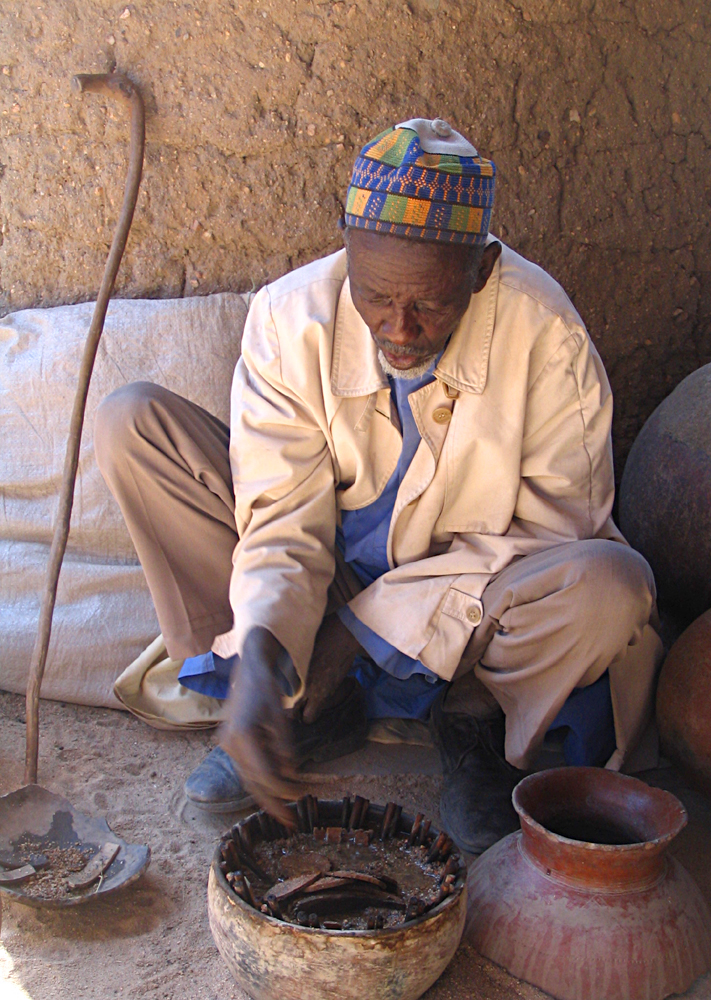
Wahrsager in Nord-Kamerun: Die Veränderung der Position der verschiedenen Objekte wird durch „die Macht“ verursacht.

Afrika gilt als der Kontinent der Medizinleute, Zauberer, Hexen und der Besessenheit. Die Glaubensvorstellungen südlich der Sahara kreisen vor allem um die Vorstellung einer „magischen Macht“: eine unpersönliche Kraft aus der Schattenwelt der Götter und Geister, die in besondere Steine, Orte, Pflanzen, Tiere, Zauberer, Hexer, Menschen sowie in bestimmte Zeiten, Worte, Zahlen oder Gesten übergehen kann. Diese Macht kann positiv wie negativ wirken; der Mensch wiederum versucht sie durch sein Verhalten – insbesondere durch das Befolgen von Tabus und Sitten – zu beeinflussen. Die Kraft kann sich auch konzentrieren, etwa in Amuletten oder in Menschen, die sie zu beherrschen vermögen. Obwohl die ethnischen Religionen Afrikas aufgrund islamischer und christlicher Missionierung zunehmend synkretistische Züge angenommen haben, sind sie gerade bei der Landbevölkerung weiterhin lebendig. Medizinleute und Zauberer spielen nahezu überall eine tragende Rolle.
Spirituelle Experten genießen jedoch keineswegs durchgehend hohes Ansehen, denn häufig werden sie mit Unglücksfällen in Verbindung gebracht. Besonders Hexer und Zauberer gelten als Vertreter der dunklen Magie. Ihnen werden angeborene, nicht erworbene Kräfte zugeschrieben, und um sie ranken sich Geschichten über den Schrecken ihrer Zauberkünste. Während Zauberer ihre Magie bewusst einsetzen – oft unter Zuhilfenahme von Fetischen –, sind sich Hexer ihrer übernatürlichen Fähigkeiten oft gar nicht bewusst. Dennoch sind ihre Dienste gefragt, obwohl sie gesellschaftlich wenig geachtet sind.
Anders als in anderen Teilen der Welt existieren in Afrika (außer bei kleinen Wildbeutergruppen wie San, Hadza, Damara oder Pygmäen) keine religiös-spirituellen „Allround-Spezialisten“ für sämtliche Belange der Geisterwelt. Zudem ist die Vorstellung fremd, dass solche Menschen mit dem Jenseits in Verbindung stehen. Dieser Umstand ist eine wesentliche Ursache dafür, dass Afrikas Geisterbeschwörer in fast keinem Schamanismus-Konzept vorkommen. Stattdessen gibt es eine Vielzahl von Fachleuten: Priester, Sippenälteste, Regenmacher, Erdherren (die z. B. die Erdmuttergöttin durch Riten versöhnen), Wahrsager, Medizinleute, Zauberer, Hexer und Propheten. Ihre spirituelle Autorität leiten sie aus persönlichen Geisterfahrungen, Alter, Abstammung oder gesellschaftlichem Rang ab. So übernehmen z. B. Häuptlinge oft kultische Aufgaben. Vor der Kolonialisierung war das Amt des Häuptlings und anderer Herrscher fast überall mit religiösen Funktionen verbunden. Solche sakralen Oberhäupter waren einer Reihe von Verhaltensvorschriften und Tabus unterworfen. Im Extremfall konnte das ihre rituellen Tötung – etwa im Krankheitsfall oder am Ende ihrer Amtszeit – bedeuten. Solche Herrschaftsformen gibt es heute nicht mehr.
Wahrsager werden häufig konsultiert, wenn negative Ereignisse nicht erklärbar sind. Nach der Diagnose verweisen sie die Hilfesuchenden oft an einen Medizinmann.
Der Medizinmann gilt als Kräuterheilkundiger, der sein Wissen auf magische Wirksamkeit zurückführt. Bei psychischen Problemen oder Besessenheit werden exorzistische Rituale durchgeführt, unterstützt von Musik, Tanz und Beräucherungen. Auch wenn der Erfolg ausbleibt, wird der Medizinmann nicht diskreditiert – vielmehr wird angenommen, dass die bösen Kräfte zu stark waren. Kranksein gilt grundsätzlich als religiöses Defizit.
Die meisten dieser Experten sind keine „Berufsausübenden“ im modernen Sinne. Sie handeln situativ, abhängig vom Bedarf der Gemeinschaft. Dies trifft auch auf Priester zu, wie etwa bei den Ewe in Westafrika. Diese erhalten ihre Berufung durch Erbschaft oder Geisterwahl. Nach einer Weihe übernehmen sie kultische Aufgaben und Verpflichtungen, etwa sexuelle Enthaltsamkeit. Sie fungieren als Exorzisten, Heiler und Wahrsager.
Eine besondere Rolle kommt dem Seher zu, der ähnlich dem Schamanen als charismatisch inspiriert gilt. Er ist befähigt, Neuerungen einzuführen – auch wenn sie traditionellen Normen widersprechen.
Im Vordergrund der Tätigkeiten afrikanischer spiritueller Experten stehen Tod und Krankheit. Jagd-, Wetter- und Kriegszauber waren und sind verbreitet, magische Feldbauriten dagegen weniger.
Im Unterschied zu den Schamanen Sibiriens oder Nordamerikas, die ihre Seelenreisen bewusst kontrollieren, gelten afrikanische Spezialisten eher als von Geistern „besessen“. Diese Übernahme des mehr oder weniger willenlosen Mediums durch Geister kann sowohl positiv als auch negativ erlebt werden und erfolgt teils auch spontan. Trancezustände werden in Afrika meist durch Tänze, nicht durch Drogen erreicht.
Spirituelle Spezialisten sind heute noch in vielen Teilen Subsahara-Afrikas verbreitet, auch wenn sie oft im Schatten der Staatsreligionen agieren.
In folgenden Gebieten sind die alten Traditionen und Religionen nach wie vor mehrheitlich in der Bevölkerung vertreten:
- Westafrika: Ghana, Togo, Benin, Zentral-Nigeria
- Zentralafrika: Südost-Kamerun, Zentralafrikanische Republik, Südsudan
- Ostafrika: Ost-Uganda, West-Kenia, Nord-Tansania
- Südafrika: Nordost-Namibia, Botswana, Simbabwe, Mosambik, Madagaskar

Bei den Wildbeutergruppen Nord-Tansanias wie den Hadza, Aasáx, Omotik-Dorobo und Akié-Dorobo sind Religion und Rituale nicht institutionalisiert, denn es gibt keine Schamanen oder Medizinmänner. Auch viele Pygmäen-Völker kennen keine spezifischen Medizinmänner.
Anders verhält es sich bei den Damara (Magier: Gama-oab) und den Khoisan-Völkern (Medizinmann etwa Cho k´ao bei den Tsoa), deren hoch angesehene Geistheiler in Funktion und Bedeutung am ehesten den Schamanen Asiens entsprechen.

### Australien

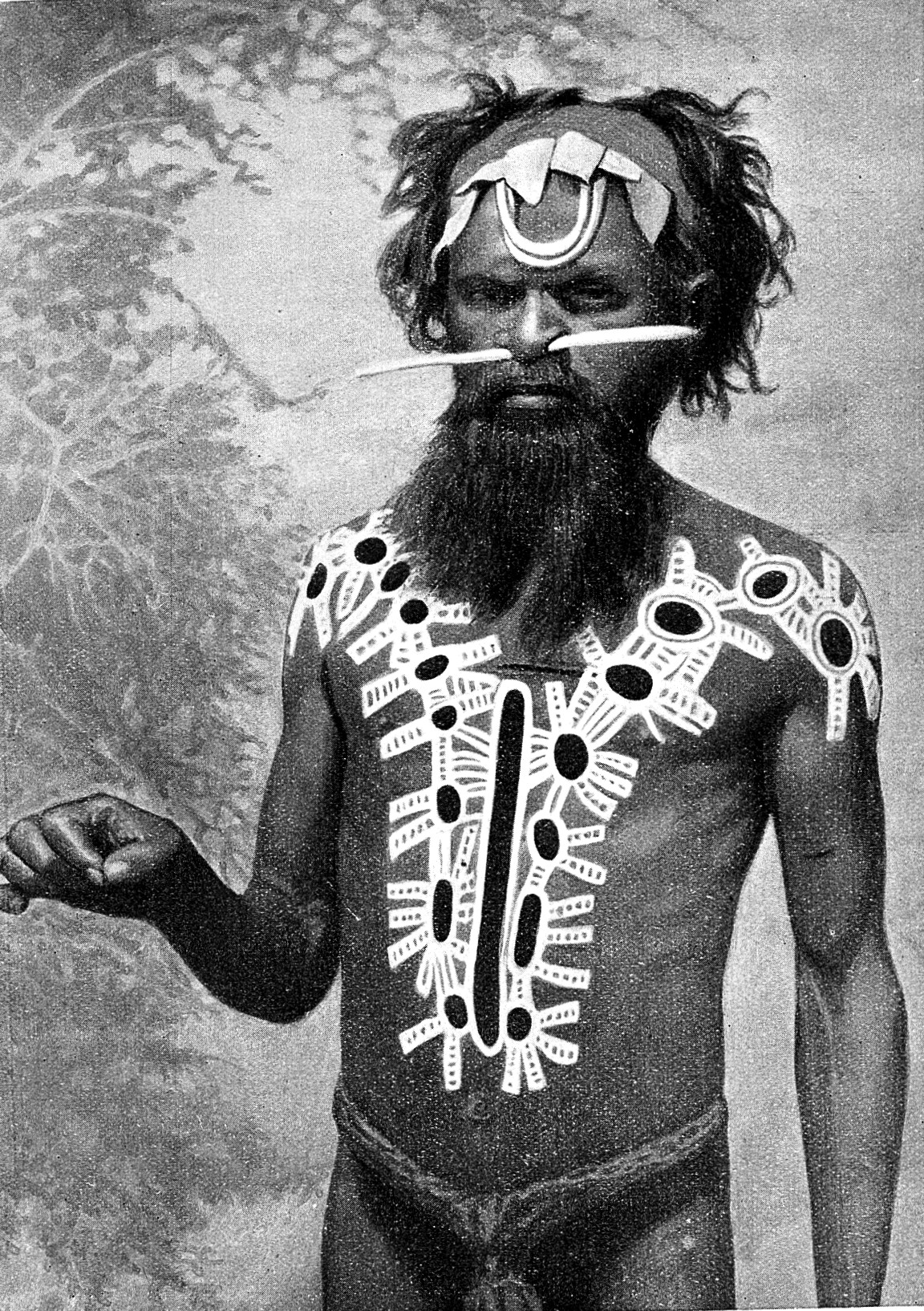
Australischer Medizinmann mit magischem Heilkristall

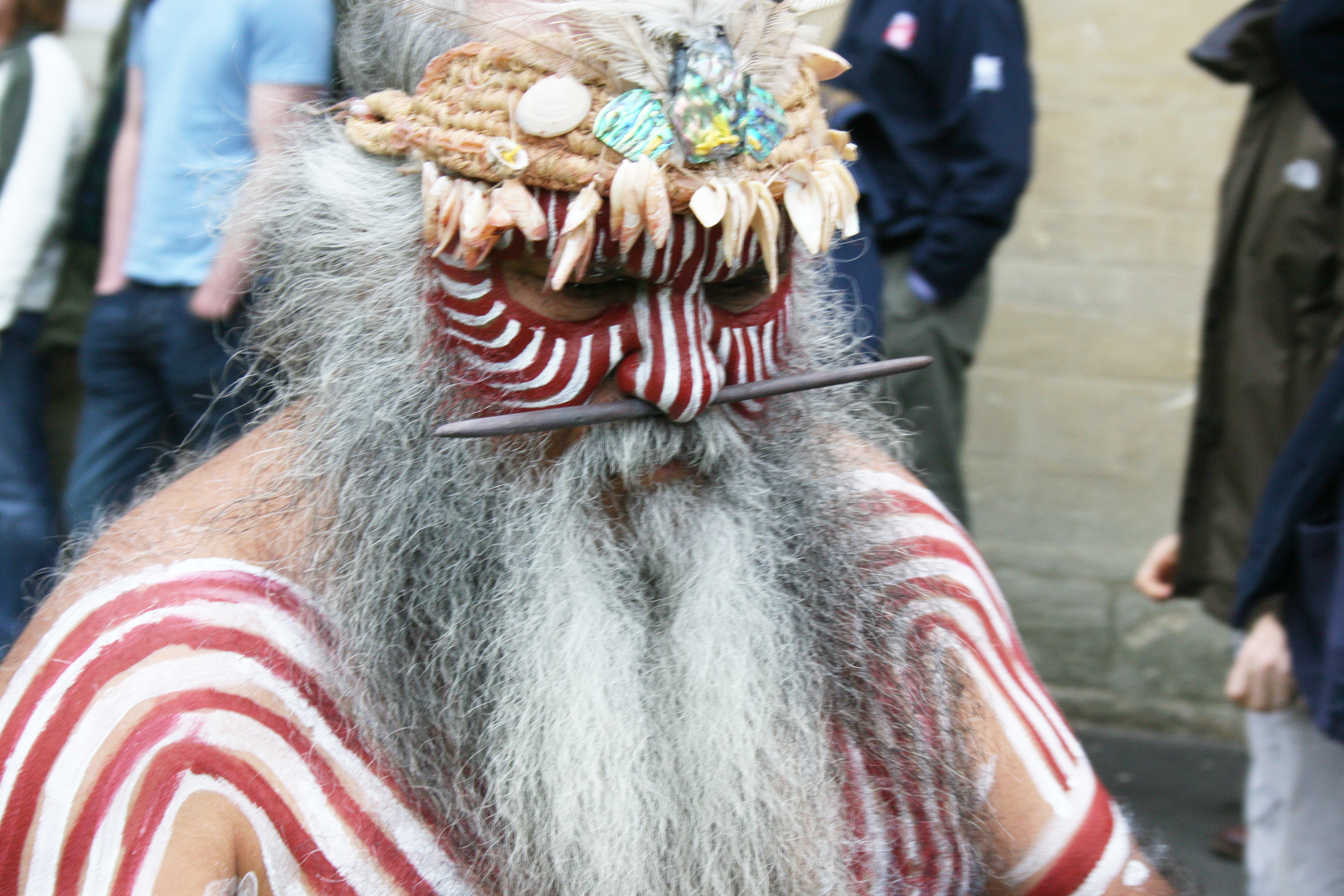
Major Sumner, ein spiritueller Ngarrindjeri, bei einer Rauchzeremonie

Obwohl sich die Kulturen der australischen Ureinwohner in vielen Aspekten stark ähneln, waren spezialisierte Geisterbeschwörer nicht bei allen Gruppen verbreitet. Zudem fehlte ihnen die stark institutionalisierte Rolle, wie sie etwa in Asien anzutreffen ist. Am deutlichsten traten sie in Zentralaustralien in Erscheinung. Dennoch verfügen die Aborigines über eine hochkomplexe mythisch-religiöse Welt, weshalb Claude Lévi-Strauss sie als „Aristokraten des Geistes unter den Jäger-Sammler-Gesellschaften“ bezeichnete.
Trotz der endgültigen Aufgabe ihrer ausschließlich nomadischen Lebensweise als Jäger und Sammler im 20. Jahrhundert blieben die Traumzeit-Mythen – das zeitlose Fundament von Gesellschaft, Sitte und Kultur – und viele religiöse Rituale vielerorts erhalten. Seit den 1970er Jahren erleben die sogenannten Outstations eine Retraditionalisierung, in deren Rahmen auch die von Europäern als „Clever Men“ bezeichneten Schamanen wieder an Bedeutung gewonnen haben. Aufgrund der großen sprachlichen Vielfalt unterscheiden sich ihre Eigenbezeichnungen regional stark: mabarn (Kimberley), karadji (Westliches New South Wales), wingirii (Queensland) oder kuldukke (südlich des Murray River, Victoria).
Clever Men sind heute noch in einigen lokalen Gruppen vertreten, darunter bei den Yolngu, Kimberley People, Arrernte, Warlpiri, Pintupi, Martu und Pitjantjatjara.
Die „Clever Men“ werden oft mit der Pflanzendroge Duboisia hopwoodii – ein tabakähnliches Nachtschattengewächs, das leidenschaftliche Träume verursacht – sowie mit Musik und Tanz in Ekstase versetzt. Ihre Initiation ist häufig schmerzhaft: Kristalle werden unter die Fingernägel und in die Zunge gedrückt.
„Clever Women“ sind weitaus seltener. Die weiblichen Doktoren sind vorrangig für Kräuterheilkunde, kleinere Verletzungen, Geburtshilfe, Weissagungen und Liebesmagie zuständig. Oft bestehen familiäre Bindungen zu männlichen Clever Men, die von ihren Partnerinnen unterstützt werden. Clever Men übernehmen darüber hinaus zentrale Aufgaben: Sie sind Bewahrer sozialer Ordnung, Heiler und Ritualexperten. Krankheiten Einzelner und soziale Disharmonie gelten als eng miteinander verknüpft – Heilungen haben daher stets auch eine gesellschaftliche Bedeutung. Wie afrikanische Zauberer nutzen sie ihre Macht auch, um andere einzuschüchtern. Ihr umfangreiches Wissen über Verwandtschaft, Totem- und Clanzugehörigkeit ist für ihre Arbeit unerlässlich. Sie deuten die Träume der Menschen als Verbindung zur Traumzeit. Dabei agieren sie nicht durch „Magie“, sondern immer mit der direkten Hilfe der Geisterwelt. Ihr wichtigstes Werkzeug ist das maban (auch mabain) – eine Mischung aus Quarz, Federn, Blut, Rauch und anderen Materialien, die als Träger spiritueller Kräfte dient.
Neben Krankenheilung und Wettermagie sind sie auch für die Bewahrung der Stammesgesetze und die Weitergabe des heiligen Wissens verantwortlich. Diese Aufgaben sind oft auf verschiedene Spezialisten verteilt.

### Ozeanien
Bezüglich der Einbindung in allgemeine Schamanismus-Konzepte gilt für Ozeanien Ähnliches wie für Afrika: Die Funktionen der spirituellen Spezialisten weichen vielfach von typischen Schamanenmodellen ab, oder ihre Aufgaben sind auf verschiedene Sachverständige verteilt. Daher berücksichtigen nur wenige Autoren Ozeanien in ihren Schamanismus-Definitionen.

#### Melanesien und Mikronesien

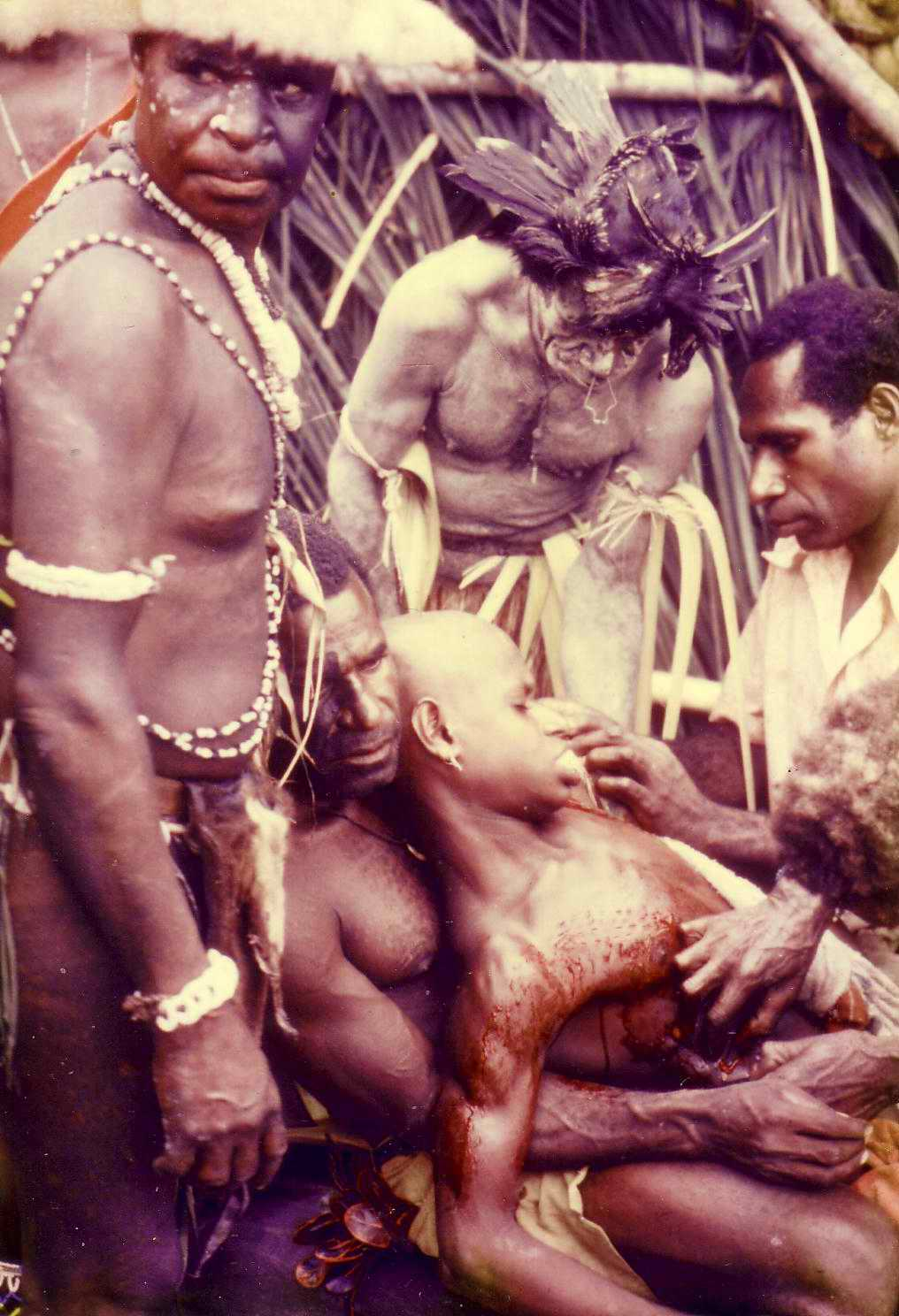
Gemeinschaftliche Initiationszeremonie der Sepik-Papua ohne Hilfe besonderer Spezialisten

In Melanesien ist ein organisiertes Priester- oder Schamanentum eher unüblich. Stattdessen kann grundsätzlich jeder spirituelle Aufgaben übernehmen, sofern er über genügend Mana verfügt – eine göttliche Kraft, die durch Taten erworben wird. Dennoch gibt es geheime Kultgesellschaften wie den Duk-Duk- und Iniet-Geheimbund auf Neu-Britannien. Dort spielen Maskierungen – Gesichtsmasken und Maskenkleider aus Pflanzenfasern – eine bedeutende Rolle. Diese Geheimbünde sind Träger sakralen Wissens, festigen das soziale Prestige und organisieren Initiationszeremonien. Außerdem übernehmen sie Ordnungsfunktionen in den meist dezentral organisierten Gesellschaften Melanesiens. Der Zugang zu diesen Bünden ist durch aufwendige Prüfungen geregelt.
Bei den Papua-Neuguineas sind Glaube an Geister sowie gute und böse Magie weit verbreitet – ähnlich wie in Afrika. Menschen durchlaufen dort mehrere Initiationen, durch die sie jeweils eine höhere Stufe ihrer Persönlichkeitsentwicklung erreichen. Dies stärkt nicht nur ihr Verhältnis zur Geisterwelt, sondern auch ihren sozialen Status. Magisches Wissen, das bei diesen Übergängen erworben wird, ist eng mit der Identität des Clans und seinen Landrechten verbunden, die traditionell durch Ahnen garantiert werden. Magie kann als Heil- und Wirtschaftsmagie oder Schadzauber auftreten.
Ein Beispiel für seltene spirituelle Spezialisten bieten die Asabano aus dem Nordwesten Papua-Neuguineas, die erst 1963 Kontakt mit Außenstehenden hatten. Hier gab es „Glasmänner“ (sanewalemawdu = „geheimer heiliger Mann“) und „(Heilige) Geistfrauen“. Die Glasmänner agierten als Seelenführer, Traumdeuter oder Geistermedien. Sie wurden in ekstatischen Ritualen aktiv, opferten Schweine und riefen wohlwollende Geister an, um die verlorenen Seelen von Kranken aus der Geisterwelt zurückzuholen.
Angesichts der enormen kulturellen Vielfalt auf Neuguinea bestehen teilweise erhebliche Unterschiede im spirituellen Leben benachbarter Ethnien. Über unkontaktierte Völker im indonesischen Teil der Insel gibt es kaum gesicherte Informationen.
In Mikronesien begann die Missionierung sehr früh, sodass die traditionellen Religionen bereits vor dem 20. Jahrhundert größtenteils verschwanden. Für viele Inseln sind daher nur wenige Kenntnisse über frühere Glaubensvorstellungen erhalten.
Eine Ausnahme bilden die Palau-Inseln, wo es einst kalid genannte spirituelle Spezialisten gab. Diese Wahrsager, Heiler und Geisterbeschwörer – Männer und Frauen – standen jedem Dorf als spirituelle Autorität vor. Ihr Amt war erblich, und nach ihrem Tod wurden sie selbst zu Geistern. Es wurde angenommen, dass diese Geister in bestimmten Tieren weiterlebten, die als persönliche Schutzgeister (Kalid) dienten – allerdings durften diese Tiere keine Haustiere sein.

#### Polynesien

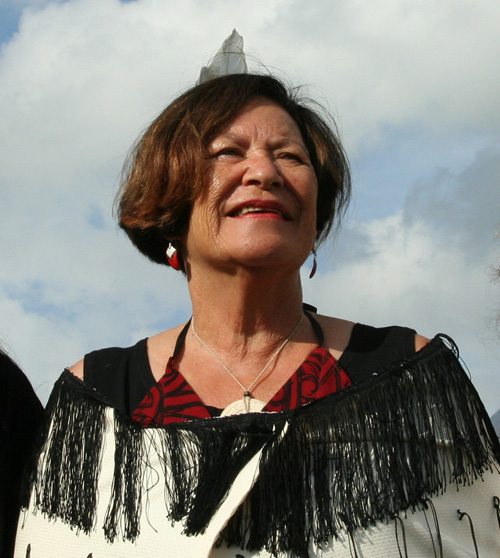
Wai Turoa Morgan, eine bekannte Tohunga matakite der Māori, die einen Weg zwischen Tradition und Neoschamanismus sucht.

Im polynesischen Raum waren religiöse, heilerische und magische Aufgaben traditionell klar unter verschiedenen Spezialisten aufgeteilt (Priester, Heiler, Zauberer usw.). Ein eigentlicher Schamanismus im engeren Sinne war daher nicht vorhanden. Einige spirituelle Fähigkeiten wurden als erblich angesehen, etwa das Feuergehen auf den Fidschi-Inseln. Auf Tonga hingegen verfielen Priester bei bestimmten Anlässen in ekstatische Zustände, die an schamanistische Praktiken erinnern.
Auch in Neuseeland wurden Krankheitsursachen früher oft als Besessenheit durch böse Geister oder Gottheiten interpretiert und entsprechend magisch behandelt. Allerdings sind die Bewohner der meisten polynesischen Inseln seit langer Zeit christianisiert, und die überlieferten Traditionen sind nur noch in Teilen lebendig.
Heutige Phänomene wie hawaiianische Kahunas oder moderne neuseeländische Schamanen zählen weitgehend zum Bereich des Neoschamanismus. Ein Beispiel ist die Maori Wai Turoa Morgan, die esoterische Seminare anbietet und in der westlichen Welt als Schamanin auftritt. In ihrer Heimat Neuseeland bezeichnet sie sich hingegen traditionell als Tohunga matakite, also als Seherin. Diese Form des Tohunga wurde früher als von einem Gott freiwillig besessen angesehen.

## Film
- Michael Oppitz (Regisseur): Schamanen im Blinden Land. Dokumentarfilm über magische Heiler im Nordwesten Nepals, 1978–80. Neue Auflage 2017, 5 DVDs + 2 CDs, 384 Minuten.
- Fabienne Berthaud (Regisseurin): Eine größere Welt. Filmdrama, basierend auf dem autobiografischen Buch Mein Leben mit den Schamanen (Mon initiation chez les chamanes, 2004) von Corine Sombrun.